# A Família Kft. epizódjainak listája
Ez a lista a Família Kft. című sorozat epizódjainak felsorolását tartalmazza. A sorozat 1991. október 13-án debütált a Magyar Televízió 2-es csatornáján. A három sikeres próbaepizódot (ezek a "normál" szériánál egy évvel korábban, 1990-ben készültek, ezért a szereplőgárda is lényegesen eltér, de ismeretlen okokból akkor nem került adásba, csak miután a sorozat sorsa véglegessé vált) követően egy hónappal később, november 17-étől minden héten képernyőre került egy-egy új rész, kilenc éven át, ezenkívül a sorozatnak volt két szilveszteri speciális epizódja 1992-ben és 1993-ban.

## Áttekintés
| Évad    | Epizód | Évadpremier        | Évadfinálé          |
| ------- | ------ | ------------------ | ------------------- |
| Pilot   | 3      | 1991. október 13.  | 1991. október 20.   |
| 1       | 7      | 1991. november 17. | 1991. december 29.  |
| 2       | 52     | 1992. január 5.    | 1992. december 27.  |
| 3       | 51     | 1993. január 3.    | 1993. december 19.  |
| 4       | 54     | 1993. december 26. | 1994. december 31.  |
| 5       | 52     | 1995. január 7.    | 1995. december 30.  |
| 6       | 52     | 1996. január 6.    | 1996. december 28.  |
| 7       | 52     | 1997. január 4.    | 1997. december 27.  |
| 8       | 51     | 1998. január 3.    | 1998. december 25.  |
| 9       | 14     | 1999. január 1.    | 1999. augusztus 24. |
| Special | 2      | 1992. december 31. | 1993. december 31.  |

## Epizódlista

### Pilot epizódok
Ezek még több, mint egy évvel a sugárzás előtt, 1990-ben készültek.
| Sor. | Év. | Cím           | Rendező                                                | Író                                                                    | Premier                                |
| --- | --- | ------------- | ------------------------------------------------------ | ---------------------------------------------------------------------- | -------------------------------------- |
| -3. | 1.  | A szentpénz   | Szurdi Miklós, Gát György, Kolos István, Rozgonyi Ádám | Vajda Anikó, Vajda Katalin, Sinkó Péter, Szántó Péter, Szikszay Károly | 1991. október 13. vasárnap 19:00, MTV2 |
| A Szép család vállalkozása, a nonstop ABC csődbe jutott. A családtagok megdézsmálták az éppen külföldön lévő nagymama dugipénzét, a „szentpénzt”. Valamin túl kell adni: vagy az üzleten, vagy a boltban lévő háromszáz rúd párizsin...                                                  |     |               |                                                        |                                                                        |                                        |
| -2. | 2.  | A bárányhimlő | Szurdi Miklós, Gát György, Kolos István, Rozgonyi Ádám | Vajda Anikó, Vajda Katalin, Sinkó Péter, Szántó Péter, Szikszay Károly | 1991. október 15. kedd 19:00, MTV2     |
| A Szép család újabb vállalkozása, a gyermekmegőrző, a „gyerekde”, minden szülő álma: gondos felügyelet, egészséges környezet és a fizetést sem sürgetik. Beüt a krach: az egyik Szép gyereken kiütések jelennek meg. És a desszert még hátravan...                                       |     |               |                                                        |                                                                        |                                        |
| -1. | 3.  | Sugárzás      | Szurdi Miklós, Gát György, Kolos István, Rozgonyi Ádám | Vajda Anikó, Vajda Katalin, Sinkó Péter, Szántó Péter, Szikszay Károly | 1991. október 20. vasárnap 19:00, MTV2 |
| Mint tudjuk, minden bajnak a káros sugárzás az oka. Szépék szakszerűen földerítik a házukban ólálkodó negatív energiákat. De még így sem lelik meg a lakásukban felejtett halálos marású pókot. Ebbe a helyzetbe csöppen be az a házaspár, aki biztos helyen szeretné tudni a gyermekét. |     |               |                                                        |                                                                        |                                        |

### Első évad
| Sor. | Év. | Cím                  | Rendező       | Író                         | Premier                                 |
| --- | --- | -------------------- | ------------- | --------------------------- | --------------------------------------- |
| 1. | 1.  | Szilencium           | Rozgonyi Ádám | Vajda Katalin               | 1991. november 17. vasárnap 19:00, MTV2 |
| Mónika legújabb szerelméről mesél barátnőjének, Szépné Ágnesnek. Kihasználva Szépné vendégszeretetét, Mónika meghívatja magát és újdonsült barátját estére. A tökéletesnek beharangozott férfinak azonban van egy hibája: zajos helyen elájul és napokig nem tér magához. Szépékre viszont nem jellemző hogy csendes visszafogottságban élik mindennapjaikat, különösen, ha kedves szomszédaik, Kövérék és a közeli rokonok, Ágostonék is megjelennek. |     |                      |               |                             |                                         |
| 2. | 2.  | Virágzik már?!       | Kolos István  | Vajda Anikó                 | 1991. november 24. vasárnap 19:00, MTV2 |
| A Szép családba betört az influenzajárvány. Az ikrek már meggyógyultak, de Szép apukán most tör ki a betegség. A legrosszabbkor! Ugyanis váratlanul hazalátogatott Amerikából a tíz éve nem látott gazdag nagybácsi, aki egyetlen dolgot nem bír, a betegséget. A család kétségbeesik... |     |                      |               |                             |                                         |
| 3. | 3.  | Péterke és a többiek | Kolos István  | Sultz Sándor, Vajda Katalin | 1991. december 1. vasárnap 19:00, MTV2  |
| A Szép család autója elromlott. A szomszéd fiú, Kövér Vili már hetek óta bütyköli a járgányt, de nem tudja működőképessé tenni. Ágnes beleun a lehetetlen helyzetbe és minisztrájkba kezd, nem hajlandó többet tömegközlekedve cipekedni. A sztrájk lényege, hogy Szépné addig nem áll fel a fotelből, míg családtagjai nem találnak valami megoldást. A „Szerezzünk autót!” mozgalom lassan nemzetközi méreteket ölt...                               |     |                      |               |                             |                                         |
| 4. | 4.  | Hótündér             | Zsurzs Éva    | Szántó Péter                | 1991. december 8. vasárnap 19:00, MTV2  |
| A Szép család a nyakán maradt csoki-mikulásokat próbálja átalakítani angyalkákká a nagypapa aktív közreműködésével. Ezzel talán megúszhatnák a fenyegető csődöt. A csokiolvasztásnak köszönhetően a család iszonyatos füstben bolyong a lakásban, ráadásul Ádám is pont ezt az időpontot választja ki, hogy bemutassa új barátnőjét, Zizit... |     |                      |               |                             |                                         |
| 5. | 5.  | Csendes éj           | Gát György    | Sinkó Péter                 | 1991. december 15. vasárnap 19:00, MTV2 |
| Karácsony előtt nagy a hajtás a boltban, az egész család ott dolgozik, mert szerencsére nagy a forgalom. A vásárlók Kriszta cikkét is szeretnék elolvasni, de az újságot nem lehet kapni. Aztán jönnek a titokzatos nagy dobozok, amit a családtagok a lakás különböző pontjain rejtenek el... |     |                      |               |                             |                                         |
| 6. | 6.  | A zongora            | Szurdi Miklós | Vajda Katalin               | 1991. december 22. vasárnap 19:00, MTV2 |
| Már csak két nap és itt a karácsony. Ilyenkor mindenütt nagy a sürgés-forgás, hát még Szépéknél! Az egész család lázban ég, mindenki csupa feszültség, amikor két szállítómunkás állít be egy hatalmas ládával. Mint kiderül, egy értékes, méregdrága pianínót hoztak Bécsből... |     |                      |               |                             |                                         |
| 7. | 7.  | Ki van az üzletben?  | Rozgonyi Ádám | Vajda Katalin               | 1991. december 29. vasárnap 19:00, MTV2 |
| Szilveszterre izgatottan készül a család. Ágoston minden igyekezete arra irányul, hogy a család együtt bulizzon, azonban mindenki külön programot szervez. Igen ám, de ki marad a boltban? |     |                      |               |                             |                                         |

### Második évad
| Sor. | Év. | Cím                                                         | Rendező         | Író                        | Premier                                   |
| --- | --- | ----------------------------------------------------------- | --------------- | -------------------------- | ----------------------------------------- |
| 8. | 1.  | Mennek már?                                                 | Kolos István    | Vajda Anikó                | 1992. január 5. vasárnap 19:00, MTV2      |
| Az ünnepek már rég messze járnak, nem úgy azonban Ágoston és Debbie. Ők vidáman és felszabadultan továbbra is a famíliánál vendégeskednek. Most mindenki azon izgul: mikor mennek már? |     |                                                             |                 |                            |                                           |
| 9. | 2.  | Gyilkosság a szalonban                                      | Szurdi Miklós   | Sultz Sándor               | 1992. január 12. vasárnap 19:00, MTV2     |
| Kövéréknél csőrepedés történt, ezért a kedves család összes tartozékával együtt Szépékhez költözik. Nem csoda hát, ha még a nappali is tele van alvó emberekkel. Ez nem is jelentene problémát, ha a kecskét otthon hagyták volna. De kecske úr is Szépéknél lakik, és rendszeresen dézsmálja Károly növényeit... |     |                                                             |                 |                            |                                           |
| 10. | 3.  | Sós néni nem házmester                                      | Zsurzs Éva      | Szántó Péter               | 1992. január 19. vasárnap 19:00, MTV2     |
| A nappali háborús óvóhelyhez hasonlít. Egyik felét Szép úr nemesítésre váró virágai, másik felét Kövérék apró állatkáinak rengeteg ketrece foglalja el. Szépék a díjbeszedő elől menekülnek, miközben Krisztát egy sértett rendező is üldözi. Kövér apukán kívül Pici és Vili is úgy érzi, hogy meg kell mentenie Krisztát és a családot... |     |                                                             |                 |                            |                                           |
| 11. | 4.  | Családlátogatás                                             | Szurdi Miklós   | Sinkó Péter                | 1992. január 26. vasárnap 19:00, MTV2     |
| Ricsi és Misi dohányoznak az iskolában, amiért osztályfőnöki beírás kerül az ellenőrzőbe. A gyerekek frappáns választ írnak apjuk nevében a tanárnőnek, aki hamarosan meglátogatja a családot. A megszeppent Szép szülők mindent elkövetnek, hogy minél jobb színben próbálják feltüntetni csemetéiket... |     |                                                             |                 |                            |                                           |
| 12. | 5.  | Meglepetés                                                  | Kolos István    | Neuman Péter               | 1992. február 2. vasárnap 19:00, MTV2     |
| Szépné hazaérve idegen női ruhát és táskát talál a nappaliban. Első ijedsége hamar elmúlik, amikor a hálószobából Ádám egy kislánnyal kerül elő. A probléma csak az, hogy a kislány távozása után a táska ottmarad. Ez, és más apró jelek féltékennyé teszik Ágnest... |     |                                                             |                 |                            |                                           |
| 13. | 6.  | A talizmán                                                  | Kalmár András   | Sinkó Péter                | 1992. február 9. vasárnap 19:00, MTV2     |
| Mónikának új, afrikai barátja van, aki hazautazásakor Mónikánál hagyja csodatévő talizmánját. Mónika természetesen azonnal elviszi Szépékhez, és megmutatja Áginak. A famíliában, mint mindig most is rengeteg probléma van. Pénzhiány és szerelmi gondok nyomasztják a családtagokat. Mónika otthagyja a talizmánt, amiben senki sem hisz, de mindenki vár valami csodát... |     |                                                             |                 |                            |                                           |
| 14. | 7.  | Hurrá, síelünk!                                             | Rozgonyi Ádám   | Vajda Katalin              | 1992. február 16. vasárnap 19:00, MTV2    |
| A Szép család síelni készül. Ágnes már húsz éve vár erre a kirándulásra, de Károlynak nincs nagy kedve hozzá. Hajnalka és Nagymama meglepetésként azt tervezi, hogy míg a házaspár telel, ők kifestetik a lakást. Ám ehhez előbb a családnak el kell utaznia, az pedig sehogy sem akar összejönni. |     |                                                             |                 |                            |                                           |
| 15. | 8.  | Ki a kérő?                                                  | Kolos István    | Vajda Anikó                | 1992. február 22. vasárnap 19:00, MTV2    |
| Kriszta szerelmes Gáborba, a jóképű, nős főszerkesztőbe. Áginak mindent elmesél, de a család többi tagja csak részinformációkhoz jut. Természetesen mindenki félreérti a helyzetet és így fordulhat elő, hogy este hat órakor három vőlegényjelölt találkozik Szépéknél, csak épp Gábor nincs köztük... |     |                                                             |                 |                            |                                           |
| 16. | 9.  | Áfonya úr boldogsága                                        | Zsurzs Éva      | Sultz Sándor               | 1992. március 1. vasárnap 19:00, MTV2     |
| Az ABC-ben fizetési nehézségek vannak. 250 ezer forint miatt az üzlet tönkremegy, és jön Áfonya úr, a végrehajtó. Az érző szívű ember nem tehet semmit, kénytelen lefoglalni az árukészletet. A Szép család már az új jövőt tervezi, amikor megjelenik Ágoston, a „csodatévő”. |     |                                                             |                 |                            |                                           |
| 17. | 10. | Norvég olajoshal                                            | Kalmár András   | Sinkó Péter                | 1992. március 8. vasárnap 19:05, MTV2     |
| Szépék ABC-jével szemben a város legolcsóbb üzlete nyílik, és a konkurencia elcsábítja az összes vásárlót. Még Kövérék is oda járnak! Hogy az üzletet megmentsék, Alföldi úrtól nagy mennyiségű norvég olajos halat vásárolnak baráti áron. Ám ez drága befektetésnek bizonyul... |     |                                                             |                 |                            |                                           |
| 18. | 11. | Pekingi kacsa                                               | Szurdi Miklós   | Szántó Péter               | 1992. március 15. vasárnap 19:05, MTV2    |
| A Kövér házaspár már egy hete haragban van. Ráadásul az asszonyka nem főz, ezért Kövér úr éhezik. Szépék, hogy a családi békét helyreállítsák, vacsorát főznek. A fő fogás pekingi kacsa lenne, ha egyszer sikerülne. De így, a tizedik tönkrement kacsa után már Ági sem bízik benne. Ráadásul a Nagymama egy bőrönddel megy a Zserbóba kávézni... |     |                                                             |                 |                            |                                           |
| 19. | 12. | Őszi szerelem tavasszal                                     | Verebes István  | Vajda Katalin              | 1992. március 22. vasárnap 19:05, MTV2    |
| Az egész család izgul, mert a Nagypapa megváltozott. Súlyzózik, szmokingban jár, és titokzatoskodik. Ágostonnak azonban bevallja, hogy szerelmes, és arra kéri őt, hogy segítsen a család eltávolításában. Ám a kíváncsi família megbújva leselkedik, amit ezúttal nem lehet felróni nekik. |     |                                                             |                 |                            |                                           |
| 20. | 13. | Az újság...                                                 | Kalmár András   | Sinkó Péter                | 1992. március 29. vasárnap 19:05, MTV2    |
| A Szép családban mindenki ideges. Ágika fogyókúrázik, Kriszta cikkét csak töredékében közli le az újság, Ádám pedig az edzője tanácsára - nyugtató gyanánt - órákat szerel. Még szerencse, hogy itt van a jó Pici, aki egy félreértés folytán nemcsak felrázza az egész családot, de lehet, hogy még anyagi romlásba is dönti... |     |                                                             |                 |                            |                                           |
| 21. | 14. | Telihold                                                    | Verebes István  | Vajda Katalin              | 1992. április 5. vasárnap 19:05, MTV2     |
| Ágikának különös álma volt, melyben Mónika barátnőjét összeboronálta Alföldi úrral. Ébredés után úgy dönt, a valóságban is összehozza a két embert. A találkozót gondosan megtervezi, a kivitelezésbe belevonja a családját és még a szomszédokat is... |     |                                                             |                 |                            |                                           |
| 22. | 15. | Ugye nem zavarunk?                                          | Kolos István    | Vajda Anikó                | 1992. április 12. vasárnap 19:05, MTV2    |
| Szépék új telkükre készülnek, amikor váratlan vendégek érkeznek Karcagról. A kedves rokonok nagyon jól érzik magukat, és otthonosan berendezkednek a lakásban. Ez Kövéréknek is rendkívül rossz hír, mert Szépék távolléte alatt élő nyulat szerettek volna árulni a boltban. Természetesen Ágiék tudta nélkül. Eközben Ádám és barátnője, Zizi egy éjszakai buli után eltűnnek... |     |                                                             |                 |                            |                                           |
| 23. | 16. | Vili, a sikeres                                             | Kolos István    | Vajda Anikó                | 1992. április 19. vasárnap 19:05, MTV2    |
| Húsvéthétfőn a szokásosnál is nagyobb a rumli a Szép famíliában. Ágoston és Debbie az üzletet rendezik át, míg Zizi Ádám életét. A lányt nem vették fel modellnek egy külföldi céghez, ezért elhatározza, hogy sürgősen férjhez megy, és gyereket szül. A kiszemelt férj természetesen Ádám. A hír az egész családot letaglózza, egyedül Vili őrzi meg a higgadtságát és tettrekészségét. Profi módjára azonnal intézkedni kezd. |     |                                                             |                 |                            |                                           |
| 24. | 17. | A pénztárgép                                                | Kalmár András   | Sinkó Péter                | 1992. április 26. vasárnap 19:05, MTV2    |
| A Szép üzletbe az újító Alföldi úr javaslatára új pénztárgépet vesznek, ám a masina időnként érthetetlen dolgot művel. Így fordul elő, hogy vérig sérti Kövéréket, amit Ágicáék csak nagy nehezen tudnak helyrehozni. |     |                                                             |                 |                            |                                           |
| 25. | 18. | Egon                                                        | Verebes István  | Neuman Péter, Egyed László | 1992. május 3. vasárnap 19:05, MTV2       |
| Nagypapa a lóversenyen adósságba keveredett, és a hitelezői megjelennek a családi házban is. Bár az uzsorás két behajtóval érkezik, mégis pénz nélkül kénytelen távozni. Szépéknél mindig nagy a forgalom, még iskolaidőben is. Ilyenkor Mónika gyakorol az ikrek szobájában a kosárpalánkon. Bár nem játszik jól, rövid időre mégis sikerül kimentenie Szépéket a bajból. |     |                                                             |                 |                            |                                           |
| 26. | 19. | Felemás skarlát                                             | Kolos István    | Szántó Péter               | 1992. május 10. vasárnap 19:05, MTV2      |
| Már öt napja tart az igazgatói szünet, s azóta az ikrek a barátaikkal apró darabokra szedték a lakást és a családtagok idegeit. Most is azon törik a fejüket, hogy hogyan hosszabbíthatnák meg arany életüket. Eközben a család arra készül, hogy elhárítsák az újabb próbálkozásokat. Ám mindenki nagy sajnálatára, ez nem sikerül... |     |                                                             |                 |                            |                                           |
| 27. | 20. | Férfi nélkül                                                | Vas-Zoltán Iván | Sinkó Péter                | 1992. május 17. vasárnap 19:05, MTV2      |
| Károly Bécsbe megy kongresszusra, ahol Ágostonéknál lakik, akik rábízzák a lakásukat. Cserébe Károly Ágostonra bízza a családját, aki ezt lelkiismeretesen teljesíti is. Ágoston és Debbie kezükbe veszik az ikrek nevelését és oktatását, kitakarítják Kriszta szobáját, öntözik Károly virágait. Szóval, felborítják az egész család életét. Sikerül elérniük, hogy a széthúzó család összefogjon egy cél érdekében... |     |                                                             |                 |                            |                                           |
| 28. | 21. | Orvos a tengeren                                            | Kolos István    | Odze György                | 1992. május 24. vasárnap 19:05, MTV2      |
| Ádám hajóorvos szeretne lenni egy amerikai luxusgőzösön, ezért nagy iramban tanulja az angolt. Mivel a fiúra nem jellemző a szorgalom, ezért a család komoly bajt sejt a háttérben. Ádám rábízza titkát az apjára és az ikrekre is, de titoktartást kér tőlük. Ám Károly azonnal elmondja a feleségének, és Ágika halálra izgulja magát. Az ikrek pedig Krisztának és Nagyapának kotyogják ki a titkot. Így már az egész család tud róla, de ezzel még nem oldódik meg a probléma...                                                                                            |     |                                                             |                 |                            |                                           |
| 29. | 22. | Carmen leszek                                               | Kalmár András   | Vajda Anikó                | 1992. május 31. vasárnap 18:40, MTV2      |
| Egész nap óriási zenebona van a Szép házban, Kriszta a Carment gyakorolja. Riportot készített Ricanottival, a nagy olasz operaénekessel, aki bebeszéli a lelkes lánynak, hogy világhírű operaénekesnőt farag belőle. Ezt Kriszta azonnal komolyan veszi, és olaszul kezd tanulni. Míg Kriszta a fellegekben jár, a családot földhöz vágja lányuk terve... |     |                                                             |                 |                            |                                           |
| 30. | 23. | Osztálytársak                                               | Vas-Zoltán Iván | Neuman Péter               | 1992. június 7. vasárnap 19:05, MTV2      |
| Károly iskolájában jubileumra készülnek. A nagy eseményre még a külföldön élő hírességek is hazajönnek, így Rókusfalvy is, aki azonnal bejelentkezik Szépéknél. Ez azért furcsa, mert Károly és Rókusfalvy soha nem voltak jóban. Ágika ezt nem tudja, és kedvesen meghívja a messziről jött vendéget vacsorára... |     |                                                             |                 |                            |                                           |
| 31. | 24. | Pasztőrözött bárány                                         | Kolos István    | Szántó Péter               | 1992. június 14. vasárnap 19:05, MTV2     |
| Károly álmában gazdag multimilliomos, családját felveti a pénz. Elegánsan, nagy személyzetet alkalmazva élnek. Kár, hogy felébredve ellepik Károlyt a pénzügyi problémák. A helyzetet csak egy lottó ötös oldaná meg. Károly elkezd lottózni... |     |                                                             |                 |                            |                                           |
| 32. | 25. | Hány éves a Nagymama?                                       | Verebes István  | Vajda Katalin              | 1992. június 21. vasárnap 19:05, MTV2     |
| A Nagymama születésnapját már többször elfelejtette a család, ezért most mindenki kicsit álmosan, de annál izgatottabban készül. Még Ágoston, a volt férj is megható történeteket mesél, csak az időpontok nem stimmelnek. Ha nem a Nagyinak, akkor kinek van születésnapja? |     |                                                             |                 |                            |                                           |
| 33. | 26. | Drágám, mindent megmagyarázok                               | Vas-Zoltán Iván | Sultz Sándor               | 1992. június 28. vasárnap 20:25, MTV2     |
| Károly azt tervezi, hogy Ágikával kettesben töltik a hétvégét. Kár, hogy Vili és Beácska keresztülhúzza a számításaikat. Nemcsak Szépék hétvégéjét teszik tönkre, de Kövérék házassága is nehéz próbának van kitéve. |     |                                                             |                 |                            |                                           |
| 34. | 27. | Árva a ház                                                  | Kolos István    | Sinkó Péter                | 1992. július 5. vasárnap 19:05, MTV2      |
| Miközben a gyerekek a nappaliban horrort néznek, a boltban Nagypapa tartja a frontot. A lejárt földimogyorót és sört próbálja rásózni Margitkára és az éppen arra járó vevőkre. Segítségül egy-egy bőröndöt is ad hozzá. Ági Bécsben van az apósáéknál, s így a családnak egyedül kell becsomagolni a görögországi utazásra. Károly Kövéréket szeretné megkérni, hogy segítsenek a boltban, amíg a család elutazik... |     |                                                             |                 |                            |                                           |
| 35. | 28. | Görögország - Rodosz - Július - 1. rész: Ennyi nekem is jár | Kalmár András   | Sinkó Péter                | 1992. július 12. vasárnap 19:05, MTV2     |
| Nyár, július, Görögország. A család és Kövérék megérkeztek Rodoszra, csak a csomagokat cserélték el egy kedves angol úrral, Bobbal. Ez pár nap kellemetlenséget okoz, de így is mindenki beleveti magát a tengerparti életbe, és nem is törődik mással. Kivéve az ikrek, akiknek feltűnik, hogy a kedves Bob nagyon legyeskedik Ági körül... |     |                                                             |                 |                            |                                           |
| 36. | 29. | Görögország - Rodosz - Július - 2. rész: Bob-elhárítók      | Kalmár András   | Sinkó Péter                | 1992. július 19. vasárnap 19:05, MTV2     |
| A család még mindig Rodoszon nyaral. Az ikrek Bob-elhárító akcióba kezdenek. Még szerencse, hogy Károly nem vesz észre semmit. Vili napszúrást kap, és ennek köszönheti, hogy Kriszta sokat foglalkozik vele. Károly és Lajos vitorlázni szeretne, míg Ági szirtakizni tanul... |     |                                                             |                 |                            |                                           |
| 37. | 30. | Misi Bécsben                                                | Vas-Zoltán Iván | Odze György                | 1992. július 25. szombat 19:10, MTV2      |
| Ricsi és Misi állandóan rosszalkodnak, már nem bír velük a család. Egy pszichológus tanácsán felbuzdulva a família kettéválasztja az ikreket, és Misit Bécsbe küldik. Az elválás nemcsak a gyerekeket viseli meg, de a szülőket és a nagyszülőket is. Először a Nagymama borul ki, majd Ági és az idősebb gyerekek. Aztán következnek Ágostonék Bécsben... |     |                                                             |                 |                            |                                           |
| 38. | 31. | Virágoskert                                                 | Verebes István  | Vajda Anikó                | 1992. augusztus 2. vasárnap 18:55, MTV2   |
| A Nagypapa és a kedves vevő, Margitka az utóbbi időben összemelegedtek. Ezért örülnek mindketten, hogy a Szép család többi tagja a telekre megy a hétvégén. Ám, mint mindig, most sem problémamentes az élet. A baj már akkor elkezdődik, mikor kiderül, Szépék mégis otthon maradnak... |     |                                                             |                 |                            |                                           |
| 39. | 32. | Nézz mélyen a szemembe                                      | Kolos István    | Sultz Sándor               | 1992. augusztus 8. szombat 19:00, MTV2    |
| Itt a vizsgaidőszak, így Ádám teljesen kikészült. Úgy érzi, nemcsak a vizsgán bukik meg, de még az egyetemről is kirúgják. Bánatát és félelmét megosztja az egész családdal, őket is az őrületbe kergetve. Ezen persze nem kell sokat dolgoznia, hisz itt van Kriszta, aki egy ismeretlennel akar külföldre menni, és a Nagymama, aki boszorkánykodást tanul, és ezt gyakorolja a családon. Felmérve a kilátástalan helyzetet, a hitetlen Ági is boszorkánykodni kezd. |     |                                                             |                 |                            |                                           |
| 40. | 33. | A tökéletes völegény                                        | Kolos István    | Odze György                | 1992. augusztus 16. vasárnap 19:05, MTV2  |
| Kriszta megint szerelmes. A szerencsés fickó Wunder Béla, aki nemcsak a nevében, de teljes életnagyságában maga a csoda. Nincs olyan területe az életnek, amit ne művelne, ráadásul tökéletesen. Ez a csodalény eleinte a család több tagját is bosszantja, de lassan hozzászoknak a jóhoz. Úgy látszik, Kriszta jövője sínen van... |     |                                                             |                 |                            |                                           |
| 41. | 34. | Pármai sonka                                                | Vas-Zoltán Iván | Szántó Péter               | 1992. augusztus 25. vasárnap 19:05, MTV2  |
| Szombat reggel hét órakor csörög a vekker a Szép házban. Károly ugyanis fontos üzleti tárgyalásra készül egy svájci sonkanagykereskedővel. Kár, hogy erről senkinek sem szólt, ugyanis így fordulhatott elő, hogy Ágica minden nadrágját kimosta. Így az egész családot be kell vonni az üzleti tárgyalásba, ami nem is olyan nagy baj addig, míg a vegetáriánus Debbie-re nem kerül a sor... |     |                                                             |                 |                            |                                           |
| 42. | 35. | Hogy jön egy királyfi tán                                   | Bezerédi Zoltán | Verebes István             | 1992. augusztus 30. vasárnap 19:05, MTV2  |
| Miközben a Szép család egy virágkereskedőt vár, Ausztráliából megérkezik Ács Misi, aki 26 évvel ezelőtt szerelmes volt Ágikába, és megígérte a szép, fiatal lánynak, hogy amint milliomos lesz, elveszi feleségül. Most hát itt van, hogy beváltsa ígéretét. Az sem zavarja, hogy azóta Áginak férje és négy gyereke van. Úgy érzi, ez leküzdhető akadály... |     |                                                             |                 |                            |                                           |
| 43. | 36. | Nagymama trükkje                                            | Kalmár András   | Neuman Gábor, Neuman Péter | 1992. szeptember 6. vasárnap 19:00, MTV2  |
| A család összes tagja a Nagymamával intézteti az apró-cseprő ügyeit. Ezért szegény teljesen kimerül, saját magára pedig egy perce sincs. Szerencsére azonban beállít az üzletbe Csöpi, régi osztálytársnője, aki egy biztos módszert ajánl neki a probléma megoldására... |     |                                                             |                 |                            |                                           |
| 44. | 37. | Anci, lemaradtam!                                           | Vas-Zoltán Iván | Vajda Anikó                | 1992. szeptember 13. vasárnap 19:05, MTV2 |
| Ádám felülvizsgálja eddigi eredményeit, és úgy érzi, teljesen lemaradt, kedvetlen és elkeseredett. Az egész család összefog, hogy jobb kedvre derítsék, de nem sok eredménnyel. Egy haszna azonban van a dolognak: kiderül, a Szép család tagjai tehetségesek... |     |                                                             |                 |                            |                                           |
| 45. | 38. | Landmann Kató                                               | Szurdi Miklós   | Vajda Katalin              | 1992. szeptember 20. vasárnap 19:00, MTV2 |
| Kriszta álma végre valóra válik: interjút készíthet a televízióban. Riportalanya nem más, mint a balettintézet új igazgatója. Ágica örömmel készíti fel lányát a nagy megmérettetésre, egészen addig, amíg meg nem tudja, hogy az új igazgató nem más, mint régi osztálytársa, Landmann Kató... |     |                                                             |                 |                            |                                           |
| 46. | 39. | Forr a bor                                                  | Kalmár András   | Sultz Sándor               | 1992. szeptember 27. vasárnap 19:05, MTV2 |
| Károly saját készítésű meggyborát az egész család izgatottan várja. Kövéréket is áthívják egy ünnepi vacsorára, amelynek főszereplője a várva-várt bor. Sajnos Károly „műve” ihatatlannak bizonyul, így sürgősen ki kell találni valamit, amíg a vevő megérkezik... |     |                                                             |                 |                            |                                           |
| 47. | 40. | Zeusz belátja                                               | Kolos István    | Vajda Anikó                | 1992. október 4. vasárnap 19:00, MTV2     |
| Ágica eltiltja a Nagypapát a lovitól, aki azonban tuti tippet kap, így muszáj megszöknie. Haverja, Szivaros Frici falaz neki, de mindent összekever. Eközben Kriszta halálosan szerelmes lesz legújabb interjúalanyába, az idősödő nőcsábász íróba, amitől Ágica teljesen kétségbe esik. Kriszta nem fogadja meg a tanácsát, és lázasan készül az újabb találkozóra. Ennek egyetlen akadálya a megbízhatatlan fotós... |     |                                                             |                 |                            |                                           |
| 48. | 41. | Örökbefogadás                                               | Kolos István    | Szántó Péter               | 1992. október 11. vasárnap 19:05, MTV2    |
| Hajnalka sírva meséli el Ágicának, hogy Lajos milyen szívtelen: nem engedi neki, hogy megtartsa a kicsiket. Ágica mindent bevet, hogy meggyőzze Lajost, aki hajthatatlan. A Szép család viszont Ágit próbálja rávenni, hogy szüljön még egy gyereket, ő azonban hallani sem akar a dologról... |     |                                                             |                 |                            |                                           |
| 49. | 42. | A kender                                                    | Szurdi Miklós   | Sinkó Péter                | 1992. október 18. vasárnap 19:05, MTV2    |
| Károly egész nyáron barkácsolt, ahelyett, hogy megírta volna a cikkét a kenderről. Hiába próbál koncentrálni, Kriszta a telefonon lóg, az ikrek ricsajoznak. A család persze segíteni szeretne rajta. Elmennek otthonról, de Károlynak így sem jön az ihlet. Rájön, hogy csendben már nem is tud dolgozni... |     |                                                             |                 |                            |                                           |
| 50. | 43. | A bejáró                                                    | Szurdi Miklós   | Odze György                | 1992. október 25. vasárnap 19:15, MTV2    |
| Károly segíteni szeretne az intézetben dolgozó szegény sorsú, árva fiatalemberen, Ágicát pedig igyekszik meggyőzni arról, neki is jó, ha a fiút bejáróként alkalmazzák, hisz így lekerül a háztartás szörnyű terhe a feleség válláról. Ágira könnyekig hatnak Károly szavai, így belemegy a dologba. Jenő azonban nem tud takarítani, de még mosni és főzni sem, ezért titokban Károly veszi át a teendőke, hogy bizonyítsa igazát, és ne hagyja beigazodni a Jenővel kapcsolatban alkotott előítéleteket. Meddig lehet azonban dupla műszakban gályázni a nemes cél érdekében? |     |                                                             |                 |                            |                                           |
| 51. | 44. | Te csak zongorázz!                                          | Vas-Zoltán Iván | Vajda Anikó                | 1992. november 1. vasárnap 19:15, MTV2    |
| Ági és Károly összevesznek, mert Károly kapott egy nigériai kiküldetést, és Ági nem akar menni. Át is költözik Mónikához, Szép Károly pedig csak zongorázik. Kriszta eközben Laci születésnapi buliját szervezné, mert a fiúnak még soha nem volt ilyen. A zsúr azonban meghiúsulni látszik a családi perpatvar miatt... |     |                                                             |                 |                            |                                           |
| 52. | 45. | Mini bingó                                                  | Kalmár András   | Sinkó Péter                | 1992. november 8. vasárnap 19:05, MTV2    |
| Az adóhivatal kiüríti a Szép ABC-t. Ági kétségbeesik, és állandóan eszik. Nagypapa mentőötlete némileg részrehajló, nyissanak mini bingószalont a bolt helyén. El is viszi a fiúkat bingózni, de Kövér Lajos kedélybeteg papagája, Pisztácia bajba sodorja őket. A szalon azért megnyílik, Szépék és Kövérék együtt várják a vendégeket, akik nem nagyon jönnek, így Ági tovább folytatja a féktelen zabálást... |     |                                                             |                 |                            |                                           |
| 53. | 46. | Ezerízű rozslángliszt                                       | Kolos István    | Szántó Péter               | 1992. november 15. vasárnap 19:00, MTV2   |
| Debbie és Ágoston Szépéknél vendégeskednek. Debbie jót akar, és az egész családot megismerteti a bio-életmóddal, amit ő is folytat. A durumbúza és a rozslángliszt nem túl népszerű a kolbászhoz és disznósajthoz szokott Szép családban, és Debbie naponta tartott aerobik-órái sem aratnak osztatlan sikert. A család azon tanakodik, ki mondja meg Debbie-nek, hogy nem kérnek a reform-étkezésből. Addig is éjszaka mindenki lelopózik enni, és várják, hogy Ágostonék hazautazzanak. Nem is sejtik, hogy a párnak egészen más tervei vannak...                             |     |                                                             |                 |                            |                                           |
| 54. | 47. | Micsoda nap                                                 | Vas-Zoltán Iván | Vajda Anikó                | 1992. november 22. vasárnap 19:05, MTV2   |
| Az ikrek hazaszöknek a táborból, mert lopással gyanúsítják őket. A család persze nem tudja, mi okozza a gyanús jelenségeket a házban. Mónika szerint az ufók tehetnek mindenről, de Ági nem hisz a földönkívüliekben. Nagypapa és Margitka dupla randira készülnek Ágostonnal és Debbie-vel, de az "ufóknak" még ezt is majdnem sikerül tönkretenniük... |     |                                                             |                 |                            |                                           |
| 55. | 48. | Itt nem lesz Mikulás                                        | Szurdi Miklós   | Vajda Katalin              | 1992. november 29. vasárnap 19:15, MTV2   |
| A családban mindenkitől eltűnik egy-egy ezres, Ricsi és Misi pedig feltűnően sokat vásárolnak első szerelmük, Judit üzletében. A Szép házaspár először a nagyszülőket, majd a nagyobb gyerekeket gyanúsítja, de lassacskán kiderül, hogy senkinek nincs pénze, így már csak egy, pontosabban két gyanúsított marad. Szépné nem akarja elhinni, hogy csemetéi lopnak, de az ikreket elvakítja a szerelem... |     |                                                             |                 |                            |                                           |
| 56. | 49. | Férfiszenvedély                                             | Kolos István    | Sultz Sándor               | 1992. december 6. vasárnap 19:00, MTV2    |
| Károly és Lajos vérre menő sakkpartija az egész család idegeire megy. Nem esznek, nem alszanak, Károly nem locsolja a virágait, Lajos pedig nem törődik a bolttal. Ági annyira kétségbe van esve, hogy majdnem elfogadja Alföldi ajánlatát, hogy menjenek el kettesben pecázni a Balatonra. A sakkjátszma nagy nehezen véget ér, de a vesztes visszavágót akar... |     |                                                             |                 |                            |                                           |
| 57. | 50. | A válás                                                     | Szurdi Miklós   | Sinkó Péter                | 1992. december 13. vasárnap 19:02, MTV2   |
| Mónika beajánlja a Szép családot egy magazin címlapjának fotózására. Kriszta meghallja, amint Szépék a gyerekek felosztásán vitatkoznak, és nem sejti, hogy csak a fényképről van szó. Mivel a Szép gyerekek azt hiszik, hogy szüleik válni akarnak, mindent megtesznek, hogy megakadályozzák. Ricsi és Misi takarít, Ádám bevásárol, Kriszta pedig főz. Ági nem hisz a szemének, amikor meghívót kap gyerekeitől egy ünnepi vacsorára... |     |                                                             |                 |                            |                                           |
| 58. | 51. | A pofon                                                     | Vas-Zoltán Iván | Vajda Katalin              | 1992. december 20. vasárnap 19:05, MTV2   |
| Ágoston és Debbie áthívják a Szép családot Szentestére, de Ágica hallani sem akar róla. Kriszta és Laci kapnak egy karácsonyi megbízást, csak annyi a bökkenő, hogy Rómában. A fiatalok nem merik elmondani a hírt Áginak, és az ikreket kérik meg, hogy segítsenek. Amikor megtudja, Ági mély álomba merül, amelyben egy pofon és a Diótörő is főszerepet kapnak... |     |                                                             |                 |                            |                                           |
| 59. | 52. | És mit szólna Api?                                          | Kolos István    | Sinkó Péter                | 1992. december 27. vasárnap 19:05, MTV2   |
| Károly és a Nagypapa kongresszuson vannak Monte Carloban, így Ági kénytelen a férje nélkül tölteni a Szilvesztert. A családfői teendőket Ádám veszi át, de sokkal szigorúbb, mint Api. Még azt sem akarja engedni, hogy Laci ott aludjon a buli után. Váratlan vendég érkezik a Rodoszon megismert Bob személyében, aki a gyerekek szerint túlságosan nagy érdeklődést mutat édesanyjuk iránt. Lajos megérzése szerint Károly váratlanul meg fog jelenni... |     |                                                             |                 |                            |                                           |

### Speciális epizódok I.
| Sor. | Év. | Cím          | Rendező                      | Író            | Premier                                  |
| --- | --- | ------------ | ---------------------------- | -------------- | ---------------------------------------- |
| 0. | 1.  | Szép-operett | Szurdi Miklós, Kalmár András | Nemlaha György | 1992. december 31. csütörtök 23:25, MTV2 |
| Parádés operett összeállítással búcsúztatja az óévet a Szép család, a Kövér család, no meg a rokonok s barátok. Boldog új esztendőt, Família Kft.! |     |              |                              |                |                                          |

### Harmadik évad
| Sor. | Év. | Cím                              | Rendező                     | Író            | Premier                                   |
| --- | --- | -------------------------------- | --------------------------- | -------------- | ----------------------------------------- |
| 60. | 1.  | Egyiptom                         | Szurdi Miklós               | Szurdi Miklós  | 1993. január 3. vasárnap 19:00, MTV2      |
| Ágoston és Debbie Egyiptomba utaznak az ikrekkel. Ági szigorúan megtiltja nekik, hogy szörfözzenek, de Ricsi és Misi megtalálják a módját, hogy meggyőzzék Debbie-t. Ági persze rosszat sejt, így az egész család különféle problémákat talál ki, hogy eltereljék Anci figyelmét. Amíg Szépné a problémák megoldásán fáradozik, nincs ideje az ikrekkel és a megérzéseivel foglalkozni, de azért továbbra is rosszat sejt minden egyes szabad percében... |     |                                  |                             |                |                                           |
| 61. | 2.  | Váratlan fordulat                | Kalmár András               | Vajda Anikó    | 1993. január 10. vasárnap 19:00, MTV2     |
| Nagypapának és szeretett feleségének ma lenne az 50. házassági évfordulója. Mindenki igyekszik a kedvében járni, hogy ne szomorkodjon. Nagymama és Hajnalka tortát sütnek, Ágica és Nagypapa pedig visszaemlékeznek a régi szép időkre. Nagypapa elmeséli, hogy halála előtt ígéretet tett Katikának: 10 év múlva eladja a kedvenc festményüket, a pénzt pedig virágokra és lovira költi. Ez pedig éppen tíz éve történt... |     |                                  |                             |                |                                           |
| 62. | 3.  | A csőtörés                       | Vas-Zoltán Iván             | Neuman Péter   | 1993. január 17. vasárnap 19:00, MTV2     |
| Mónikánál csőtörés van, ezért pár napra beköltözik Szépékhez, és rövid időn belül mindenkinek az agyára megy. Ági egy napot kér a családjától, hogy bebizonyítsa: Mónika csodálatos, nem pedig szeleburdi, kétbalkezes, lusta, műveletlen és erőszakos, ahogyan azt a többiek állítják. Ágica nem sejti, milyen nehéz feladatra vállalkozott... |     |                                  |                             |                |                                           |
| 63. | 4.  | Születésnap                      | Kolos István                | Vajda Katalin  | 1993. január 24. vasárnap 18:50, MTV2     |
| Áginak közeleg a születésnapja. Kriszta nincs otthon, és távollétében a család férfitagjai sehogy sem képesek kitalálni, mire vágyik igazán Ágica. Hiába mondja el mindegyiküknek külön-külön, ők félreértik, és egészen mást akarnak neki ajándékozni, mint amit valójában szeretne. Nagymama elhatározza, hogy meglesi, mit csinál menye egész nap, és ekkor fény derül az igazságra. Sajnos azonban még ő is félre érti a helyzetet, így végképp veszélybe kerül a várva-várt ajándék... |     |                                  |                             |                |                                           |
| 64. | 5.  | A lányok angyalok                | Kalmár András               | Vajda Anikó    | 1993. január 31. vasárnap 18:55, MTV2     |
| Vili, Ádám és Pici végre mindhárman találnak barátnőt. A lány úgy szereti a fiúkat, ahogy vannak. Ádámot azért, mert sportos, Vilit, mert félénk, Picit pedig, mert tud zongorázni. Eközben Károlyt a munkahelyén feltűnően nézi ifjú kolléganője, Sztella. Lajos szerint szerelmes Károlyba, Szép úr azonban nem hiszi el, hogy egy szép és fiatal lány őt tüntetné ki figyelmével. Károly viselkedése nyugtalanítja Ágicát, de még jobban Nagymamát, aki szerint Ágoston is pont így viselkedett, mielőtt őt fiatalabbra cserélte... |     |                                  |                             |                |                                           |
| 65. | 6.  | Oratio                           | Vas-Zoltán Iván             | Sultz Sándor   | 1993. február 7. vasárnap 18:40, MTV2     |
| Misi intőt kap egy gúnyrajz miatt, ezért ő az egyetlen, aki örül, hogy a család figyelme a későn érkező apjára terelődik. Ági tűkön ül, mert fontos találkozóra kellene menniük Károllyal, ahol egy jelentős kinevezés aláírása a tét. Károly végül feldúltan állít haza: megpofozta egy ismeretlen a kongresszuson tartott előadása után. Úgy tűnik, a kinevezés kútba esett, hacsak nem menti meg a helyzetet a család barátja, Lajos. |     |                                  |                             |                |                                           |
| 66. | 7.  | A „menofdéj”                     | Verebes István              | Sinkó Péter    | 1993. február 14. vasárnap 19:00, MTV2    |
| Hajnalka hozza a hírt: másnap lesz a „menofdéj”, a férfiak eltűnésének napja, jó lesz vigyázni. Ágika biztos az ő Károlyában, aki a ragaszkodás mintaképe. De azért szöget üt a fejébe, hogy Károly is pont most akar mindenáron leugrani grízért. Mónika, Hajnalka és Ágica végül összeszedik minden tudásukat, hogy visszatartsák a szökni készülő férfiakat... |     |                                  |                             |                |                                           |
| 67. | 8.  | A trükk                          | Szurdi Miklós               | Vajda Katalin  | 1993. február 21. vasárnap 19:00, MTV2    |
| Pici új oldaláról mutatkozik be: igazi szívtipróvá érett férfiként és a parkett ördögeként. Kriszta olvadozik is, mikor megmutat neki néhány táncfigurát, ugyanis a szerkesztőség farsangi bálján szeretne valami jó kis számmal fellépni. Lacit olthatatlan féltékenység keríti hatalmába annak láttán, hogy Kriszta milyen rajongással fogadja Pici ötleteit. Félreértések sora következik ezután, úgyhogy Ágicának megint közbe kell avatkoznia... |     |                                  |                             |                |                                           |
| 68. | 9.  | Én jól emlékszem                 | Kolos István                | Vajda Katalin  | 1993. február 28. vasárnap 19:00, MTV2    |
| A Galyatetőn üdülő Vilma nagymama váratlanul betoppan. Csak Ágicának vallja be nagy nehezen, hogy azért jött haza idő előtt, mert összeveszett Bözsivel, akit eddig a barátnőjének nevezett. Hamarosan azonban beállít Bözsi is, aki előadja a maga változatát a történtekről. Apuka, a nagy maffiózó, meg van győződve ellenállhatatlan varázsáról, amit latba akar vetni, hogy kibékítse a feleket. Ám kiderül, hogy a helyzet súlyosságához inkább a családi kupaktanács beavatkozására van szükség... |     |                                  |                             |                |                                           |
| 69. | 10. | A padlás                         | Kalmár András               | Sinkó Péter    | 1993. március 7. vasárnap 19:00, MTV2     |
| Különös dolgok történnek újabban a Szép család háza táján: a padláson kísértetek zörögnek, az ereszen lógó Ricsit a szomszédok szedik le, a nappalin pedig időnként egy szakállas férfi vonul át. Ám a nagypapa emlékezete fényt derít a szokatlan eseménysorozatra: az ismeretlen idegen nem más, mint Mikola úr, aki mintegy negyven éve nyerő tippet adott az ő Katinkájának, s ennek köszönhetően tudta a jelenlegi lakást megvenni a nagypapa. Mikola úrnak pedig felajánlották a ház padlását, aki ezzel a jogával most akar élni, miután külföldről hazatért. A kényszerű együttlakás elkerülésére megint Ágicának van mentő ötlete... |     |                                  |                             |                |                                           |
| 70. | 11. | Éljenek a szemüvegesek!          | Vas-Zoltán Iván             | Neuman Péter   | 1993. március 14. vasárnap 19:00, MTV2    |
| A Szép szülők azon törik a fejüket, miként hozzák Ricsi tudomására, hogy Várbíró tanár úr értesítése szerint ő rövidlátó. Ágica kiadja az utasítást: a család minden tagja köteles szemüveget viselni, hogy ezzel is kifejezzék, milyen jó is szemüvegesnek lenni! Egy váratlan telefon azonban dugába dönti a terveket... |     |                                  |                             |                |                                           |
| 71. | 12. | Bogyó mindent tud                | Kalmár András               | Vajda András   | 1993. március 21. vasárnap 19:00, MTV2    |
| Most, hogy itt a tavasz, Krisztát Párizsba húzza a szíve, persze Lacival. Ám Ágica aggódik, hogy szerelmes leánykája annyira a Föld fölött jár, hogy esetleg elhanyagolja a munkáját. Előérzete be is igazolódik, a főszerkesztő telefonon keresi Krisztát, mert leadhatatlan a cikk, amit írt. A családi kasszából jelentősebb összeg tűnik el, Károly még a porszívót is szétszedi, hogy a nyomára bukkanjon… |     |                                  |                             |                |                                           |
| 72. | 13. | Ádám nem olyan                   | Vas-Zoltán Iván             | Sultz Sándor   | 1993. március 28. vasárnap 19:00, MTV2    |
| Lázban ég a Szép család. Ádám Olaszországba készül edzőtáborba. Nagymama készíti a búcsútortát, Ági várja Ádám menedzserét, az ikreknek jelmezeket kell készíteni, meg Vili is macska nyelvórákat akar adni Szépéknek. A felfordulás kellős közepén toppan be Pici a hírrel: Ádám üzeni, hogy szerelmes, és nem utazik el a táborba. Áginak főhet a feje, hogyan adják ezt be a menedzsernek… |     |                                  |                             |                |                                           |
| 73. | 14. | Családfáját neki!                | Szurdi Miklós               | Sinkó Péter    | 1993. április 4. vasárnap 19:00, MTV2     |
| Az egész Szép család a fáradtságtól elcsigázottan érkezik haza. Ahogy minden évben, az idén is elgyalogoltak az Árpád-kilátóhoz, ahol a családfájuk, egy szép tölgyfa áll. Lajos javaslatára az ünnepi szertartást nagy lakomával koronázzák meg, Hajnalka gombás sültjével. A jóllakott társaságnak Vili lélekszakadva hozza a hírt, hogy Amálka, a macska, kimúlt, miután evett a maradék gombás ételből. |     |                                  |                             |                |                                           |
| 74. | 15. | Ikrek hava                       | Kolos István                | Szántó Péter   | 1993. április 11. vasárnap 18:55, MTV2    |
| Ágica úgy érzi, teljesen magára maradt az ikrek nevelésében, mert Károly sem a gyerekekre, sem őrá nem figyel kellőképpen. Ezért határozottan megkéri férjeurát, ezúttal ő menjen be az iskolába a szülői értekezletre. Károly megpróbál kibújni a teljesíthetetlennek tűnő feladat alól, és mindenkit megkörnyékez a családban, hátha átveszik tőle ezt az embert próbáló munkát. Ám nem jár eredménnyel, így Károlyunk térképpel, útmutató rajzokkal felszerelkezve elindul az iskolába, lesz, ami lesz… |     |                                  |                             |                |                                           |
| 75. | 16. | Vili titka                       | Szurdi Miklós               | Vajda Anikó    | 1993. április 18. vasárnap 19:00, MTV2    |
| Ágica nagyon aggódik Debbie-ért, aki Ágoston elutazása óta teljesen a padlóra került. Ám Nagymama megnyugtatja, hogy majd ő kezébe veszi az ügyet, s másnapra Debbie-nek kutyabaja se lesz. Nagypapa helyett Vili megy ki a lóversenyre, beszélgetni akar a lovakkal. Nem is sejti, hogy titokzatos eltűnéseiből milyen nagy családi bonyodalom lesz. |     |                                  |                             |                |                                           |
| 76. | 17. | Azok a derék férfiak             | Kalmár András               | Sinkó Péter    | 1993. április 25. vasárnap 19:00, MTV2    |
| Ágikát váratlanul idegesíteni kezdi, hogy ebben a családban mindenki kényelmesen üldögél, csak ő rohangál. Fellázad, újra fiatal akar lenni, s győzködi Károlyt, rendezzenek házibulit, mint régen. Kriszta leveri az egyik virágot, amit Károly nemrég az élete értelmének nevezett. Laci művirágot rendel helyette, piros és kék kockás variációban, amilyenné az eredetinek is válnia kellett volna, Károly kísérlete után. Kitör a házibuli, ám a család férfitagjai közül mindenki éppen ekkor robban le... |     |                                  |                             |                |                                           |
| 77. | 18. | Anyáknapi virág                  | Kolos István                | Vajda Katalin  | 1993. május 2. vasárnap 19:00, MTV2       |
| Anyáknapja közeledtével Károly rendet vág a Szép gyerekek között. Arra utasítja őket, hogy ezen a kivételes vasárnapon keljenek a szokásosnál korábban, és sorakozzanak fel anyjuk ágyánál virágcsokorral a kezükben. Egy másodállásbeli virágrendelés azonban túl bőségesre sikerül Szépnek, így úszik az egész lakás meg az üzlet a tonnányi virágözönben, amit valakinek ki kell fizetnie. Lajosnak megint támad egy “jó ötlete”... |     |                                  |                             |                |                                           |
| 78. | 19. | Apám bankrabló                   | Vas-Zoltán Iván             | Odze György    | 1993. május 9. vasárnap 18:55, MTV2       |
| Károly mélyen megbántódik, amiért Ági a gyerekek és az egész család előtt szemére veti, hogy nem keres eleget a család fenntartásához. Elhatározza, hogy nem hagyja magán ezt a szégyenfoltot, s pisztollyal, maszkkal, meg feszítővassal felszerelkezve akcióba indul. A lelkesedéstől majd szétveti a tűz. Az egész família pánikban… |     |                                  |                             |                |                                           |
| 79. | 20. | Kutyaharapást szőrével           | Szurdi Miklós               | Sultz Sándor   | 1993. május 16. vasárnap 18:55, MTV2      |
| Az egész család aggódik Ádám miatt, akit szerelmi bánat gyötör. Csak fekszik, és a párnája csücskét rágja. Lajos újabb ötlettel áll elő: “kutyaharapást szőrével” a megoldás, azaz be kell cserkészni egy nőt, aki eltereli a figyelmét. Ági hiába ellenzi hevesen a tervet, a család leszavazza… |     |                                  |                             |                |                                           |
| 80. | 21. | Ki nevet a végén?                | Vas-Zoltán Iván             | Vajda Anikó    | 1993. május 23. vasárnap 19:00, MTV2      |
| Még alig ébredezik a család, de Ádám már lázasan intézkedik-rendezkedik. Fontos bejelentésre készül, a környezetvédelem elszánt hívévé szegődött Pocsai professzor mellé, aki magához vette őt asszisztensnek. Megtiltja ezért, hogy szülei vagy testvérei ezentúl bármiféle környezetkárosító tevékenységet végezzenek. Nincs többé villanyborotva-, telefon- és gázhasználat, este csak gyertya éghet, a televíziózás pedig végképp ki van zárva. Szépék két táborra szakadnak, családi háború fenyeget… |     |                                  |                             |                |                                           |
| 81. | 22. | Ha egy üzlet beindul             | Kolos István                | Vajda Anikó    | 1993. május 30. vasárnap 19:00, MTV2      |
| Hamarosan két éves lesz a Szép ABC, de az üzlet csődbe megy. A helyzetről csak Károly tud, aki napok óta nem engedi be a boltba Ágit, nehogy kiderüljön a baj. Károly azonban feltalálja magát: belép egy nagy szállító rendszerbe, hogy titokban felvirágoztassa a kis boltot. Szépné is titkol valamit, ám a nagy meglepetéssel csak a két éves évforduló ünnepi vacsoráján akar előrukkolni… |     |                                  |                             |                |                                           |
| 82. | 23. | A Szép kép                       | Kalmár András               | Pertics Róbert | 1993. június 6. vasárnap 18:55, MTV2      |
| Közeleg Kriszta születésnapja. Pici és Laci egymást túlszárnyalva akarják megajándékozni a szívüknek oly kedves Szép lányt. Pici saját készítésű festményével kívánja meglepni, nem sejtvén, hogy alkotását a családban mindenki borzalmasnak tartja. Laci sziporkázó ötleteit pedig Ádám nem találja elég jónak. Vili sem marad ki a sorból, ő hullámos papagájjal szándékozik boldoggá tenni Krisztát. Károly álmában titkos női nevet emleget, Ágicát a válás gondolata foglalkoztatja... |     |                                  |                             |                |                                           |
| 83. | 24. | Arabfüge                         | Vas-Zoltán Iván             | Sinkó Péter    | 1993. június 13. vasárnap 18:55, MTV2     |
| A Szép család Bagolyirtásra készül a szünetben, de Ágica nagy bánatára mindenki sorra lemondja a közös nyaralást. Kövér Vili megelégeli, hogy kinevetik, és semmibe veszik, ezért világgá megy. Ádám és Pici a keresésére indulnak, mert azt gondolják, hogy miattuk ment el. A nyomok eleinte Pécsre vezetnek, de kiderül, hogy Vili sokkal messzebbre ment, hogy végre igazi férfivá válhasson… |     |                                  |                             |                |                                           |
| 84. | 25. | Teve van egypupu... – 1. rész    | Szurdi Miklós, Kolos István | Sinkó Péter    | 1993. június 20. vasárnap 19:00, MTV2     |
| Miután kiderül, hogy az eltűntnek hitt Vili Tunéziában van, az egész család repülőre ül, hogy megkeressék a tékozló fiút. Leszámítva, hogy Ágica nem bírja a repülést, Károlyt pedig több ízben leöntik feketekávéval, mindenki remekül érzi magát. Az ikreket még a pilótafülkébe is beengedik. Bár a gyönyörű arab fürdőhelyen is mindenki hozza az otthoni formáját, Ági elhatározza, nem hagyja magát zavartatni a nyaralásban… |     |                                  |                             |                |                                           |
| 85. | 26. | Teve van egypupu... – 2. rész    | Szurdi Miklós, Kolos István | Sinkó Péter    | 1993. június 26. szombat 19:00, MTV2      |
| Kriszta Tunéziában új udvarlóra tesz szert. Ágica kiadja a jelszót, egy hétig nem akar hallani az otthoni dolgokról. A Szép családot ismerve azonban még a felhőtlen napozás és pihenés sem olyan egyszerű feladat... |     |                                  |                             |                |                                           |
| 86. | 27. | Teve van egypupu... – 3. rész    | Szurdi Miklós, Kolos István | Sinkó Péter    | 1993. július 4. vasárnap 19:00, MTV2      |
| Egyszer minden véget ér, még a tunéziai nyaralás is. Az utolsó napokban mindenki vásárlási lázban ég. Károly és Lajos még leégéstől és napszúrástól is szenved, szó szerint agyukra megy a hőség. A programba azért egy karthágói kirándulás is belefér még… |     |                                  |                             |                |                                           |
| 87. | 28. | Születésnapcsere                 | Vas-Zoltán Iván             | Vajda Katalin  | 1993. július 11. vasárnap 19:00, MTV2     |
| Míg az ikrek egy vidéki színjátszó versenyen vesznek részt, Lajos elköltözik Hajnalkától egy félreértés miatt. Károly kelletlenül bár, de befogadja Lajost állatseregletével együtt. Az öregek egy diszkóban szeretnék összehozni Hajnalkát és Lajost, Ágica és Károly segítségével, de a terv balul sül el. Végül minden tisztázódik és még Hajnalkát is felköszöntik. |     |                                  |                             |                |                                           |
| 88. | 29. | De hol van, aki Bécsben van?     | Kolos István                | Vajda Anikó    | 1993. július 18. vasárnap 19:00, MTV2     |
| Lajos és Károly a lányok nélkül szeretnének Bécsbe menni. Lajos azt találja ki, hogy Vilit kíséri ki az osztrák kutyakiállításra. Károlynak nincs jobb ötlete, minthogy kimegy a nagypapáért Bécsbe, mielőtt az minden pénzét elveszíti a külföldi lóversenyen. |     |                                  |                             |                |                                           |
| 89. | 30. | Érik a ropogós cseresznye        | Kalmár András               | Sultz Sándor   | 1993. július 25. vasárnap 19:00, MTV2     |
| A kertben érik a cseresznye, Károly ezért gondos munkatervet készít az egész család számára, hogyan dolgozhatnák magukat szorgos hangyaként halálra a gyümölcsszedésben. Az ikrek a lábukat törik, Kriszta a látását veszíti el, Lajos leesik a fáról, csakhogy megússzák a kéretlen szüretet. |     |                                  |                             |                |                                           |
| 90. | 31. | Zsuzsi beteg                     | Kalmár András               | Sultz Sándor   | 1993. augusztus 1. vasárnap 19:00, MTV2   |
| Lajos kis kedvence, Zsuzsi beteg lesz, nem eszik, honvágy gyötri. Zsuzsit Hajnalka és a nagypapa is imádja, ezért nagyon aggódnak testi és lelki felépüléséért. Nagymama még a horoszkópját is megcsinálja. Ki gondolná ezek után, hogy Zsuzsi nem más mint egy helyes, kicsi fekete bárány. |     |                                  |                             |                |                                           |
| 91. | 32. | Az igazi férfi                   | Vas-Zoltán Iván             | Császár Péter  | 1993. augusztus 8. vasárnap 19:00, MTV2   |
| Ágica furcsa zajokra ébred az éjszaka közepén. Károly azonban most sem lép a tettek mezejére, inkább alszik tovább. Ádám viszont igazi férfi, legalábbis Ágica szemében, mivel virágot vesz szerelmének. Károly hiába botanikus, nem ért a nőkhöz, hiszen még virágot is legfeljebb magának vesz. |     |                                  |                             |                |                                           |
| 92. | 33. | A kandalló                       | Szurdi Miklós               | Lakatos György | 1993. augusztus 15. vasárnap 19:00, MTV2  |
| Szép Károly kandallót tervez, Lajos is segít neki. Ágica azonban nem örül annyira az ötletnek, lehet hogy ettől a kis építészeti beavatkozástól rommá válik az egész lakás? Egy kiváló szakember mindenesetre rögtön ott terem, hogy a rémálom a kandallóval valóra váljon. |     |                                  |                             |                |                                           |
| 93. | 34. | Tüntetés a Vidámparknál          | Kolos István                | Neuman Péter   | 1993. augusztus 22. vasárnap 19:00, MTV2  |
| Hajnalka kiborul, mert Lajos egy hónap alatt már másodszor utazik el, ezúttal Kecskemétre a kisállat-kiállításra. Senki nem mondja most, hogy Hajnalkám, Te ezt nem tudhatod. Laci helyett Pici megy fotózni Krisztával. Nagypapa elutazott Hajdúszoboszlóra, nagymama is elutazik. Lajosról viszont címlapfotó jelenik meg a másnapi újságban, amin jól kivehető, hogy Kecskemét helyett a pesti Vidámparknál sétál. |     |                                  |                             |                |                                           |
| 94. | 35. | Szepezd                          | Kolos István                | Vajda Katalin  | 1993. augusztus 29. vasárnap 19:05, MTV2  |
| Laci már három hete nincs itthon, Kriszti nagy bánatára. Ágica szomorkodik, hogy az ikrek elmentek egy hétre Szepezdre táborozni. Vilike megpróbálja lehűteni Piciéket a kánikulában és alfába lemenve megjósolja Ágicának, hamarosan nem várt vendégek érkeznek. Kiderül, hogy Ágicának és Károlynak nagyon hasonló gyerekkori emlékeik vannak Szepezdről. |     |                                  |                             |                |                                           |
| 95. | 36. | Tékitízi                         | Szurdi Miklós               | Sinkó Péter    | 1993. szeptember 5. vasárnap 19:00, MTV2  |
| Debbie Amszterdamban járt, és megérkezvén azt tanácsolja Ágicának, vegyen mindent könnyen. Károlyt kirúgják, Kriszti munkahelyén leépítések vannak. Vilit is kirúgják a kutyatelepről. A mini ABC-ben is nagyon gyér a forgalom, bevétel nincs. Végrehajtó érkezése várható, helyette azonban egy rámenős biztosítási ügynök kopogtat be... |     |                                  |                             |                |                                           |
| 96. | 37. | Hurrá, mulatunk!                 | Kolos István                | Vajda Anikó    | 1993. szeptember 12. vasárnap 19:00, MTV2 |
| Itt van az ősz, kezdődik az iskola, lakásfelújítás, festés, mázolás, burkolás. Károly és Ágica még nem is volt kettesben nyaralni, így elutaznak Lillafüredre. A család összes tagja boldogan fogadja a hírt. Könnyelműen a nagypapára bízzák a villanyszámla kifizetését és az üzletet, aki ahogy tud, a számlára félretett pénzzel meglép a lovira. Az ikrekre Pici vigyáz, Vili burkolja a fürdőszobát, Ádám lerészegedik. Mi lesz ennek a nagy szabadságnak a vége? |     |                                  |                             |                |                                           |
| 97. | 38. | Ma holnap lesz                   | Vas-Zoltán Iván             | Odze György    | 1993. szeptember 19. vasárnap 19:00, MTV2 |
| Az ikrek nem tanulták meg az iskolai leckét, ezért kitalálják, hogy mi lenne, ha csütörtök után rögtön szombat következne, és akkor nem kellene iskolába menniük. Ágica még gyanakszik az elején, de mivel Károly rögtön elhiszi a fiúk lódítását, az egész családot átállítják szombati menetrendre. Nagypapa boldogan el is indul a lovira... |     |                                  |                             |                |                                           |
| 98. | 39. | Julika nem öregszik              | Szurdi Miklós               | Neuman Péter   | 1993. szeptember 26. vasárnap 19:00, MTV2 |
| Lajos sakkozás közben összeveszik Károllyal gyerekkori közös szerelmükön, Julikán. Vili szerelmes, Ádám és Pici nagy megrökönyödésére azonban már nem Krisztába, hanem egy másik lányba. Ágica és Hajnalka nyomozásba kezdenek, vajon min veszhettek össze ennyire a férjeik... |     |                                  |                             |                |                                           |
| 99. | 40. | A premier                        | Szurdi Miklós               | Vajda Katalin  | 1993. október 3. vasárnap 19:00, MTV2     |
| Szivaros Frici, a lámpalázas színész egy hétre beköltözik a Szép lakásba. A nagypapa hívta meg a loviról, mert Frici mindig fél premier előtt, és társaságra vágyik. De pont Ágicát és Károlyt kell boldogítania? Frici ráadásul imád Ágicával szerelmes jeleneteket próbálni, még akkor is, ha ezek nem is az ő szerepei. |     |                                  |                             |                |                                           |
| 100. | 41. | Nem vagyok iker!                 | Szurdi Miklós               | Vajda Anikó    | 1993. október 10. vasárnap 19:00, MTV2    |
| Az ikrek születésnapjukra tandem biciklit fognak kapni ajándékba. Mivel az ikreket mindig egymáshoz hasonlítgatják az iskolában, és mindig mindenhol együtt emlegetik, ezért közös megegyezéssel elhatározzák, hogy ők külön-külön egyéniségek, és hallani sem akarnak róla, hogy közös ajándékot kapjanak szülinapjukra. Na, de akkor mit vegyenek nekik? |     |                                  |                             |                |                                           |
| 101. | 42. | Csicsóka vitaminágyon            | Vas-Zoltán Iván             | Szántó Péter   | 1993. október 17. vasárnap 19:00, MTV2    |
| Ágica egy hétre elutazik Velencébe, ez még önmagában nem olyan nagy baj, de a családtagok fél nap alatt megeszik az egész hétre előre elkészített ételeket. Nagypapa meghívja régi barátnőjét, Margitkát, de ő csak diós süteményt tud készíteni. Mindenki önellátásra próbál berendezkedni, ezért külön-külön mindenki elkészíti a maga paprikás krumpliját. |     |                                  |                             |                |                                           |
| 102. | 43. | A főnök                          | Kolos István                | Neuman Péter   | 1993. október 24. vasárnap 19:00, MTV2    |
| Ágica egy francia érdekeltségű cég állásajánlatára pályázva megnyeri a negyven áruházat felölelő igazgatói posztot, kiváló szervező tehetségének és határtalan türelmének köszönhetően. A család minden tagja katasztrófaként éli meg a női családfő döntését. Az ikrek ismét remek ötlettel állnak elő, meg fognak bukni matematikából, mivel a szülők nem jöttek el a szülői értekezletre. Ádám elköltözik új, 42 éves barátnőjéhez, csak azért, mert nagyon hiányzik az anyukája. A család Ágica nélkül kezd összeomlani. |     |                                  |                             |                |                                           |
| 103. | 44. | Tibeti szilvásgobóc              | Kalmár András               | Szántó Péter   | 1993. október 31. vasárnap 19:00, MTV2    |
| Hajnalka szilvásgombóccal kedveskedik a Szép családnak, Ágica nem tud enni, mert gombóc van a torkában. A vacsora közepén váratlan vendégek érkeznek a televíziótól, ugyanis Kriszta beszervezett másnapra egy tibeti vendéget az ENSZ-től, aki szeretne egy egyszerű magyar családdal megismerkedni. A Kövér család sem akar kimaradni a vendég köszöntéséből. |     |                                  |                             |                |                                           |
| 104. | 45. | Párizs almája                    | Vas-Zoltán Iván             | Sultz Sándor   | 1993. november 7. vasárnap 19:00, MTV2    |
| Károly hétvégén a kertet akarja felásni. Vili, a nagyon hülye, egy élő egeret hoz az ikreknek, hogy sikeres legyen a biológiai versenyre készülő dolgozatuk. A fiúk az egeret Párizsnak keresztelik el. Kriszta homéroszi eposzokat olvas fel a kísérleti rágcsálónak. Hajnalka sikít az elragadtatottságtól. Károly végül egérutat ad Párizsnak. Ágica ettől az egésztől egészen eddig-eddig kezd lenni. |     |                                  |                             |                |                                           |
| 105. | 46. | Száguldás a csillagos éjszakában | Kolos István                | Vajda Anikó    | 1993. november 14. vasárnap 19:00, MTV2   |
| Kriszta sikeres vizsgát tesz autóvezetésből és a Nagypapa telefonbeszélgetésének félreértése miatt a Szép szülők azt hiszik, hogy lányuk Nyíregyháza felé akar száguldani a néhány napos jogosítványával. Kriszti felbuzdulva a vezetés örömétől, új autót akar vásárolni, de a választási szempontjai eltérnek a fiúkétól: fontos a színe, legyen benne magnó és fűtés. Így Pici és Vili ajánlatai sem tudnak megfelelni a lány elvárásainak. A megoldás azonban jóval egyszerűbbnek bizonyul... |     |                                  |                             |                |                                           |
| 106. | 47. | Formaidőzítés                    | Kalmár András               | Neuman Péter   | 1993. november 21. vasárnap 19:00, MTV2   |
| Formaidőzítés az, amikor a focisták összpontosítanak, hogy a mérkőzésen a legjobb formájukat hozzák. Persze ez a Szép családra nem igaz, mert épp nem mennek túl jól a dolgaik, a legrosszabb formájukat hozzák. De Nagypapa megtöri az átkot: nyer a lovin, ráadásul az Aranytallér kiváló befektetési ötletével tér haza. Borbála, az adószakértő megjelenésével az egész család élete jó irányt vesz. Vagy az egész csak Ádám álmában történik? |     |                                  |                             |                |                                           |
| 107. | 48. | „Virágmenhely”                   | Szurdi Miklós               | Sinkó Péter    | 1993. november 28. vasárnap 19:00, MTV2   |
| Kriszta bemutatja a Szép családnak Kerepesi látnok urat, aki fenekestül felforgatja a jól megszokott családi életüket. A Szép házaspár előző életét tárja fel a “mester” és ebből fakadóan szerepcsere történik köztük. Károly a mintafeleség szerepében süt, főz, takarít, Ágica pedig a botanikus, elmés családfő helyzetét éli át. Csakhogy minden csalásra fény derül egyszer... |     |                                  |                             |                |                                           |
| 108. | 49. | „Egyből kettő”                   | Vas-Zoltán Iván             | Bóka B. László | 1993. december 5. vasárnap 19:01, MTV2    |
| Szép Károly féltett virágainak száma éjjelente rejtélyes módon megcsappan. A családfő mindent elkövet, hogy leleplezze a galád tolvajokat. Arra azért nem gondol, hogy a “melegágyi gyilkosok” saját fiai, sőt arra végképp nem gyanakszik, hogy nő, vagy inkább nők vannak a dologban. |     |                                  |                             |                |                                           |
| 109. | 50. | „Nyizsnyij Novgorod”             | Kolos István                | Lakatos György | 1993. december 12. vasárnap 19:00, MTV2   |
| Nagypapa levelet kap Nyizsnyij Novgorodból. Ez is azt bizonyítja, hogy van valami valóságalapja háborús történeteinek. Anatolij levele nagy riadalmat kelt a családban, főként a Kövér-féle félrefordítás miatt. Azért nem olyan nagy a baj, amint azt Ágica képzeli. |     |                                  |                             |                |                                           |
| 110. | 51. | „Túl az Óperencián”              | Kolos István                | Vajda Katalin  | 1993. december 19. vasárnap 19:00, MTV2   |
| Itt a békés Karácsony. Sőt, már két napja el is múlt Szenteste, de Szépék még hozzá sem nyúltak az ajándékcsomagokhoz. Zongora nélkül ugyanis nem lesz ajándékozás. Az alkoholista hangszerkészítő miatt késik a nagy esemény. Bezzeg a barátok mindent megtesznek az ünnepért, szinte karácsonyi zenekart alapítanak a hozott hangszerekkel. Az ikrek azonban hatásosabb módszerekhez folyamodnak, hogy végre már meggyújthassák az ünnepi gyertyákat... |     |                                  |                             |                |                                           |

### Speciális epizódok II.
| Sor. | Év. | Cím                | Rendező                      | Író                        | Premier                               |
| --- | --- | ------------------ | ---------------------------- | -------------------------- | ------------------------------------- |
| 0. | 1.  | Szép kis buli volt | Szurdi Miklós, Kalmár András | Vajda Anikó, Szurdi Miklós | 1993. december 31. péntek 19:25, MTV2 |
| Egy negyedszázaddal ezelőtti szilveszteri házibulin ismerkedett meg Ágnes és Károly. Megfogadták, ha még együtt lesznek a 25 éves jubileumon, akkor azokban a ruhákban és azokkal a slágerekkel emlékeznek. A gyerekek mindezt Szépné régi, lánykori naplójából tudják meg... |     |                    |                              |                            |                                       |

### Negyedik évad
| Sor. | Év. | Cím                          | Rendező                      | Író                        | Premier                                  |
| --- | --- | ---------------------------- | ---------------------------- | -------------------------- | ---------------------------------------- |
| 111. | 1.  | „Metal Lady”                 | Szurdi Miklós                | Szántó Péter               | 1993. december 26. vasárnap 19:00, MTV2  |
| Kriszta új mániája teljesen kiborítja Szépnét. A lány metálosokkal haverkodik, lánccal díszített bőrszerelésben jár, kifestve, vérmes tekintetű fiúk társaságában. A magából kikelt anyatigris mindenkiben ellenséget lát, aki segíti a lányát ebben. Pedig Kriszta csak egy zenei versenyt akar megnyerni. |     |                              |                              |                            |                                          |
| 112. | 2.  | „Holnaptól jó leszek”        | Szurdi Miklós                | Vajda Anikó                | 1994. január 1. szombat 19:00, MTV2      |
| Ágica állandó harcot vív családjával, mert minden háztartási munkát neki kell elvégeznie, és soha nincs érte köszönet. Hirtelen mindenki fogadalmat tesz, hogy holnaptól jók lesznek, és mindent megcsinálnak helyette. Másnap tényleg csoda történik, sőt harmadnap és azután is. A Szép házaspár titkon már azt kívánja: bárcsak ismét rosszak lennének a gyerekek és a nagyik, mert kiborítja őket a tétlenség. |     |                              |                              |                            |                                          |
| 113. | 3.  | A telefonszámla              | Vas-Zoltán Iván              | Vajda Katalin              | 1994. január 9. szombat 19:00, MTV2      |
| Lajos és Károly külföldre utaznak a teniszdöntőre, így Ágica magára marad a család gondjaival, többek között a hatalmas telefonszámlával. Apránként kiderül, hogy minden családtagnak van takargatnivalója. A kegyetlen női családfő egy mozdulattal dönt: kihúzza, és megtiltja a telefonálást. Csakhogy azzal nem számol, mennyi galibát okoz ezzel mindenkinek. |     |                              |                              |                            |                                          |
| 114. | 4.  | Szerintem vakbél             | Vas-Zoltán Iván              | Odze György                | 1994. január 15. szombat 19:00, MTV2     |
| A Szép házaspár úgy dönt, hogy kettesben kiruccannak a hétvégén. Ágica azonban szörnyen aggódik, mi lesz a gyerekekkel. Főként, miután Ádám bejelenti, hogy náluk tartják Pici szülinapi buliját. Az árván maradt családtagok szétosztják a teendőket, mert vészesen közeleg a házibuli napja. Közben Nagypapa is lelép némi csúszópénzért cserébe. És akkor beüt a mennykő, Misi rosszul lesz... |     |                              |                              |                            |                                          |
| 115. | 5.  | „Nagyon Ádám”                | Szurdi Miklós                | Sultz Sándor               | 1994. január 22. szombat 19:00, MTV2     |
| Ádám depressziósnak látszik. Lehet, hogy a gyerekkorában belé diktált tökfőzelék miatt? Vagy szerelmes? Vagy egész egyszerűen csak felnőtt? Ágicát akkor is aggasztja fia megváltozott viselkedése, megpróbálja kideríteni a valódi okot. A feladat nem egyszerű, a többiek segítségére is szüksége van. |     |                              |                              |                            |                                          |
| 116. | 6.  | Szép és a Szörny             | Kalmár András                | Sinkó Péter                | 1994. január 29. szombat 19:00, MTV2     |
| Szép Ádám meghódít egy rémes nőszemélyt. Családja hitetlenkedve áll a jóképű fiú választása fölött, de később kiderül, hogy az egyetemen dolgozó „új szerelem” igen jól jönne Ádám vizsgáihoz. Ám betoppan a fura Alföldi, aki bolondul a ronda nőkért, és lecsapja a fiú kezéről Sárikát. |     |                              |                              |                            |                                          |
| 117. | 7.  | „Vilma, te édes”             | Kolos István                 | Pertics Róbert             | 1994. február 5. szombat 19:00, MTV2     |
| Nagymama el sem tudja képzelni, hogy őt egy férfi bármikor is levehetné a lábáról. Ám egy nap betoppan dr. Bartha Géza, és egy csapásra megváltozik minden, Vilma szerelmes lesz. Szépék érdeklődve figyelik az eseményeket. Nem tudják, hogy Nagypapa csak egy szerepre bérelte fel a kivénhedt színész Rómeót. A szerelem útjai azonban kifürkészhetetlenek. |     |                              |                              |                            |                                          |
| 118. | 8.  | Szerelem rózsát terem        | Vas-Zoltán Iván              | Vajda Anikó                | 1994. február 12. szombat 19:05, MTV2    |
| Pici kiborul, amikor megtudja, hogy exbarátnője férjhez megy, sőt már gyereket is vár, és nem ő lesz a gyerek apja. Talán nincs minden veszve, létezik más módja is a társkeresésnek. Mónika például hirdetést ad fel “szerelem rózsát terem” jeligével, és a válaszokat a Szép családhoz irányítja. Arra nem számít, hogy összeveszik Ágicával, és így a levelek miatt kezd kínossá válni a helyzet. Kriszta, Debbie és Hajnalka húzzák ki őt a csávából, és nem is esik nehezükre a “párkeresés”. Egy megvalósulni látszó szerelem azonban nemvárt fordulatot hoz... |     |                              |                              |                            |                                          |
| 119. | 9.  | A lovak állva halnak meg     | Kolos István                 | Sinkó Péter                | 1994. február 19. szombat 19:00, MTV2    |
| Az írói vénával megáldott Kriszta egy tragédia megírására vállalkozott. Először Nagypapának tart felolvasást, akinek ezzel még vérnyomását is rendbe hozza. A darab másokra is jótékony hatással van: Nagymama kefirje hamarabb megalszik, Károly virága álomba merül. Ádám szerint lehet, hogy a mágikusan unalmas szavakkal megírt mű okozta ezeket az eseményeket. |     |                              |                              |                            |                                          |
| 120. | 10. | Ha megjön Géza               | Kalmár András                | Szántó Péter               | 1994. február 26. szombat 19:05, MTV2    |
| Mónika udvarlójával szívességből gyakran Ágica beszél telefonon, aki bevallja, hogy szerelmes lett Szépné hangjába. Csak Károly meg ne tudja. Ráadásul ezt a bizonyos Gézát, Mónika randevúra hívja Szépékhez. A színjátékhoz még Kövér Lajos segítségére is szükség van, de ez csak olaj a tűzre. |     |                              |                              |                            |                                          |
| 121. | 11. | „A kutya”                    | Vas-Zoltán Iván              | Vajda Katalin              | 1994. március 5. szombat 19:00, MTV2     |
| Az ikrek folyton fűzik anyjukat, hogy vegyenek egy kutyát, ám a kőszívű Ágica hajthatatlan. A véletlen úgy hozza, hogy Mónika megkéri Szépéket, vigyázzanak egy hétig a barátja kutyájára, mivel ők elutaznak édeskettesben. A kis fekete spániel mindenkit levesz a lábáról, kivéve Ágicát. De lehet, hogy ez csak álca? |     |                              |                              |                            |                                          |
| 122. | 12. | Doktor Szép                  | Szurdi Miklós                | Neuman Péter               | 1994. március 12. szombat 19:00, MTV2    |
| Kriszta nehéz helyzetbe kerül, ha nem lesz kész egy vezérigazgatóval készítendő interjúval, kirúgják az állásából. Varjú úr azonban szóba sem áll vele. Ádám beveti most felfedezett orvosi csodamódszerét, amit egy beteg páciensén épp most próbál ki a kórházi gyakorlaton. A kísérlet nemvárt sikereket hoz. A szálak azonban kezdenek összekuszálódni... |     |                              |                              |                            |                                          |
| 123. | 13. | Horkolni vagy dudorászni?    | Kolos István                 | Vajda Anikó                | 1994. március 19. szombat 19:03, MTV2    |
| Kriszta nagy levegőt vesz, és a régi ruháival a régi énjét is kidobja. Ráadásul el is akar költözni otthonról, aminek hírére Ágica összezuhan. Szivaros Frici menti meg a helyzetet, akiről most derül ki, hogy van egy 19 éves lánya, akivel ezidáig nem tartották a kapcsolatot. Először ő kéri ki Szépné tanácsait, mint egy gyakorlatlan apuka, ám a végén hihetetlen lelki bravúrral csábítja vissza Krisztát családja körébe. |     |                              |                              |                            |                                          |
| 124. | 14. | Kölcsön család visszajár     | Kalmár András                | Pertics Róbert             | 1994. március 26. szombat 19:00, MTV2    |
| Mónika különös kéréssel lepi meg Ágicát: adja kölcsön családját, mert az amerikai Joe bácsikájának el akar büszkélkedni velük. Ágica először hallani sem akar a dologról, de a nagybácsi megjelenésekor Szépné kénytelen beadni derekát, és bejárónőnek kiadni magát. A terv a családtagok bevonásával működni látszik. Joe bácsi boldog a nagy család szeretetétől áthatva, ám hamarosan kibújik a szög a zsákból. |     |                              |                              |                            |                                          |
| 125. | 15. | Pista, te nagyon okos        | Szurdi Miklós                | Vajda Katalin              | 1994. április 2. szombat 19:00, MTV2     |
| Károly és Lajos halálosan összevesznek a húsvéti élő- és csokinyulakon. Pedig a legnagyobb hír még hátravan, Pista, a papagáj is elrepült. Ricsi és Misi mentőötletet dolgoz ki, miközben Ágica és Hajnalka próbálja a férfiakat kibékíteni... |     |                              |                              |                            |                                          |
| 126. | 16. | A nyugalom szigete           | Vas-Zoltán Iván              | Sinkó Péter                | 1994. április 8. szombat 19:01, MTV2     |
| Ágica és Károly egy nyugodt hétvégét terveznek kettesben. Persze, hogy megint közbejön egy kis malőr, a nagypapa szobájából Szivaros Frici jön ki, aki hirdetést adott fel „Álmodozó férfiszemek” jeligére, így a telefon állandóan csörög, ráadásul Hajnalka és Lajos is összevesznek... |     |                              |                              |                            |                                          |
| 127. | 17. | A fekete kéz                 | Kolos István                 | Szántó Péter               | 1994. április 16. szombat 19:01, MTV2    |
| Ágica és Károly elutaznak, és a férfiak átveszik a házban az uralmat. A nők ki sem tehetik a lábukat az utcára. Közben megjelenik Kriszta leleplező cikke az újságban, ami lavinát indít el... |     |                              |                              |                            |                                          |
| 128. | 18. | Ki hozza a boldogságot?      | Kolos István                 | Vajda Anikó                | 1994. április 23. szombat 19:01, MTV2    |
| Amíg Ágica és Károly a telken szorgoskodnak, Vili gondozza Károly virágait, mert igazán, csak rá lehet számítani. Közben Kriszta álma és belső hangja azt súgja, hogy abban bízzon, akit ébredés után elsőként meglát. Ez pedig nem más, mint Vili. A család és Pici aggódik, Kövérék boldogok, de lehet, hogy másról van szó... |     |                              |                              |                            |                                          |
| 129. | 19. | Kövérék költöznek            | Pintér Gábor                 | Odze György                | 1994. április 30. szombat 19:01, MTV2    |
| Lajos számára betelt a pohár, elég a sérelmekből, költöznek! Az ok, Szépék mindig kinevetik, megalázzák őt és egész családját. Ágica fondorlathoz folyamodik, és beveti Mónikát is... |     |                              |                              |                            |                                          |
| 130. | 20. | Ki kit követ?                | Kalmár András                | Vajda Anikó                | 1994. május 7. szombat 19:01, MTV2       |
| Ágica boldogan készül az osztálytalálkozóra. Annyi év után végre viszontláthatja Rédey Oszkárt is, aki minden lánynak udvarolt, csak Ágicát nem sikerült levennie a lábáról. Károly tombol a féltékenységtől és Lajost bízza meg, hogy feleségét mindenhova kövesse... |     |                              |                              |                            |                                          |
| 131. | 21. | Az aranybunda                | Szurdi Miklós                | Sultz Sándor               | 1994. május 14. szombat 19:00, MTV2      |
| Ágica nagyon rosszat álmodik, és ki kell takarítani magából a feszültséget. A hajnali porszívózásra persze az egész család felébred. Szerencsére megfejti, hogy az álombeli bundás hölgy Károly mellett, a tisztás közepén, egy hatalmas fa árnyékában, nem más, mint saját maga. A nagy örömre, Vilma neki akarja adni régi, kék bundáját, amit még Ágostontól kapott. De hova lett a bunda? |     |                              |                              |                            |                                          |
| 132. | 22. | Nagyi, a zugivó              | Vas-Zoltán Iván              | Bayer Zsolt                | 1994. május 21. szombat 19:01, MTV2      |
| Vilma makkegészséges és ez neki nagy baj, mert a barátnőknek nincs mivel dicsekedni. Az orvos végül a kis szédülésre konyakot ír fel neki, egy-két stampedlivel naponta. A család aggódik, arra gondolnak Vilma azért iszik, mert boldogtalan. Minden munkát levesznek a válláról, de a konyak csak fogy... |     |                              |                              |                            |                                          |
| 133. | 23. | Pici és az ikrek             | Kolos István                 | Vajda Anikó                | 1994. május 28. szombat 19:00, MTV2      |
| Ricsi és Misi elvállalják Kriszta helyett, hogy egy szám erejéig fellépnek Picivel a Hully Gully Discoban. Tanulás és iskolába járás helyett, állandóan próbálnak, mire azonban eljön a fellépés napja, Ágicáék a sok lógásért, szobafogságra ítélik őket. De így mi lesz a produkcióval? |     |                              |                              |                            |                                          |
| 134. | 24. | Nővérke, drága               | Szurdi Miklós                | Pertics Róbert             | 1994. június 4. szombat 19:01, MTV2      |
| Tavasz végén, nyár elején a Nagypapa úgy érzi, mintha harminc évet fiatalodott volna. Nem lehet vele bírni. A család úgy dönt, hogy valamilyen jó ürüggyel, esetleg valami múló betegséggel megpróbálja ágyba dugni. Ádám az akciót ápolónő szerződtetésével hitelesíti, ám még nem sejti, hogy a nővérke megjelenése mennyi gondot okoz majd... |     |                              |                              |                            |                                          |
| 135. | 25. | Kísértet-kastély             | Vas-Zoltán Iván              | Szántó Péter               | 1994. június 11. szombat 18:55, MTV2     |
| Kriszta úgy dönt, halad a korral, és ezúttal modern kísértetregényt ír. Ádámnak kapóra jön a dolog, mert az egyetem pszichológia tanszékén a rémületkeltésnek különböző generációkra gyakorolt hatásáról akar tanulmányt írni. A kísértetkísérlet végrehajtására ideális terepnek kínálkozik a családi otthon. |     |                              |                              |                            |                                          |
| 136. | 26. | Sípoló macska köll?          | Kalmár András                | Sultz Sándor               | 1994. június 18. szombat 19:31, MTV2     |
| Az ikrek táborban vannak, csendesebb a ház. Eardy, a család kedvenc kis spánielje is magányosabb. Nincs, aki ellássa étellel, és kevesebb jut a játékból is. Bánatában összerágja Nagypapa értékes, régi cipőjét. Az öreg zokon veszi ezt, és csúnyán leteremti a kutyát, „aki” lelkibeteg lesz. A helyzetet Alföldi úr menti meg. Sípoló macskafigurákat kínál megvételre a Szép família tagjai számára, és úgy tűnik, a kutyus ettől valóban jobban lesz. De mi a helyzet a család eddigi nyugalmával?                                                               |     |                              |                              |                            |                                          |
| 137. | 27. | Indul már: Tossa de Mar!     | Szurdi Miklós, Kalmár András | Vajda Anikó, Vajda Katalin | 1994. június 25. szombat 20:31, MTV2     |
| A család elhatározza, hogy idén gondosabban készítik elő a nyaralást, ezért már jó előre befizetik a Costa Brava-i társasutat. Készülődés közben kiderül, hogy a csoport egy héttel korábban indul, mint ahogy a családtagok emlékeztek. Őrült kapkodás után sikerül elérni őket, azonban Anci otthon felejti a fürdőruháját. |     |                              |                              |                            |                                          |
| 138. | 28. | Csapó! Indul!                | Szurdi Miklós, Kalmár András | Vajda Anikó, Vajda Katalin | 1994. július 2. szombat 18:13, MTV2      |
| A Szép család megkezdi a nyaralást, megérkeznek a tengerpartra. A szabadság ideje sem kivétel, problémák itt is adódnak. Ezek közül élre kívánkozik az az eset, amikor a család a profi amerikai filmforgatás kellős közepén találja magát. Ráadásul nem elég, hogy tervszerű a felfordulás, a híres producer ráadásul nem más, mint régi kedves ismerősük, Bob Matthews. |     |                              |                              |                            |                                          |
| 139. | 29. | Xeroy kapitány               | Szurdi Miklós, Kalmár András | Vajda Anikó, Vajda Katalin | 1994. július 9. szombat 20:01, MTV2      |
| Nagypapa az egész családnak bemeséli, hogy a legendás spanyol Xeroy kapitány leszármazottai: Kerekes - Xereyes - Xoroyes - Xeroy. A család azonban hitetlen és ki is derül, hogy Xeroy valójában kalóz volt. Ennél azonban sokkal nagyobb baj, hogy ismét elnézték az indulást, így azonnal pakolni kell, ha el akarják érni a repülőgépet. Károly, Lajos és Vili azonban még nem értek vissza a delfináriumból... |     |                              |                              |                            |                                          |
| 140. | 30. | Cseregyerek                  | Szurdi Miklós                | Pertics Róbert             | 1994. július 16. szombat 19:01, MTV2     |
| Az ikrek megint távol vannak otthonról. A szokatlan esti csöndben megcsörren a telefon, a reptérről jelentkezik Franz, a német cseregyerek; itt van, megérkezett. Teljes a pánik, senki sem tudja, mit is kezdjenek vele. Attól félnek, a vendég unatkozni fog. Pár nap alatt azonban kiderül, hogy a német fiú legalább ugyanannyi gondot okoz, mint az ikerpár... |     |                              |                              |                            |                                          |
| 141. | 31. | Aphrodite listája            | Vas-Zoltán Iván              | Sultz Sándor               | 1994. július 23. szombat 19:01, MTV2     |
| Ismét feltűnik valaki Kriszta mellett. Vili és Pici féltékeny, s mindketten megpróbálják visszahódítani Krisztát. Ehhez azonban Ricsi és Misi segítsége is kell. De valójában ki az a Maci? |     |                              |                              |                            |                                          |
| 142. | 32. | Ló a szardíniás dobozban     | Kolos István                 | Szántó Péter               | 1994. július 30. szombat 19:01, MTV2     |
| Nagypapa váratlanul nagy összeget nyer a lovin, és, hogy el ne veszítse, fogadalmat tesz; nem megy többé az ügetőre. A család azt hiszi, azért nem jár ki, mert sokat veszített. Vigasztalásul külön-külön kisebb összegeket dugnak a zsebébe. Ági váratlanul kimegy a lovira, hogy megkeresse apját, ám elragadja a nosztalgia, a gyermekkori hév; valaha ő is végigizgulta a futamokat... |     |                              |                              |                            |                                          |
| 143. | 33. | A lakatos                    | Kolos István                 | Neuman Péter               | 1994. augusztus 6. szombat 19:01, MTV2   |
| Fantasztikus üzleti ajánlattal bukkan föl újra a Szép család életében Alföldi úr: a Nagypapa negyven évvel ezelőtti lakatos szakvizsgájára alapozva kezdjenek vállalkozásba lakatosként és kábeltévé-szerelőként. Időközben Ádám újra szerelmes lesz, ezúttal leendő ügyfelébe, Helénkébe. Amikor fölkeresi a lányt a lakásán, az ajtó mögül Alföldi úr hangja szűrődik ki... |     |                              |                              |                            |                                          |
| 144. | 34. | A láthatatlan ember          | Szurdi Miklós                | Szántó Péter               | 1994. augusztus 13. szombat 19:01, MTV2  |
| Szép Károly, ha ez egyáltalán lehetséges, még többet foglalkozik a virágaival, mert az ő növényei képviselik az országot a virágolimpián. Egyáltalán nem érdekli a környezete. Még barátai, a Kövér házaspár dolgában sem tesz igazságot. Ádám vadonatúj tankönyvébe préseli a növényeit. Figyelmetlenségével mindenkit megbánt, így a család össze is fog ellene. |     |                              |                              |                            |                                          |
| 145. | 35. | Eardy, hol vagy?             | Vas-Zoltán Iván              | Vajda Katalin              | 1994. augusztus 20. szombat 19:30, MTV2  |
| Ágica a szokásos esti séta időpontjában egyre csak szólongatja Eardy-t, ám a kis kedvenc nem jelentkezik a hívó szóra. Kicsit sértődötten hívja Károlyt, hátha a kutya csak vele nem akar sétálni menni. A családfő boldogan jön, mert ő sem látta a kutyát órák óta. Ekkor derül ki, Eardy elveszett. Hiába próbálják a tényt eltussolni a Szép szülők, az ikrek természetesen rájönnek a tragédiára. |     |                              |                              |                            |                                          |
| 146. | 36. | Csak egy perc                | Kolos István                 | Vajda Anikó                | 1994. augusztus 27. szombat 19:06, MTV2  |
| Ágica és Károly olyan szerelmesek egymásba, mint huszonöt évvel ezelőtt. Ezt mi sem bizonyítja jobban, mint, hogy amikor Ágica moziba szeretne menni, Károly mozijeggyel állít be. Még a gondolatuk is egy, konstatálják. Ám, mire a moziból hazaérnek, minden megváltozik. Szépné átköltözik Kövérékhez, Szép otthon idegesen zongorázik. Ágica végül a lánykori naplójában találja meg a választ... |     |                              |                              |                            |                                          |
| 147. | 37. | Vili szerencsét hoz          | Szurdi Miklós                | Vajda Anikó                | 1994. szeptember 3. szombat 19:05, MTV2  |
| Hajnalka és Lajos elutaznak. Vili egyedül marad a nagy házban és mindenki attól tart, hogy félni fog. Az egész Szép család azon mesterkedik, hogy Vilit átcsábítsák magukhoz. Mindenkihez van egy jó szava és egy jó tippje, de csak kényszerből marad. És minden éjszaka kiszökik valahova... |     |                              |                              |                            |                                          |
| 148. | 38. | Pá, gyerekkor                | Kalmár András                | Vajda Anikó                | 1994. szeptember 10. szombat 19:05, MTV2 |
| Az évek szállnak, mint a percek! Ricsi és Misi minden gyerekes vackot kidobnak a szobájukból. Az egész családnak feltűnik, hogy milyen értelmesek, jól neveltek, udvariasak és tele vannak ötösökkel. Arról nem is beszélve, hogy szilvás gombócot sem kérnek, salátát esznek és fogyókúráznak. Ágicának és Károlynak már csak a nosztalgiázás marad, az ikrek felnőttek. |     |                              |                              |                            |                                          |
| 149. | 39. | Mia Cara Bellissima          | Vas-Zoltán Iván              | Szántó Péter               | 1994. szeptember 17. szombat 19:06, MTV2 |
| Kriszta az utóbbi időben túl kihívóan öltözködik. A család kétségbe van esve, nem tudják, mi lehet az oka a változásnak. Ágica Kriszta táskájában megtalálja az olasz férfi levelét, aki meghívja Krisztát peep showjába. Az összeomlás teljes, ám gyorsan megszületik a mentőötlet; mozgósítani kell Picit és Vilit, hogy kérjék meg a kezét. |     |                              |                              |                            |                                          |
| 150. | 40. | Kenyérpusztítók              | Szurdi Miklós                | Sinkó Péter                | 1994. szeptember 24. szombat 19:05, MTV2 |
| A Szép ABC-nek vége! Fekete úr kéri vissza a kölcsönt, az adóhatóság adóhátralékot és büntetést szab ki. Ágica hiába gyűjti be az összes családtagtól a dugipénzeket, nem elég. És Kövéréknél sem rózsásabb a helyzet. Hacsak az ikrek ki nem találnak valamit... |     |                              |                              |                            |                                          |
| 151. | 41. | Ez a ház eladó               | Kolos István                 | Pertics Róbert             | 1994. október 2. vasárnap 19:00, MTV2    |
| Kitör a családon az őszi fáradtság. Ádám becsípve jön haza, az ikrek igazgatói rovót kapnak, Kriszta nem tud cikket írni, Károly állandóan összetöri az autót, apuka idegesen szolgálja ki a vevőket, anyuka meg mindig elalszik főzés közben. Az ikrek szerint minden bajnak okozója a ház, mert olyan, mint egy kísértet kastély és rossz hatással van mindenkire. Szépné megelégeli a dolgot, és megbünteti az egész családot, apróhirdetést ad fel telefonon: ez a ház eladó!                                                                                      |     |                              |                              |                            |                                          |
| 152. | 42. | Lajos, a túlegészséges       | Kalmár András                | Sultz Sándor               | 1994. október 8. szombat 19:05, MTV2     |
| Szépék és Kövérék mustot préselnek, Károly mázsaszámra hordja haza a szőlőt, melyet az ABC-ben akar értékesíteni. Sőt, a telekre is ötszáz tő szőlőt akar beültetni. Grandiózus tervei vannak a jövőre, míg Ádámnak másnap a viziten, a főorvos előtt kell betegeket vizsgálnia, így az egész család orvososdit játszik. Közben azonban felforr a must... |     |                              |                              |                            |                                          |
| 153. | 43. | Az éjjeliőr                  | Vas-Zoltán Iván              | Miller Péter, Vajda Anikó  | 1994. október 15. szombat 19:05, MTV2    |
| Ádám biztonsági őr lesz, hogy végre legyen saját keresete az egyetem mellett, amit gálánsan lányokra költhet. Kriszta előtt pedig új lehetőség nyílik, a lapnál bűnügyi rovatot kap. Alig várja, hogy bevetésre mehessen a rendőrökkel. Végre sikerül vezércikket írnia: Elfogták a téglatolvajokat! |     |                              |                              |                            |                                          |
| 154. | 44. | Fortunátok                   | Pintér Gábor                 | Sultz Sándor               | 1994. október 22. szombat 19:05, MTV2    |
| Károly elkészül élete fő művével, de főnöke nem akarja kiadni a könyvét, mert túl sokba kerülne a cégnek. A család viszont összefog, hogy megszerezze a kiadáshoz szükséges negyed milliót: az ikrek zsebpénzüket ajánlják fel, Ádám lemond három havi húspénzről, Kriszta müzlin és kefiren él. A Nagyi is félretett egy nagyobb összeget, a Nagypapi pedig a téren, a profi ultibajnokságba akar beszállni. Az induló tőkét Lajostól kapja, aki megáldja a játékhoz. A siker nem is marad el...                                                                      |     |                              |                              |                            |                                          |
| 155. | 45. | Sapka vagy lakás             | Kolos István                 | Vajda Anikó                | 1994. október 29. szombat 19:05, MTV2    |
| Ricsi és Misi külön szobát akarnak, mert mindketten mások. Átmenetileg Misi el is foglalja Apuka szobáját. De az egész család valamin töri a fejét: Kriszta egy francia pasin, Ádám egy sapka-poszter bolton, Károly éttermen, Ágica pedig azon, hogy hogyan fogják befizetni az adót?! |     |                              |                              |                            |                                          |
| 156. | 46. | Kié a gyerek?                | Szurdi Miklós                | Vajda Katalin              | 1994. november 5. szombat 19:05, MTV2    |
| Ágica és Károly vacsorára hivatalosak, de Károly már több mint egy órája késik. Amikor pedig végre hazaér, egy mózeskosár van a kezében, s benne egy csecsemő. Az autója hátsó ülésére volt berakva a kosár, ahol elromlott a zár. Ágica persze nem hiszi el a történetet, válni akar, de Hajnalka is. És akkor ott vannak még a fiúk Ádám, Vili és Pici. De akkor kié a gyerek? |     |                              |                              |                            |                                          |
| 157. | 47. | A távirat                    | Vas-Zoltán Iván              | Vajda Katalin              | 1994. november 12. szombat 19:05, MTV2   |
| Az egész család odavan a kisbabáért, de leginkább Ágica. Fel is fordul a családi élet. Ágica nem tud mindenkire és mindenre figyelni, sem Károly tanulmányára, sem Kriszta cikkére, amiket ráadásul össze is cserélnek. Így Károly vízmegmentési szabadalma jelenik meg a lapban, ami óriási vihart kavar. És akkor megérkezik az a bizonyos távirat... |     |                              |                              |                            |                                          |
| 158. | 48. | A kabát                      | Kalmár András                | Lakatos György             | 1994. november 19. szombat 19:05, MTV2   |
| Ádám új bőrkabátot vesz. Hazafelé beugrik még az uszodába. Mikor otthon meg akarja mutatni az új szerzeményt, kiderül, időközben valakivel elcserélte a kabátot. A bőrdzseki zsebéből viszont egy zacskó fehér por kerül elő. Az ikrek kábítószernek gondolják. Szépné már épp cselekedne, mikor csengetnek. Az ajtóban álló rendőr feltűnően hasonlít Picire. |     |                              |                              |                            |                                          |
| 159. | 49. | Katalin nap                  | Szurdi Miklós                | Szántó Péter               | 1994. november 26. szombat 19:05, MTV2   |
| Ádám meglátogatja Debbie-t, de nem találja otthon. A fürdőszobából jóképű, félmeztelen fiatalembert lát viszont kijönni. Összeül a családi kupaktanács, és úgy dönt, hogy ki kell menteni Debbie-t a veszélyes házasságszédelgő karmából. Felkérik Alföldi urat, hogy udvaroljon Debbie-nek, aki nem sokat ért Alföldi nagy fordulatszámú széptevéséből. |     |                              |                              |                            |                                          |
| 160. | 50. | André visszatér              | Szurdi Miklós                | Vajda Anikó, Miller Péter  | 1994. december 3. szombat 19:05, MTV2    |
| Közeleg a Mikulás, a család nyakán rengeteg az eladatlan csokoládé. Ági influenzás, az ágyból irányítja a családot. Károly beosztja, ki mikor legyen a soros az üzletben, de ezt senki nem tartja be. Pici ezúttal kölniárusításra veszi rá Ádámot. Ádám Andreától vár értesítést, randevúzni akar vele. Krisztához távirat érkezik Párizsból, Andrétól. A táviratot Ádám veszi át, és nem veszi észre, hogy az aláírás egy betűvel kevesebb... |     |                              |                              |                            |                                          |
| 161. | 51. | Ki a cserbenhagyó?           | Vas-Zoltán Iván              | Vajda Anikó, Miller Péter  | 1994. december 10. szombat 19:05, MTV2   |
| Károly és Lajos vidékre megy. Lajos kaméleont akar vásárolni. Károly előadást tart új kísérletéről, a magyar Alföldön termeszthető papaya gyümölcsről. Ági Verpelétre megy az idős rokont meglátogatni. A család minden gondja-baja Nagymama nyakába szakad. Károlyék másnap érkeznek haza, útközben cserbenhagyásos autóbalesetbe keverednek. |     |                              |                              |                            |                                          |
| 162. | 52. | Vili álma                    | Szurdi Miklós                | Miller Péter               | 1994. december 17. szombat 19:05, MTV2   |
| Vili az átdorbézolt éjszaka után azt álmodja, hogy gazdag lesz, hamarosan nagy pénz hullik az ölébe. És mit tesz a véletlen? Az utcán lopott autót talál, és mint becsületes megtaláló, félmillió forint jutalmat kap. Vili ettől kezdve már nem „Vili, a nagyon hülye”, hanem Kövér Vilmos vállalkozó, aki először akar nyilvános kacsafogó versenyt rendezni... |     |                              |                              |                            |                                          |
| 163. | 53. | A negyedik karácsony         | Szurdi Miklós                | Vajda Katalin              | 1994. december 24. szombat 14:35, MTV2   |
| A Szép család karácsonyra készül; meghívják magukhoz Mónikát, hogy ne legyen egyedül. Közben felszólítást kapnak a gyámügyi hatóságtól csecsemőeltulajdonítás ügyében. Ráadásul három napon belül be kell szolgáltatniuk Benjit. A család úgy dönt, eltitkolja Szépné elől a szörnyű hírt, és megakadályozza Benji elvitelét. Csak tetézi a gondot, hogy Ádámék felfigyelnek a ház körül ólálkodó idegenre. |     |                              |                              |                            |                                          |
| 164. | 54. | Kávé, tea, cukor, rum, BUMM! | Szurdi Miklós                | Szántó Péter               | 1994. december 31. szombat 17:55, MTV2   |
| Szilveszter estéjén összegyűlik a család apraja-nagyja, és a jó barátokkal ünneplik az Új Esztendő beköszöntét. Az óév búcsúztatása közben meghatottan várják, hogy éjfélt üssön az óra, hogy a koccintás, és a kölcsönös jókívánságok után víg dalra fakadjanak. Károly szokásos zongorajátéka sem maradhat el. A közös éneklés vidám percei megadják az alaphangot az Új Év kellemes, szórakoztató kezdéséhez. |     |                              |                              |                            |                                          |

### Ötödik évad
| Sor. | Év. | Cím                                 | Rendező         | Író              | Premier                                  |
| --- | --- | ----------------------------------- | --------------- | ---------------- | ---------------------------------------- |
| 165. | 1.  | Ikrek a pácban, de igazán           | Vas-Zoltán Iván | Vezekényi György | 1995. január 7. szombat 19:05, MTV2      |
| A játékszenvedély az ikreket is utolérte. A játékteremben eljátsszák a sísulira kapott pénzt, de nem léphetnek ki a helyiségből, mert az utcán, a bejárat előtt apjuk beszélget – egy nővel. Mi köze Szép Károlynak az idegen nőhöz? Az ikrek, hogy kibújjanak a felelősség alól, furcsa mentegetőzésbe kezdenek. Kriszta végig gondolva a dolgot, arra a következtetésre jut, hogy apjuk félrelép.                                                                             |     |                                     |                 |                  |                                          |
| 166. | 2.  | Vili a motorosfutár                 | Vas-Zoltán Iván | Miller Péter     | 1995. január 14. szombat 19:05, MTV2     |
| Közeledik Kövérék huszadik házassági évfordulója. Vili kedves ajándékkal szeretné meglepni őket, ezért elszegődik néhány napra a filmgyárba, motoros futárnak. Szépné és Hajnalka különös, névtelen levelet talál az üzlet ajtaja előtt. A zsaroló közli, hogy a házat körülvették, ha estig nem kapja meg az árut, mindenki meghal. A vizet megmérgezték, a telefon pedig tárcsázásra robban...                                                                                |     |                                     |                 |                  |                                          |
| 167. | 3.  | Szép kávézó                         | Szurdi Miklós   | Vajda Anikó      | 1995. január 21. szombat 19:05, MTV2     |
| Megszűnik a Szép ABC, a helyén Szép kávéház nyílik. Az üzemeltetésről azonban mindenkinek más elképzelése van, ki-ki újabb ötlettel áll elő. Ha nehezen is, de végül sikerül megegyeznie a családtagoknak, és mindenki a kávéház megnyitásával kapcsolatos feladattal van elfoglalva; az ikrek étlapot írnak, Nagypapa újságtartót szerez, Nagymama pedig munkaruhát varr. |     |                                     |                 |                  |                                          |
| 168. | 4.  | Kései randevú                       | Kalmár András   | Sultz Sándor     | 1995. január 28. szombat 19:05, MTV2     |
| Károly ideges, mert Ágica el akar menni egy harminc évvel ezelőtt megbeszélt randevúra. Az egész család pánikol, sőt gyásznapot hirdet. A gyerekek azonban akcióba lendülnek, nem nézhetik tétlenül, hogy széthulljon a család. De ki lehet az a titokzatos alak a múltból? |     |                                     |                 |                  |                                          |
| 169. | 5.  | Klári néni                          | Vas-Zoltán Iván | Farkas Veronika  | 1995. február 4. szombat 19:05, MTV2     |
| Misi és Ricsi négy darab egyest kaptak kémiából egyetlen óra alatt, az új osztályfőnöktől, aki ráadásul családlátogatásra készül a Szép családhoz. A továbbtanulás a tét, ráadásul Markovics Klára tanárnőt kemény fából faragták. Itt már csak a Nagypapa segíthet... |     |                                     |                 |                  |                                          |
| 170. | 6.  | Csak Mónika meg ne tudja            | Szurdi Miklós   | Vajda Katalin    | 1995. február 11. szombat 19:05, MTV2    |
| Csibi, aki Mónikának csapta a szelet, és akit Benji miatt elküldtek a rendőrségtől, most állástalan. Úgy dönt, kibérli a Szép Kávézót éjszakára, hogy rendőrtársait szórakoztassa. Azt reméli, így visszakerülhet a testületbe. Mivel a Szép család síelni megy, a rendőrbulihoz pincérnőt keresnek. Az állásra Mónika jelentkezik. |     |                                     |                 |                  |                                          |
| 171. | 7.  | A horoszkóp nem hazudik             | Szurdi Miklós   | Vajda Anikó      | 1995. február 18. szombat 19:05, MTV2    |
| Mónika kétségbeesve panaszolja Szépnének, retteg attól, hogy új kapcsolata Csibivel, az exrendőrrel ugyanúgy megszakad, mint az elődeivel. A horoszkóp szerint ugyanis nem szabad, hogy megtévessze eddigi boldogsága, az év vége felé viharfelhők közelednek kapcsolata egén. Szépné bosszankodik Mónika hiszékenységén. Elhatározza, ő is készíttet horoszkópot, bizonyítékul, hogy mindez csak babona...                                                                     |     |                                     |                 |                  |                                          |
| 172. | 8.  | Kincskeresők                        | Szurdi Miklós   | Miller Péter     | 1995. február 25. szombat 19:05, MTV2    |
| Szép Károly megunja főnöke ígéreteit, felmond a munkahelyén. Üvegházat kíván építtetni a kertben, ahol nyugodt körülmények között kísérletezhet. Mindehhez sok pénzre lenne szüksége. Nagypapának és Alföldinek – titokban – egészen más terveik vannak a kerttel kapcsolatban. Nagypapa örökölt ugyanis, és az örökség – jelentős értékeket tartalmazó zsák – a kertben van elásva.                                                                                            |     |                                     |                 |                  |                                          |
| 173. | 9.  | Ámor nyila                          | Szurdi Miklós   | Vajda Anikó      | 1995. március 4. szombat 19:05, MTV2     |
| Ámor nyila nem ismer lehetetlent. Nagymama a születésnapi összejövetelen megismerkedik a nagy Ő-vel, aki rögtön randevút is kér tőle. Vilma szeretné titokban tartani a dolgot a család előtt, Nagypapa mégis mindent megtud. A két idős ember szövetséget köt egymással, Nagypapa falaz a randevúra siető Nagymamának. A Szép család azonban félreérti a helyzetet. |     |                                     |                 |                  |                                          |
| 174. | 10. | Az ajándék ló foga                  | Vas-Zoltán Iván | Pertics Róbert   | 1995. március 11. szombat 19:05, MTV2    |
| Nagypapa újabb zseniális tervvel áll elő: vegyenek versenylovat! A vásárlásnak egyetlen akadálya van, a pénz. Egyfelől az a pénz, amit Nagypapa már elköltött, másfelől az a pénz, amit nem tud kölcsönkérni Ágikától, mivel neki sincs. Ám Nagypapa szorult helyzetében – titokban – eladja szobabútorait Alföldinek... |     |                                     |                 |                  |                                          |
| 175. | 11. | Ki vigyáz a hölgyekre?              | Vas-Zoltán Iván | Vajda Katalin    | 1995. március 18. szombat 19:05, MTV2    |
| Itt a tavasz. A család férfitagjai Nagymama segítségével a hétvégi házat csinosítják. Szépné, Kriszta és az ikrek maradnak csupán otthon. Épp ezért, a férfiak megbízásából előbb Csibi úr siet a hölgyek védelmére, majd Alföldi költözik be a házba, végül pedig Kövér Lajos állít be. Szépné hamar megunja az egymással vetélkedő férfiak gyűrűjét, és cselhez folyamodik, hogy rövid időn belül megszabaduljon tőlük.                                                       |     |                                     |                 |                  |                                          |
| 176. | 12. | Felvilágosítás                      | Kalmár András   | Szántó Péter     | 1995. március 25. szombat 19:05, MTV2    |
| Bizonyos jelekből Ágica arra következtet, a két kis gézengúz, Ricsi és Misi szerelmes. Felfedezését kétségbeesetten meséli el férjének, Károlynak, akivel elhatározzák, hogy ideje felvilágosítani a nagykamaszokat. De ki legyen az, aki felkészíti a fiúkat a jövőre? Hogyan és mennyit mondjon el nekik? |     |                                     |                 |                  |                                          |
| 177. | 13. | Az utolsó sansz                     | Kolos István    | Miller Péter     | 1995. április 1. szombat 19:05, MTV2     |
| Alföldi teljesen kétségbe van esve. Drámai hangon ecseteli a Szép családnak, hogy tönkrement, így kénytelen utolsó nagyszabású termékét, a festményeit áruba bocsátani. már csak a privát aukció sikerében bízik, melynek helyszíne a kávéház lenne... |     |                                     |                 |                  |                                          |
| 178. | 14. | Mosolyogva veszíteni                | Szurdi Miklós   | Szurdi Miklós    | 1995. április 8. szombat 19:05, MTV2     |
| Nagy a baj, Ádám kártyán mindent elveszített, még Krisztát és a kávéházat is. Pici és Vili próbálja megmenteni a helyzetet. Szigeti Nagy Béla, akit az alvilágban csak Kopasznak hívnak, este már be is akarja hajtani az adósságot. Szerencsére Debbie éppen jókor érkezik... |     |                                     |                 |                  |                                          |
| 179. | 15. | Ádám az életmentő                   | Vas-Zoltán Iván | Vajda Anikó      | 1995. április 15. szombat 19:05, MTV2    |
| Ádám edzésről hazafelé jövet a szomszédban füstöt lát. A tehetetlen tömeg a mentőket és a tűzoltókat várja, Ádám azonban bátran betöri az ablakot, és kimenti a bent rekedt kisfiút. Közben jelentkezik Benji édesanyja, levélben tudatja, hamarosan Budapestre érkezik, hogy – köszönve a Szép család gondoskodását – magával vigye Amerikába gyermekét. |     |                                     |                 |                  |                                          |
| 180. | 16. | A baba bár                          | Szurdi Miklós   | Pertics Róbert   | 1995. április 22. szombat 19:05, MTV2    |
| Szépék újabb és újabb ötleten törik a fejüket, hogyan lehetne fellendíteni a kávéház forgalmát. Végül úgy döntenek, leviszik a pianínót az üzletbe. A zenés kávéház valóban beválik, vonzza a vendégeket, csupán azzal van gond, akinek gyereke van: Hol hagyja a csöppséget? A babamegőrző nem csupán a szülőknek jelent megoldást, hanem Picinek is, aki munkára vágyik... |     |                                     |                 |                  |                                          |
| 181. | 17. | A világritkaság – 1. rész           | Kolos István    | Sinkó Péter      | 1995. április 29. szombat 19:05, MTV2    |
| A Szép család – szokásosan – pénzügyi problémákkal küszködik, a kávéház csupán szerény jövedelmet biztosít számukra. A pénzzavar pillanatnyi enyhüléseként, egy amerikai magyar úr náluk kér szállást néhány napra. Bercsényi úr valutában fizet. Így a családtagok kénytelenek elviselni a vendég okozta kellemetlenségeket. Éjszakánként azonban egyre furcsább dolgok történnek...                                                                                           |     |                                     |                 |                  |                                          |
| 182. | 18. | A világritkaság – 2. rész           | Vas-Zoltán Iván | Sinkó Péter      | 1995. május 6. szombat 19:05, MTV2       |
| Éjszakánként egyre furcsább dolgok történnek a Szép család házában, melyekre senki nem talál magyarázatot. Mivel az amerikai vendég egyre gyanúsabban viselkedik, összeül a családi kupaktanács, és úgy dönt, a família barátjához, Csibi úrhoz fordulnak segítségért. A talpraesett rendőr szokatlan módszerrel közelít a nem mindennapi feladathoz. |     |                                     |                 |                  |                                          |
| 183. | 19. | Az első csók                        | Szurdi Miklós   | Vajda Katalin    | 1995. május 13. szombat 19:05, MTV2      |
| Jubileumi évfordulóhoz érkezett a Szép család. Éppen huszonöt esztendővel ezelőtt csókolta meg egymást először Károly és Ágica. A gyerekek meglepetéssel szeretnének kedveskedni a szüleiknek ezen az emlékezetes napon. Úgy döntenek, énekesnőt fogadnak fel a kávéházba erre az estére. Szépné azonban félreérti a helyzetet, azt hiszi, az énekesnő az új bejárónő... |     |                                     |                 |                  |                                          |
| 184. | 20. | Mégis bunda a bunda                 | Kalmár András   | Szántó Péter     | 1995. május 20. szombat 19:05, MTV2      |
| Mónika a ragyogó tavaszi nap ellenére bundában toppan be a Szép családhoz. Miközben Szépné irigykedve nézi a csodálatos ruhadarabot, Mónika kétségbeesve könyörög, hogy rejtsék el neki. Kiderül, hogy a szertelen barátnő búcsúajándékként kapta a bundát volt barátjától, de félve Csibi haragjától, jobbnak látja nem hordani. A családnak mentőötlete támad, amivel talán megoldható a probléma...                                                                          |     |                                     |                 |                  |                                          |
| 185. | 21. | Ó, egy Alfa Rómeó!                  | Szurdi Miklós   | Vajda Anikó      | 1995. május 27. szombat 19:05, MTV2      |
| Kriszta régóta szeretne autót vásárolni, végül nyomozó ismerősének kocsiját veszi meg. A férfi nehezen válik meg a járgánytól, mert az autó szerencsét hoz neki a nyomozásban. De milyen szerencsében bízhat egy fiatal újságírólány? A válasz nem várat sokáig magára, mert Kriszta az autó segítségével megmenti Picit a szélhámosok börtönétől és Debbie-t egy újabb csalódástól...                                                                                          |     |                                     |                 |                  |                                          |
| 186. | 22. | Whisky szárazon                     | Kolos István    | Lakatos György   | 1995. június 3. szombat 19:05, MTV2      |
| Szépné irigykedve tapasztalja: a gyermekei egytől egyig szerelmesek, még a Nagymama is randevúra jár titokban. Hol van már az az idő, amikor ő is nagy izgalommal készült a szívet bizsergető találkozóra?! Egy különös úr jelentkezik a kávézóba bárzongoristának. Ettől a naptól kezdve megváltozik a család élete. A whisky rohamosan fogy, Szépné viszont naponta kap egy-egy gyönyörű virágcsokrot.                                                                        |     |                                     |                 |                  |                                          |
| 187. | 23. | Mégis tudhatod, Hajnalka!           | Vas-Zoltán Iván | Vajda Katalin    | 1995. június 10. szombat 19:05, MTV2     |
| Kövér Lajosnak kijut a kellemetlen meglepetésekből. Órák óta ül az ebédlőasztalnál, de se vacsora, se feleség! Hajnalka ugyanis éppen nagyon elfoglalt. Titokban tornaedzést tart a Szép család nőtagjainak, a különóra segítségével készül leendő hivatására. Kövér Lajos veréssel, majd válással fenyegetőzik, amikor egy este Hajnalka még éjfélre sem érkezik haza... |     |                                     |                 |                  |                                          |
| 188. | 24. | Vili, a szépfiú                     | Szurdi Miklós   | Pertics Róbert   | 1995. június 17. szombat 19:05, MTV2     |
| Ádám és Pici elhatározzák, hogy egy Balaton-parti büfében keresik meg a nyári zsebpénzüket. A palacsintasütés fáradalmait a közeli nudistastrand látványával enyhítik majd. Vilit is magukkal szeretnék vinni, ám a „nagyon hülye” mégis otthon marad. Kövérék végső elkeseredésükben a Szép családot kérik meg, faragjanak Viliből belevaló legényt. A beavatkozás túlságosan is jól sikerül...                                                                                |     |                                     |                 |                  |                                          |
| 189. | 25. | Nem kell mindig aggódni!            | Kalmár András   | Vajda Anikó      | 1995. június 24. szombat 19:05, MTV2     |
| Szivaros Frici épp gasztronómiai élvezeteknek hódol a Szép kávéházban, mikor két mazsolás sütemény között elárulja az örömhírt: Kriszta találkozott a híres íróval, aki másnap már felolvasóestet szervez a fiatal írótehetségnek. Kriszta boldogan érkezik haza. Másnap reggel azonban a család rémülten látja, hogy eltűnt a ház elől a lány új autója. |     |                                     |                 |                  |                                          |
| 190. | 26. | Csitt, a Citta! – 1. rész           | Kalmár András   | Szántó Péter     | 1995. július 1. szombat 19:05, MTV2      |
| Elérkezett a vakáció ideje, a Szép család is nyaralni indul. Az úticél Szicília. A Szép család nyaralni indul Szicíliába. Minden és mindenki útra készen, Kövérék, Debbie és Mónika is alig várják már az utazás kezdetét. Egyedül csak Szépné aggódik, hiszen a kis Benjit Csibi és Alföldi gondjaira kénytelen bízni, arra a néhány órára, amíg a fogadott gyermekvigyázó megérkezik. Egyébként Szépné csak egyet akar; nyugalmat, élvezni a gondtalan nyaralást.             |     |                                     |                 |                  |                                          |
| 191. | 27. | Csitt, a Citta! – 2. rész           | Kolos István    | Szántó Péter     | 1995. július 8. szombat 19:05, MTV2      |
| Szépék kellemes körülmények között töltik nyarukat Szicíliában a barátaikkal. A család mindent elkövet, hogy Szépné az egyhetes nyaralást pihenéssel, napozással, nyugalomban töltse. Éppen ezért eltitkolják előle, hogy az ikrek elszöktek, hogy megnézzék a legendás kriptát, és azt is, hogy Ádám gyanús külön utakon járkál, nem beszélve arról, hogy odahaza Alföldi és Csibi vigyáz Benjire...                                                                           |     |                                     |                 |                  |                                          |
| 192. | 28. | Csitt, a Citta! – 3. rész           | Szurdi Miklós   | Szántó Péter     | 1995. július 15. szombat 19:05, MTV2     |
| Minden jónak vége szakad egyszer. A szicíliai egyhetes nyaralás a vége felé közeledik. Ahogy az már ilyenkor lenni szokott, a vakáció végére mindenkinek mindenkivel sikerült összevesznie. Pedig milyen fantasztikus kalandokban volt részük: Szép és Kövér az ikrekkel felgyalogoltak az Etnára, Ádámból majdnem női vízipólós lett. Szépné viszont féltékenység áldozatává vált egy félreértés miatt...                                                                      |     |                                     |                 |                  |                                          |
| 193. | 29. | Puskás, a végzet asszonya – 1. rész | Vas-Zoltán Iván | Sultz Sándor     | 1995. július 22. szombat 19:05, MTV2     |
| A Szép család most épp Kriszta miatt aggódik, aki reménytelen szerelmére gyógyírként egyéves kiküldetésre készül az afrikai Burundiba. Egyelőre lehetetlen lebeszélni tervéről. Eközben a családot felkeresi a szerkesztőségi öreg mindenes, Puskás. Elmondja, mindent tud, mindenre hajlandó. Ha szükséges, még áldozatot is hoz Krisztáért: feleségül veszi! |     |                                     |                 |                  |                                          |
| 194. | 30. | Puskás, a végzet asszonya – 2. rész | Vas-Zoltán Iván | Sultz Sándor     | 1995. július 29. szombat 19:05, MTV2     |
| Szépék tanácstalanul szemlélik Kriszta reménytelen szerelmét. Nem tudják eldönteni, mi a rosszabb: ha Kriszta a hétgyermekes, nős férfi hálójába kerül, vagy, ha egy évre elutazik a világ végére, Afrikába. Amikor viszont kiderül, hogy a nagy Ő mégsem nős, és főképp nem hétgyermekes családapa, csupán egyszerű gyámügyes, akkor már Puskás, a végzet asszonya sem segíthet...                                                                                             |     |                                     |                 |                  |                                          |
| 195. | 31. | Az első születésnap                 | Kolos István    | Vajda Anikó      | 1995. augusztus 5. szombat 19:05, MTV2   |
| A kis Benji egyéves, a család a születésnapját ünnepli. Szépné izgatottan készül a nagy eseményre. Az ünnepi előkészület annyira lefoglalja, hogy nem veszi észre az ikrek közötti viszálykodást. A nézeteltérésnek prózai oka van, mindketten ugyanabba a lányba szerelmesek. A szerelmi ellenfelek kettőse hamarosan trióvá bővül, mivel Ádám szívét is rabul ejti a csinos lány.                                                                                             |     |                                     |                 |                  |                                          |
| 196. | 32. | Zsuzsanna                           | Kalmár András   | Sultz Sándor     | 1995. augusztus 12. szombat 19:05, MTV2  |
| Szépéknél a férfiak magukhoz ragadják a hatalmat. Ám a hatalom kötelezettséggel is jár, ezért aztán a férfinép teendői is megszaporodnak. Amíg a nők emancipációs szabadságukat töltik a hegyekben, addig Szép Károly a kávéházban tevékenykedik, a Nagypapa a fazék mellett sürög-forog, Vili a port töröl, Kövér Lajos pedig Benji körül teljesít háziasszonyi szolgálatot. Csupán Ádám lép félre, de nagyon...                                                               |     |                                     |                 |                  |                                          |
| 197. | 33. | Főzni, vagy nem főzni?              | Szurdi Miklós   | Vajda Anikó      | 1995. augusztus 19. szombat 19:05, MTV2  |
| Az augusztusi, rekkenő hőségben, aki csak teheti, a szobában hűsöl. Ebben leginkább a férfiak járnak élen, akik hatalmas kártyacsatát vívnak a hűvös szalonban, miközben a nők kiszolgálják őket. Szépné és Hajnalka elhatározzák, elég a rabszolgaságból, nem főznek többet a famíliának. Ezután ők is a nyár örömeit fogják élvezni, mégpedig napozás, úszás, futás, tornászás formájában...                                                                                  |     |                                     |                 |                  |                                          |
| 198. | 34. | A szőke nő                          | Pintér Gábor    | Vajda Katalin    | 1995. augusztus 26. szombat 19:05, MTV2  |
| Mónika el van keseredve. Sírva panaszolja el Áginak, hogy Csibi már napok óta nem jelentkezik, és nem tudja, mi történt vele. Miközben Szépné lelki tanácsadást tart, a titokzatos, kissé molett, középkorú, szőke nő miatt Szép Károly majdnem elveszíti intézetbeli állását. Míg ő „csak” az állását, addig Vili a család vagyonát veszélyezteti... |     |                                     |                 |                  |                                          |
| 199. | 35. | A négyek bandája                    | Vas-Zoltán Iván | Pertics Róbert   | 1995. szeptember 2. szombat 19:05, MTV2  |
| A Szép házaspár a szeptember eleji hétvégét Bagolyirtáson szeretné tölteni Benjivel. Kicsit aggódnak az ikrekért, akik – életükben először – Krisztával és Ádámmal négyesben maradnak otthon. Ricsi segítséget kér Ádámtól vízipólóügyben, Misi pedig Krisztától a versírással kapcsolatban. Közben megérkezik Pici. A hétvégi program különös módon folytatódik... |     |                                     |                 |                  |                                          |
| 200. | 36. | A filmszerep                        | Szurdi Miklós   | Vajda Katalin    | 1995. szeptember 9. szombat 19:05, MTV2  |
| Egy fiatal filmrendező felkéri Szépnét egy filmfőszerepre. Ágnes nem tud dönteni. Vállalja vagy ne, a meglepő, ámde fantasztikus feladatot? Hiszen kislány kora óta vonzza a színpad, a filmvászon... |     |                                     |                 |                  |                                          |
| 201. | 37. | London                              | Kolos István    | Vajda Anikó      | 1995. szeptember 16. szombat 19:05, MTV2 |
| Kövér Lajos nosztalgiázik. Napok óta mást sem csinál, csak a rádiót hallgatja, és régi, elsárgult leveleket olvas titokban, a konyhában. Hajnalkát maró féltékenység gyötri. Átmenekül Szépékhez, és bejelenti, válni akar. Kriszta különös képességű jósnővel ismerkedik meg. Épp ezért azt reméli, hogyha Hajnalka találkozik a jósnővel, az majd megnyugtatja az elkeseredett asszonyt...                                                                                    |     |                                     |                 |                  |                                          |
| 202. | 38. | Pici és a nagymama                  | Kalmár András   | Vajda Anikó      | 1995. szeptember 23. szombat 19:05, MTV2 |
| Szépné összetalálkozik az utcán Horváth Rozival, megkéri, jöjjön el hozzájuk, és mesélje el, hogyan készíti a pezsgős káposztát. Pici mostanában nagyon szórakozott, Ricsi első meccséről is elfelejtkezik, pedig megígérte neki, hogy elviszi motorral. Kiderül, hogy a nagymamája elutazott néhány napra, Pici ígéretet tett neki, hogy távollétében megtanul főzni. Most, az utolsó napon próbálja behozni a lemaradást...                                                   |     |                                     |                 |                  |                                          |
| 203. | 39. | Játszd újra, Károly!                | Vas-Zoltán Iván | Sinkó Péter      | 1995. szeptember 30. szombat 19:05, MTV2 |
| Szépék példás házasságban élnek, Kövérék mégis azt bizonygatják nekik, hogy újra el kell játszaniuk az esküvőjüket, a korábbi udvarlással, levelezéssel együtt, mert a családpszichológus szerint ez az egyetlen módja a házasságok megmentésének. A kezdeti hitetlenkedést követően Szép és Szépné végül kézen fogva sétál a szigeten, presszóban randevúzik, padon csókolózik. Az újra élt idill hatására elhatározzák, hogy szűk családi körben újrarendezik az esküvőjüket. |     |                                     |                 |                  |                                          |
| 204. | 40. | A Gyógygödör angyala                | Szurdi Miklós   | Sultz Sándor     | 1995. október 7. szombat 19:05, MTV2     |
| A Gyógygödör Angyalai Egylet képviselője százezer forintos összeggel jelenik meg a kávéházban. A lovisták „Legyen Egy Jó Napja!” nevű alapítványa minden évben sorsolással dönt arról, ki lesz az éves tagdíjbevétel boldog nyertese, idén a Nagypapa a szerencsés kiválasztott. Szép Károly különleges kaktuszt szeretne vásárolni a kiállításon, ám a nagy ellenfél mindig megelőzi. A családtagok úgy döntenek, meglepik a családfőt.                                        |     |                                     |                 |                  |                                          |
| 205. | 41. | A szerencse lánya                   | Kalmár András   | Pertics Róbert   | 1995. október 14. szombat 19:05, MTV2    |
| A nagy lottónyeremény a Szép és a Kövér család fantáziáját is megmozgatja, ám nem sejtik, hogy a lottózás váratlan események sorát indítja el. A sort Hajnalka kezdi, aki miatt nem csupán az eszét veszti el egy finom úriember, hanem a lottószelvényét is. A Nagymama kávézaccból jósol, és kiderül, valójában ki is a szerencse lánya. Lehet, hogy Hajnalka, de az is előfordulhat, hogy valaki más...                                                                      |     |                                     |                 |                  |                                          |
| 206. | 42. | A mi titkunk                        | Szurdi Miklós   | Vajda Katalin    | 1995. október 21. szombat 19:05, MTV2    |
| A Szép család örömmel látja, hogy a Nagymama barátnőre talált Rózsika személyében. Pici nagymamája elbűvölő beszélgetőtárs és szenvedélyes turista, így a Nagymama is egyre többet jár el otthonról kirándulni, úszni, és bűnözni a cukrászdába. A nagy megértés azonban csak addig tart, míg véletlenül ki nem derül, hogy a két idős hölgy hajdanában ugyanabba a férfiba volt szerelmes. Ezek után sajnos veszni látszik a barátság...                                       |     |                                     |                 |                  |                                          |
| 207. | 43. | A kegyetlen hajszárító              | Vas-Zoltán Iván | Sultz Sándor     | 1995. október 28. szombat 19:05, MTV2    |
| A Szép család hajszárítója elromlik. Szépné tisztában van azzal, hogy technikai analfabéta családjára nem számíthat ebben a kérdésben, ezért aztán Kövér Lajost kéri fel, hogy javítsa meg a készüléket. Kövér többórás megfeszített munkával használhatóvá teszi az öreg szerkezetet. Miközben a szomszéd fúr-farag, a Nagymama kissé megkésett, ám annál fontosabb döntésre kényszerül.                                                                                       |     |                                     |                 |                  |                                          |
| 208. | 44. | Az első szerelem                    | Kolos István    | Vajda Anikó      | 1995. november 4. szombat 19:05, MTV2    |
| Az ikrek elsős gimnazisták, ám ezt a helyzetet mindkét fiú másképp éli meg. Míg Ricsi a vízilabdaedzéseken sikert sikerre halmoz, és egyre felnőttebnek, magabiztosabbnak látszik, addig Misi visszahúzódó álmodozóvá válik. Titkon naplót és verseket ír, majd a padláson talál menedéket. Miközben a család azon töri a fejét, hogyan segíthetne a kamaszfiúnak, kiderül, hogy Misi zárkózottságának egy elmaradt telefonhívás az oka.                                        |     |                                     |                 |                  |                                          |
| 209. | 45. | Őfelsége III. Lajos – 1. rész       | Felvidéki Judit | Lakatos György   | 1995. november 1. szombat 19:05, MTV2    |
| Kövér Lajos élete derekán számvetést készít, visszatekint arra, amit eddig elért. Arra a megállapításra jut, hogy eddigi munkássága fabatkát sem ér. A Szép család, miközben az elbujdokolt kisállat-kereskedő után nyomoz, az egyik francia újságban megpillantja Kövér Lajos fotóját. A fénykép alatt meglepő aláírás: „Újabb botrány a monacói hercegi családban, avagy ki találja meg az eltűnt trónörököst?”                                                               |     |                                     |                 |                  |                                          |
| 210. | 46. | Őfelsége III. Lajos – 2. rész       | Szurdi Miklós   | Lakatos György   | 1995. november 18. szombat 19:05, MTV2   |
| Az újságban megjelent fotónak köszönhetően, Kövér Lajos hamarosan a monacói ügyvivő előtt találja magát. A hivatalnok a hercegségi orvosszakértő segítségével minden kétséget kizáróan Kövér Lajossal azonosítja a kisgyerekként eltűnt trónörököst. Az újdonsült herceg élete ettől a perctől kezdve megváltozik, napirendjét az udvari etikett határozza meg. A beiktatási ceremónia azonban elmarad.                                                                         |     |                                     |                 |                  |                                          |
| 211. | 47. | A rendőrfőnök                       | Kalmár András   | Vajda Katalin    | 1995. november 25. szombat 19:05, MTV2   |
| „Sokkal jobb ketten egyedül lenni” – mondja Mónika, és ezzel végképp meggyőzi Debbie-t, hogy adja bérbe a házát addig, míg nem talál társat. Ennyi már elég is ahhoz, hogy egy jókora félreértés adódjék, a többi csak következmény. Megjelenik egy titokzatos férfi, aki ugyan Mónikát hívogatja telefonon szerelmes gyengédséggel telefonon, ám mégis Debbie-t kísérgeti szótlanul, akár egy békebeli hősszerelmes.                                                           |     |                                     |                 |                  |                                          |
| 212. | 48. | A sapka                             | Vas-Zoltán Iván | Pertics Róbert   | 1995. december 2. szombat 19:05, MTV2    |
| Ricsi már akkora, de akkora vízilabdakapus lenne? Mindenesetre a nagy olimpiai bajnok neki ajándékozza a szent, egyes számot viselő, ereklyeként őrzött sapkáját. Így védeni más szerint persze könnyű. Gyűl ám erre az éji vad, akár a Nemzeti Sportból az újságíró. Szép Károly ugyanebben a pillanatban egy olyan fűszert talál ki, amiért minden valamirevaló ínyenc azt üvöltené feltett kézzel: neeeeee!                                                                  |     |                                     |                 |                  |                                          |
| 213. | 49. | Fordul a kocka                      | Kolos István    | Vajda Anikó      | 1995. december 9. szombat 19:05, MTV2    |
| Az utóbbi napokban Kriszta Dracula grófról álmodik, szerencsére csak intellektuális alapon, mivel cikket kell írnia róla. Krisztával szemben Ádám viszont egy butácska, ám szép nőről álmodozik. A hölgy semmiképp ne hasonlítson húgára, aki bátyja szemében csak tudálékos bölcsész. Evégett Ádám elmegy a diszkóba, hogy megkeresse álmai nőjét. És kibe szeret bele? Olyan nőbe, aki történetesen csinos, okos és író...                                                    |     |                                     |                 |                  |                                          |
| 214. | 50. | Kiruccanás                          | Felvidéki Judit | Sinkó Péter      | 1995. december 16. szombat 19:05, MTV2   |
| Alföldi Kázmért sajnálatos félreértés következtében kitiltják Budapest területéről. A hír nem töri le. Zseniális ötleteit a városon kívül kamatoztatja. Ezek közül a legújabb az Alföldi Belföldi Tourist. Csakugyan remek ötletre épít, a hölgyeket a hasukon, az urakat a torkukon keresztül kell megfogni. Azaz a szebbik nemet jobbnál jobb étel, míg az férfiakat kocsma és detoxikáló várja.                                                                              |     |                                     |                 |                  |                                          |
| 215. | 51. | Mégis szép lesz a karácsony         | Kalmár András   | Vajda Anikó      | 1995. december 23. szombat 19:05, MTV2   |
| Szépéknél nagy a karácsonyi készülődés. Kövér Lajos javaslatára még a kerti fenyőfát is feldíszítik, a férfi le is esik a létráról. Szépnét mégse Kövér Lajos balesete aggasztja, hanem az, hogy a család tagjai sorra bejelentik, másutt szeretnék tölteni a Szentestét. A gyerekek azért, mert már felnőttek, az idősek pedig azért, mert második gyermekkorukat élik. Más szóval; mindenki szerelmes.                                                                        |     |                                     |                 |                  |                                          |
| 216. | 52. | A nomád                             | Vas-Zoltán Iván | Sultz Sándor     | 1995. december 30. szombat 19:05, MTV2   |
| Lassan itt a szilveszter és a Szép család síelni készül. Természetesen mindenki velük tart, de addig még sok a teendő és persze ki kell békíteni Rózsikát, Pici nagymamáját és a Nagypapát, de Ádámot és barátnőjét Beát is... |     |                                     |                 |                  |                                          |

### Hatodik évad
| Sor. | Év. | Cím                             | Rendező                       | Író                         | Premier                                  |
| --- | --- | ------------------------------- | ----------------------------- | --------------------------- | ---------------------------------------- |
| 217. | 1.  | Ponte di Legno – 1. rész        | Szurdi Miklós, Kolos István   | Vajda Katalin               | 1996. január 6. szombat 19:05, MTV2      |
| Annyi viszontagság után végre az egész csapat a buszon ül, jókedvűen utazna, ha Nagypapa nem traktálná őket szünet nélkül Nyizsnyij Novgorod alatt szerzett sítudomány titkaival. Megérkezés után zajlanak az első kalandok, melyek közül a legérdekesebb Kriszta bontakozó liezonja a síoktatóval, a legfárasztóbb, hogy Szép Károly sehogy se találja azt a helyet, ahol a konferenciájának lennie kéne. |     |                                 |                               |                             |                                          |
| 218. | 2.  | Ponte di Legno – 2. rész        | Szurdi Miklós, Kolos István   | Vajda Katalin               | 1996. január 13. szombat 19:05, MTV2     |
| Az olasz síparadicsomban maximálisan jól mennek a dolgok. Szép Károly barátjával, Lajossal – tudományosan – felfedezi a helyi folklór letaglózó erejű adományát. Viliből sífenomén lesz, Szépné pedig egyre aggodalmasabban figyeli Kriszta vonzalmát, amelyet a síoktató iránt érez. |     |                                 |                               |                             |                                          |
| 219. | 3.  | Furgonzűr                       | Szurdi Miklós                 | Sinkó Péter                 | 1996. január 20. szombat 19:05, MTV2     |
| Szépné egyre idegesebben várja az árut, a megrendelt kávészállítmány azonban csak nem akar megérkezni. Pici, az újdonsült szállító elkeseredetten ront be az üzletbe a hírrel, ellopták a kávészállító furgont. A családi tanács úgy dönt, hogy nincs mit tenni, értesíteni kell a biciklis rendőrré lefokozott Csibit. A bringás zsaru meg is érkezik, és nagy energiával veti bele magát a nyomozásba. |     |                                 |                               |                             |                                          |
| 220. | 4.  | Margitka – 1. rész              | Kalmár András                 | Vajda Anikó                 | 1996. január 27. szombat 19:05, MTV2     |
| Margitkának egyévi távollét után most kellene hazaérkeznie. A Nagypapa izgatottan készül a találkozásra, ám hiába a nagy készülődés, a virágcsokor. Margitka mégsem jön meg. Az öreg maffiózó csalódottan megy haza a pályaudvarról. A mélydepresszióba zuhant idős embert csak Ádám találékonysága menti meg. Nincs más lehetőség, nőt kell szerezni mindenáron... |     |                                 |                               |                             |                                          |
| 221. | 5.  | Margitka – 2. rész              | Kolos István                  | Vajda Anikó                 | 1996. február 3. szombat 19:05, MTV2     |
| A család mindet megtesz azért, hogy a Nagypapát megvigasztalja, még a lovira is elengednék. Mónika és Debbie tangózni hívják az öregurat, amikor Margitka belép az ajtón. A Nagypapa még levegőt sem tud venni, Margitka máris távozik sértődötten... |     |                                 |                               |                             |                                          |
| 222. | 6.  | A törzsvendég                   | Vas-Zoltán Iván               | Sinkó Péter                 | 1996. február 10. szombat 19:05, MTV2    |
| Az ikrek egy sítúrára készülnek, már előre örülnek a tél megannyi örömének, mikor kiderül, a család anyagi helyzete nem teszi lehetővé a kirándulást számukra. A Szép család kasszája üres. A fiúk nem sokat teketóriáznak, elhatározzák, megszerzik a szükséges pénzösszeget. Akciójukban fontos szerepet játszik a fiatal lány, aki nap, mint nap megjelenik a kávézóban. |     |                                 |                               |                             |                                          |
| 223. | 7.  | Anyámasszony katonája           | Szurdi Miklós                 | Pertics Róbert              | 1996. február 17. szombat 19:05, MTV2    |
| Kövér Lajos nagyon dühös Vilire, a „nagyon hülye” fiú lelki életet élt a kisálatokkal, így azok igencsak elkanászodtak. Kövér úgy véli, Vili nevelhetetlen, csak a katonaság taníthatná meg a rendre. Nem sokkal később Vili váratlanul katonai behívót kap, az apján kívül mindenki sajnálja, és nagyon félti a fiút. Nagypapa a háborús emlékeit meséli, Nagymama meleg pulóverrel kedveskedik a kiskatonának. |     |                                 |                               |                             |                                          |
| 224. | 8.  | A kapitány                      | Felvidéki Judit               | Lakatos György              | 1996. február 24. szombat 19:05, MTV2    |
| Szépné romantikus kalandregényt olvasgat, sóhajtozva, merengőn. Hol vannak már azok az igazi férfiak, akik az imádott nőt álruhában akarták meghódítani? Még a sokévnyi együttélés sem tántorította el őket attól, hogy ilyen romantikus módon hódítsák meg újra szívük választottját. Miközben az ötgyermekes családanya ilyen dolgokról álmodozik, jól öltözött úr lép be a szalonba. A kapitány nagyon emlékezteti valakire az asszonyt. |     |                                 |                               |                             |                                          |
| 225. | 9.  | Az élet értelme                 | Vas-Zoltán Iván               | Sultz Sándor                | 1996. március 2. szombat 19:05, MTV2     |
| Szépnét az osztályfőnök váratlanul telefonon behívatja az iskolába. Vajon mit művelt Misi? Amíg Szépné ezen idegeskedik, Mónika szórakoztatja azzal, hogy Csibi, akit újra kineveztek hadnagynak, növekedésnek indult, ráadásul nem széltében, hanem hosszában, lévén az igazi rendőrnek fel kell nőnie mindenkori beosztásához. Szépék elrohannak az iskolába, Misi pedig hazaér. Elhagyta kabátját és egy merő világfájdalom... |     |                                 |                               |                             |                                          |
| 226. | 10. | Csibi túl rendes!               | Kalmár András                 | Vajda Katalin               | 1996. március 9. szombat 19:05, MTV2     |
| Mónika el akarja hagyni Csibit, mert túl rendes, túl szerelmes és mindig azt teszi amit kér tőle. Misinek is pont ez a problémája szerelmével. Ágica ezt nem hagyhatja annyiban, igazi férfit kell Csibiből és Misiből faragnia... |     |                                 |                               |                             |                                          |
| 227. | 11. | A kávézó nem eladó!             | Kolos István                  | Vajda Anikó                 | 1996. március 16. szombat 19:05, MTV2    |
| A kávéház veszélybe kerül, egy üzletember vet szemet rá, és elhatározza, ha törik, ha szakad, megszerzi. Célja eléréséért semmitől sem riad vissza. Többek között még arra is hajlandó, hogy a tulajdonosnőnek csapja a szelet. Szerencse a szerencsétlenségben, hogy nem tudja, ki is valójában a tulaj. Emiatt azonban nem esik kétségbe, úgy véli, néhány kedves szó minden nőnek jólesik... |     |                                 |                               |                             |                                          |
| 228. | 12. | Grízes plezúr                   | Vas-Zoltán Iván               | Sultz Sándor                | 1996. március 23. szombat 19:05, MTV2    |
| Az öreg Freud tudhatott valamit – gondolja Szépné, mikor kezébe kerül a nagy lélekbúvár kötete. Azt olvassa benne, hogy, aki gyermekkorában túl sok csokit eszik, hazudós lesz. Szegény Benjinek azóta tilos csokit adni. Csibi úr esetében viszont már késő hasonló óvintézkedéseket tenni, ő végleg elrontott valamit gyerekkorában. Ezért állíthatta a kapitányságon, hogy tud angolul... |     |                                 |                               |                             |                                          |
| 229. | 13. | Az új főnök                     | Kolos István                  | Pertics Róbert              | 1996. március 30. szombat 19:05, MTV2    |
| Károly és főnöke, Kiss között tarthatatlanná válik a viszony, így Károly elhatározza, hogy többé nem megy be az intézetbe. A család aggódva figyeli, hogy a munkanélkülivé vált családfő hogyan próbálja hasznossá tenni magát. Különösen Ágica sajnálja férjét, leginkább az bántja, hogy nem tud rajta segíteni. Ám váratlanul vendég toppan be a családhoz, minden baj okozója, maga a főnök: Kiss... |     |                                 |                               |                             |                                          |
| 230. | 14. | Eszkimó asszonyok fáznak        | Szurdi Miklós                 | Sinkó Péter                 | 1996. április 6. szombat 19:05, MTV2     |
| Szépéknél elromlik a fűtés, hideg van a lakásban és a kávéházban is. A szerelő napok óta megjelenik reggelenként, de aztán ugyanilyen rendszerességgel el is tűnik. Kriszta magánnyomozásba kezd. Hamarosan rájön, hogy amíg ők jéggé fagynak otthon, a mester máshol dolgozik – nyilván jó pénzért. Áginak sajátos ötlete támad, hogy varázsolhatnának pillanatok alatt újra meleget a házban... |     |                                 |                               |                             |                                          |
| 231. | 15. | Nem adom a lányom               | Szurdi Miklós                 | Vajda Katalin               | 1996. április 13. szombat 19:05, MTV2    |
| Hazaérkezvén külföldről, látogatóba érkezik a Szép családhoz Péter, a síoktató, akivel Kriszta Olaszországban ismerkedett meg. A fiatalember jól érzi magát, főként Kriszta miatt. A lány szerint ez a kapcsolat más, mint a korábbiak. Azt javasolja Péternek, hogy költözzön hozzájuk. Biztos benne, hogy otthon örömmel fogadnák a döntését. A család azonban másképp reagál... |     |                                 |                               |                             |                                          |
| 232. | 16. | Alföldi és társa                | Vas-Zoltán Iván               | Miller Péter                | 1996. április 20. szombat 19:05, MTV2    |
| Alföldi teljesen maga alá kerül, elmegy a kedve mindentől, teljesen értelmetlennek tartja egész addigi munkáját, mivel egyetlen reluxát sem tud eladni. Úgy érzi, eljárt fölötte az idő. Picit egy félreértés miatt kirúgják a diszkóból, de nem meri elmondani otthon Alföldi hirtelen ötlettől vezérelve, az elcsapott lemezlovast felfogadja reluxaügynöknek. Pici kezdeti próbálkozása kiábrándító, de hamarosan mentőötlete támad... |     |                                 |                               |                             |                                          |
| 233. | 17. | A könyvbarát barát              | Szurdi Miklós                 | Sinkó Péter                 | 1996. április 27. szombat 19:05, MTV2    |
| Kövér Lajos születésnapja alkalmából Szépéknél ünnepi vacsora készül. Ricsi, Misi és Vili vállalja a szakács szerepét. Vili a Magyar Értelmező Kéziszótárt ajándékozza édesapjának. Lajos nyelvészi hajlama váratlan erővel tör elő. Titokzatos vendég érkezik Szépékhez. Hamarosan kiderül róla, hogy adóhatósági ellenőr. Beköltözik a kávéházba, és éjjel-nappal a könyvelést bújja, esze ágában sincs távozni... |     |                                 |                               |                             |                                          |
| 234. | 18. | Az én Károlyom                  | Kolos István                  | Vajda Anikó                 | 1996. május 4. szombat 19:05, MTV2       |
| Ágica rajong Károlyért, amióta igazgató lett. Károly viszont ingerülten jön haza, feszült, ideges, szorong, mert az intézetben az alkalmazottak nem dolgoznak. Végre a sarkára kellene állnia, de ebben csak egy igaz barát, Lajos segíthet... |     |                                 |                               |                             |                                          |
| 235. | 19. | A megkerült jobbláb esete       | Kalmár András                 | Sultz Sándor                | 1996. május 11. szombat 19:05, MTV2      |
| Péter a Szép családnál vendégeskedik, ami előre nem látható bonyodalmakkal jár. Ági elhatározza, hogy belőle nem lesz házsártos anyós. Nagymamával versenyezve igyekszik a fiú kedvében járni. A legnehezebben Károly viseli el az „új lakót”. A család összefog, hogy közös erővel törje meg a családfő ellenállását. Ez azért sem egyszerű, mert Péter nagy-nagy igyekezetében rengeteg galibát okoz. |     |                                 |                               |                             |                                          |
| 236. | 20. | A hős                           | Vas-Zoltán Iván               | Szekér András               | 1996. május 18. szombat 19:05, MTV2      |
| Áginak kellemetlen kalandban van része, inzultálják az ABC-ben. Károly rögtön kijelenti, móresre tanította volna a fickókat, ha ott lett volna. A család kétkedve fogadja ezt a harcias kijelentést. Károlyt nagyon bántja, hogy családja ennyire nem bízik az ő erejében és bátorságában. Majd ő megmutatja! Elhatározza, megleckézteti a családot. Majd csak ámulnak, micsoda férfi ő! |     |                                 |                               |                             |                                          |
| 237. | 21. | Ígéret szép szó                 | Kolos István                  | Pertics Róbert              | 1996. május 25. szombat 19:05, MTV2      |
| Károly növénytani kutatóintézetéhez átcsoportosítanak egy lepusztult kisállattenyésztő telepet. Károly tajtékzik a dühtől, próbál Lajostól segítséget kérni, ám barátja épp felszámolja kisállatkereskedését, mert úgy érzi, semmire nem vitte az életben. Sőt, meg is fogadja, nem foglalkozik többé állatokkal. Hiába hát a főosztályvezetői állás, ide női fondorlat kell... |     |                                 |                               |                             |                                          |
| 238. | 22. | Vili, a nyerő!                  | Szurdi Miklós                 | Vajda Katalin               | 1996. június 1. szombat 19:05, MTV2      |
| Lajos és Hajnalka feldúltan érkeznek meg Szépékhez: Vili szőrén-szálán eltűnt. Kiderül, hogy Kriszta sem aludt otthon. Nem kell különösebb fantázia ahhoz, hogy az ember kitalálja, Vili és Kriszta együtt töltötte az éjszakát. Sőt, a két fiatal már napok óta együtt tölti minden idejét. Lajos ugyanis kihallgatta Vilit álmában, aki egyre csak azt hajtogatta, mennyire szerelmes Krisztába. És minden jel arra mutat, immáron nem viszonzatlanul... |     |                                 |                               |                             |                                          |
| 239. | 23. | Az aranyóra                     | Kalmár András                 | Szántó Péter                | 1996. június 8. szombat 19:05, MTV2      |
| Huszonöt év után hazatér külföldről Károly régi jóbarátja, volt osztálytársa, Kázméry Bandi. A Szép család érdeklődve fogadja, Ági egyenesen el van ragadtatva tőle. A lakásból közben sorozatosan kezdenek eltünedezni az értékek. Pénz, ezüstkészlet, dísztárgy. A gyanú árnyéka Nagypapára vetül, aki képtelen tisztázni magát, mígnem váratlan fordulat következik... |     |                                 |                               |                             |                                          |
| 240. | 24. | Frici nem alszik                | Vas-Zoltán Iván               | Vajda Anikó                 | 1996. június 15. szombat 17:55, MTV2     |
| Amióta Huszár úr hazajött Amerikából, sülve-főve együtt van a Nagypapával, Állandóan új ötletekkel bombázza. Ezúttal egy ügyesnek tűnő trükkel áll elő, amellyel szerinte megüthetnék a főnyereményt a lovin. Nagypapa Fricit is szeretné bevenni a buliba, de Huszár úr hallani sem akar róla. Nem kíván osztozkodni a nyereményen. Frici azonban tudomást szerez a tervről... |     |                                 |                               |                             |                                          |
| 241. | 25. | Éjszakai ügyelet                | Szurdi Miklós                 | Lakatos György              | 1996. június 22. szombat 18:30, MTV2     |
| Ádám az utolsó félévét tölti az egyetemen. Végre elérhető közelségbe kerül a diploma. Addig viszont néhány feladatot még meg kell oldania. Életében először éjszakai ügyeletre osztják be. Ádám nagy várakozással áll a sorsdöntő szolgálat elé, de nem tud kellőképpen felkészülni az ügyeletre, mert otthon kitör a pánik. Ráadásul a kórházban még furcsább dolgok is történnek... |     |                                 |                               |                             |                                          |
| 242. | 26. | A hárpia                        | Kolos István                  | Sultz Sándor                | 1996. június 29. szombat 19:05, MTV2     |
| Kriszta újabb érdekes újságírói feladatot kap. Ezúttal az egyik horrorfilmről kell kritikát írnia. A lány azonban nincsen elragadtatva a feladattól, mert nem szereti a rémfilmeket. Ráadásul a munka miatt nem ér rá elmenni Ádámékkal. Pedig milyen jó bulinak ígérkezik az este! Végül Pétert azért elengedi. Az este meglehetősen jól sikerül, és a következményei is egészen különösek... |     |                                 |                               |                             |                                          |
| 243. | 27. | Szumósok                        | Vas-Zoltán Iván               | Zsila Ákos                  | 1996. július 6. szombat 19:05, MTV2      |
| Misi szumóbirkózó szeretne lenni. Csibit épp lefokozzák, így rá is ér, és vállalja az edzőpartnerséget. Miután a család kigyógyítja Misit ebből a hóbortból, máris jön a következő; a fakírság, mert az életfilozófia, s közelebb áll a magyar kultúrához, mint a szumó. Ricsi végül felfedi a valódi okot, persze megint lányról van szó... |     |                                 |                               |                             |                                          |
| 244. | 28. | Még mindig                      | Kalmár András                 | Vajda Anikó                 | 1996. július 13. szombat 19:05, MTV2     |
| A Szép házaspár a házassági évforduló megünneplésére készül. Ági boldog, már reggel megtalálja Károly ajándékát. Hiába, nem minden nő dicsekedhet ilyen figyelmes férjjel. Később azonban kiderül, hogy amit talált, az nem Károly ajándéka, és nem is Áginak van előkészítve. Lehet, hogy Károly mégsem annyira figyelmes, mint ahogyan azt felesége gondolja? |     |                                 |                               |                             |                                          |
| 245. | 29. | A szemek nem hazudnak – 1. rész | Szurdi Miklós, Kolos István   | Sinkó Péter                 | 1996. július 20. szombat 18:05, MTV2     |
| A nyári nagytakarítás kellős közepébe toppan be Marie néni, azaz Szép Mária Franciaországból unokaöccsével. Hisz benne, és szeretné bebizonyítani a családnak, hogy ő valóban rokon és nem hiába utazott ennyit. A szálak Egerebe vezetnek, így az egész család, szomszédok és barátok végül elindulnak egy izgalmas nyomozásra, no meg nyaralásra... |     |                                 |                               |                             |                                          |
| 246. | 30. | A szemek nem hazudnak – 2. rész | Vas-Zoltán Iván, Kolos István | Sinkó Péter                 | 1996. július 27. szombat 19:10, MTV2     |
| A Szép család, Kövérék, a barátok, no meg Marie néni és Jacques a közös ősök nyomát kutatják Egerben. Eközben egymást érik a különös telefonhívások, ráadásul Rózsikát, Pici nagymamáját el is rabolják... |     |                                 |                               |                             |                                          |
| 247. | 31. | A szemek nem hazudnak – 3. rész | Vas-Zoltán Iván, Kolos István | Sinkó Péter                 | 1996. augusztus 3. szombat 18:55, MTV2   |
| A családkutatás kapcsán sajátos krimi bontakozik ki. Szerencsére egyelőre mindenki megússza ép bőrrel, de Jacques nagyon gyanús, és valamiben sántikál. Ráadásul Károly, Ádám és Vili tetten is érik, mire Jacques elmenekül az iratokkal, magára hagyva Marie nénit... |     |                                 |                               |                             |                                          |
| 248. | 32. | A szemek nem hazudnak – 4. rész | Vas-Zoltán Iván, Kolos István | Sinkó Péter                 | 1996. augusztus 10. szombat 19:05, MTV2  |
| Marie néni végrendeletében mindent unokaöccsére hagyott, ezért járt hát a kutatás során Jacques mindig egy lépéssel a család előtt. A nagyszabású nyomozás valamennyi titkáról végül az egri vár falai között hull le a lepel, de Marie néni élete a történtek után már nincs biztonságban... |     |                                 |                               |                             |                                          |
| 249. | 33. | Apa és fia                      | Felvidéki Judit               | Vajda Anikó                 | 1996. augusztus 17. szombat 19:05, MTV2  |
| Hajnalka kétségbeesetten rohan át Szépékhez, és elpanaszolja, hogy nagy a baj náluk. Amióta Lajos igazgató lett, és Vili átvette a boltot, Vili teljesen megváltozott, egészen olyan lett, mint az apja. Ezt tapasztalja Vili szerelme, Kriszta is, aki egy idő után nem tűri tovább Vili férfiöntudatát, és kiadja az útját... Lajos válságban van, úgy érzi, nem képes ellátni az igazgatói feladatkört, és otthon sem úgy történnek a dolgok, ahogy szeretné. Ebben az állapotban apa és fia egymásra talál, de ehhez a nőknek is lesz egy-két szava...                                          |     |                                 |                               |                             |                                          |
| 250. | 34. | Csak egy pillantás              | Vas-Zoltán Iván               | Vajda Katalin               | 1996. augusztus 24. szombat 19:05, MTV2  |
| Ádám rosszul lett egy műtét közben, Vili Krisztája ápolja, más ugyanis nincs otthon. A megérkező Vili félreérti a helyzetet, és úgy dönt, félreáll, átengedi a lányt Ádámnak. Hajnalka hadat üzen Áginak, a két anya azonnal hazarendeli a vidéken lévő Károlyt és Lajost: csináljanak rendet, a fiaik megbolondultak. |     |                                 |                               |                             |                                          |
| 251. | 35. | Júlia meg a bárányok            | Vas-Zoltán Iván               | Sultz Sándor                | 1996. augusztus 31. szombat 19:05, MTV2  |
| Lajos kiüríti az egyik üvegházat az intézetben a birkái számára. Az egyetlen gond, hogy történetesen itt voltak Károly Brazíliából importált aszelandái, amelyek – ritka tulajdonság – nem bírják a napot. Miután Lajos a napra tette a növényeket, Károly lemondani készül. Lajos mély önváddal vezekelni akar... Ricsi és Misi utolsó nyári táborukba indulnak, de menni egyikük sem akar; itthon marad ugyanis Juli, akinek az utóbbi hetekben udvaroltak. Méghozzá ketten egy személyben... |     |                                 |                               |                             |                                          |
| 252. | 36. | Nincs visszaút                  | Szurdi Miklós                 | Pertics Róbert              | 1996. szeptember 7. szombat 19:05, MTV2  |
| Károly feldúltan panaszolja Áginak, nem tudni, mi történhetett Kövéréknél, de Lajos kétségbeejtő állapotban van, mindenkit megsért, mindenkivel összevész az intézetben. Ági átrohan Hajnalkához, akit mintha kicseréltek volna. Réveteg boldogsággal közli: alapvető változások zajlanak életében. Alföldi egy érzelmes sikerkönyvet árusít a kávézóban, Nagymama két példányt is vesz belőle. Hamarosan a család hölgy tagjai is a regény hatása alá kerülnek, de Áginak és Krisztának – akinek recenziót kell írnia a könyvről – rémleni kezd, ismerős valahonnan a regény szereplőinek sorsa... |     |                                 |                               |                             |                                          |
| 253. | 37. | A nagy család – 1. rész         | Kalmár András                 | Vajda Anikó                 | 1996. szeptember 14. szombat 19:05, MTV2 |
| Ági és Károly Lillafüredre utazik nyaralni. A család szülői felügyelet nélkül marad. Persze ezt a Nagymama egész másképp gondolja, sőt, másképp gondolja Rózsika is, aki világéletében szeretett volna igazi nagy családban élni, gondoskodni, a háztartást vezetni. A mit sem sejtő gyerekek két tűz közé kerülnek. A két idős hölgy egymást akarja felülmúlni a családfői szerepkörben. |     |                                 |                               |                             |                                          |
| 254. | 38. | A nagy család – 2. rész         | Vas-Zoltán Iván               | Vajda Anikó                 | 1996. szeptember 21. szombat 19:05, MTV2 |
| Miközben Ági és Károly Lillafüreden nyaralnak, a család itthon maradt tagjainak megpróbáltatásai tovább folytatódnak. Az ide költözött Rózsika korábbi behízelgő nyájassága polgári szigorba csap át, és a família tagjai már visszasírják a múltat. Mindenesetre szabadulni szeretnének az agilis asszony fennhatósága alól. Mivel azonban a ház úrnője nagyon érzékeny, vigyázniuk kell arra is, nehogy véletlenül megsértsék őt... |     |                                 |                               |                             |                                          |
| 255. | 39. | Mi hatan, férfiak               | Pintér Gábor                  | Pintér Gábor, Vajda Katalin | 1996. szeptember 28. szombat 19:05, MTV2 |
| A család egyik kirándulása miatt idén elmaradt a nyári nagytakarítás, ezért Ági közli Károllyal, nem lehet tovább halogatni, mindenkinek takarítani kell. A férfiak kétségbeesetten veszik tudomásul a bejelentést, és menekülőre fogják a dolgot. Úgy gondolják, elszöknek horgászni, és gazdag halászzsákmánnyal lepik meg a nőket. A nők megdöbbenve fedezik fel a szökést, de csakhamar rájönnek, mi történt, hová tűntek a teremtés koronái. Ági vezérletével méltó bosszút terveznek, miközben a férfiak zsákmányszerző kirándulása nem épp úgy alakul, ahogy tervezték.                      |     |                                 |                               |                             |                                          |
| 256. | 40. | Ádám, hol vagy?                 | Szurdi Miklós                 | Vajda Katalin               | 1996. október 5. szombat 19:05, MTV2     |
| A család jókedvű reggeli falatozását váratlan esemény szakítja félbe. Benji kézen fogva vezet ki Ádám szobájából a húsz év körüli, meglehetősen sajátos kinézetű lányt. A megdöbbenést csak fokozza, hogy Ádám menyasszonya. Tekintettel arra, hogy Ádám éppen Pécsett tartózkodik az orvoskonferencián, a család valósággal sokkot kap a meglepetéstől. |     |                                 |                               |                             |                                          |
| 257. | 41. | Na, majd én megmondom neki!     | Szurdi Miklós                 | Sinkó Péter                 | 1996. október 12. szombat 19:05, MTV2    |
| Az egész család izgatottan várja Pici és Ádám hazaérkezését Amerikából. Jojó megbízatást szerzett nekik a kábeltelevíziótól. Las Vegasban, Los Angelesben kellett riportot készíteniük a Szerencsejáték Világkiállításról és az amerikai utcai divatról. A kész anyag természetesen ott lapul a hazatérők csomagjában. Mivel azonban alkalmi riporterekről van szó, az eredmény némi kívánnivalót hagy maga után... |     |                                 |                               |                             |                                          |
| 258. | 42. | Ásó, kapa, nagyharang           | Kolos István                  | Pertics Róbert              | 1996. október 19. szombat 19:05, MTV2    |
| Szépéknél ismét felborul a családi rend. Újra Magyarországra látogat Mónika nagybátyja, Joe bácsi, és mivel Mónikának kicsi a lakása, a Nagypapa szobájába költözik be. Joe bácsi egyébként Mónika esküvőjére érkezett teljesen felcsigázva. A vőlegénnyel, a fantasztikus szuperzsaruként beharangozott Csibivel való találkozást azonban valóságos katasztrófaként éli meg. Elkeseredett küzdelem kezdődik a nagybácsi megnyeréséért, hogy adja áldását – egyszersmind örökségét – a frigyre. |     |                                 |                               |                             |                                          |
| 259. | 43. | New Silver Lake                 | Felvidéki Judit               | Sultz Sándor                | 1996. október 26. szombat 19:05, MTV2    |
| Picit váratlan szerencse éri, tavat örököl az Alföldön. Némi üröm az örömben, hogy nem nagyon tud mit kezdeni vele. Csibit hirtelen előléptetik a rendőrségen, kultúrfelelős lesz. A kinevezés szorongató aktualitása, a Magyarországon hamarosan megrendezésre kerülő rendőr-világtalálkozó, erre kellene különleges programot kitalálni. Pici tava kapóra jön, megszületik a zseniális ötlet, rendőr-horgászvilágbajnokságot kell rendezni. |     |                                 |                               |                             |                                          |
| 260. | 44. | Vendég a háznál, öröm a háznál  | Kolos István                  | Zsila Ákos                  | 1996. november 2. szombat 19:05, MTV2    |
| Károly botanikai konferenciáról érkezik haza, némileg kimerülten, hóna alatt egy zambiai törpefával. Elmondja, rendkívül kényelmetlenül utazott a vonaton, egy fokhagymaszagú idős férfi társaságában, akinél speciálisan felruházott kutya is volt. A férfi a következő pillanatban egyszer csak beállít a kutyájával, amelynek hátára egy bőröndfül van felszerelve. Kiderül, az idős úr a Nagypapa gyerekkori pajtása Alsó-Kövesdről, hozzá érkezett, és itt szeretne eltölteni néhány napot. |     |                                 |                               |                             |                                          |
| 261. | 45. | Egy igaz barát                  | Vas-Zoltán Iván               | Pertics Róbert              | 1996. november 9. szombat 19:05, MTV2    |
| Nagymama meghívja barátnőjét, Rózsikát pihenni egy pár napra Egerbe, mert „neki van igaz barátnője”. Nagypapa ezen mélyen megbántódik, mert az utóbbi időben neki valóban nincs kivel barátkoznia. Közben Ágica tiltása ellenére, éjszaka titokban internet lázban ég az egész család. Mindenki szeretne valamit, Károly növényeket kutat, Nagypapa barátokat, Jojó szabásmintákat szeretne letölteni, Kriszta pedig tudni akarja végre, hogy hol van Péter. A gépet persze az ikrek kezelik... |     |                                 |                               |                             |                                          |
| 262. | 46. | A látszat csal                  | Vas-Zoltán Iván               | Vajda Anikó                 | 1996. november 16. szombat 19:05, MTV2   |
| Ági két napra elutazik fontos üzleti ügyben. A háztartás vezetését és a családot ezúttal Krisztára bízza. Kriszta legjobb tudása szerint próbál mindent megszervezni, mégis valósággal megbénul otthon az élet. Ennek oka elsősorban az, hogy a Nagypapa és Ádám szerelmi élete – úgy tűnik – kátyúba jut. Huszár úr viszont felbukkan, és Debbie is új kalanddal lepi meg a családot. Na, és persze Margitka... Őt sosem lehet otthon találni. |     |                                 |                               |                             |                                          |
| 263. | 47. | Ki nevet a végén…               | Kalmár András                 | Sultz Sándor                | 1996. november 23. szombat 19:05, MTV2   |
| Debbie különös, nyomasztó álmot lát. Jojó pályázatát visszautasítják, sőt, el is tanácsolják a divattervező pályától. Debbie kétségbeesetten próbálja megfejteni az álom jelentését, Jojó pedig a kukába dobja rajzait. A család akcióba kezd... |     |                                 |                               |                             |                                          |
| 264. | 48. | Drótszamár                      | Szurdi Miklós                 | Pertics Róbert              | 1996. november 30. szombat 19:05, MTV2   |
| Alföldi ismét feltűnik a kávéházban, és a Nagypapa ennek nem nagyon örül. Nem úgy Hajnalka és Vili, akik messiásként fogadják az üzletembert. Kövér Lajosnak a nyúltenyésztők programja érdekében ugyanis azonnal szüksége lenne egy olcsó kerékpárra... A baj csak az, hogy Kövérnek ezen felül meg kellene még tanulnia biciklizni is. |     |                                 |                               |                             |                                          |
| 265. | 49. | Hapci                           | Kolos István                  | Vajda Anikó                 | 1996. december 7. szombat 19:05, MTV2    |
| Az ikrek nehéz hét előtt állnak. Az iskolában mindennap dolgozatírás lesz. Nem csoda, hogy semmi kedvük suliba menni, megpróbálnak inkább kibújni a feladat alól. A nagy ötlet Ricsi fejében születik meg. El kell játszaniuk, hogy betegek! Szándékuktól függetlenül másnap reggelre azonban tényleg kitör az influenzajárvány a Szép családban, már színlelni sem kell. Így, persze, már nem olyan izgalmas a dolog. |     |                                 |                               |                             |                                          |
| 266. | 50. | Pici, a hódító                  | Szurdi Miklós                 | Vajda Katalin               | 1996. december 14. szombat 19:05, MTV2   |
| Hajnalka boldogan újságolja Áginak, hogy Vili hamarosan eljegyzi az ő Krisztáját. Ági arra célozgat Péternek, hogy lehetne egy kicsit határozottabb az ő Krisztájával. Ezek után a Szép és Kövér család tagjai együtt és külön-külön elmennek karácsonyi bevásárlásra. |     |                                 |                               |                             |                                          |
| 267. | 51. | Mónika egyéniség lesz           | Vas-Zoltán Iván               | Sinkó Péter                 | 1996. december 21. szombat 19:05, MTV2   |
| Betörnek a kávéházba, Alföldi tanácsára Szépék három zárat szerelnek fel az ajtóra. Hiába. A betörés megismétlődik. Ráadásul nem szokványos bűnesetről van szó, a behatoló ugyanis semmit sem visz el, különösebb kárt nem okoz, csak szétvagdalja a kávés- és teászacskókat, dobozokat. Eközben a látogatóba érkező Mónika ugyancsak meglepi az éppen cikket író Krisztát. Következő alkalommal különös csomagot hoz magával... |     |                                 |                               |                             |                                          |
| 268. | 52. | Ilyen vagyok                    | Kalmár András                 | Vajda Anikó                 | 1996. december 28. szombat 19:05, MTV2   |
| Kriszta születésnapjára készül a család, de nem tudják, mivel ajándékozzák meg, mert az utóbbi időben egy kicsit megváltozott. Sokat van Jojóval, és ez nem tetszik Péternek, de a Szép szülők, sőt a nagyszülők is tanácstalanok... |     |                                 |                               |                             |                                          |

### Hetedik évad
| Sor. | Év. | Cím                                                   | Rendező                        | Író                            | Premier                                  |
| --- | --- | ----------------------------------------------------- | ------------------------------ | ------------------------------ | ---------------------------------------- |
| 269. | 1.  | Marci macskái                                         | Felvidéki Judit                | Szántó Péter                   | 1997. január 4. szombat 19:05, MTV2      |
| A Szép család váratlanul örökséghez jut. A családfő, Károly el akarja titkolni a hírt, azt szeretné, hogy meglepetés legyen. Fáradozása – természetesen – nem jár sikerrel, tehát alig két percen belül a család minden tagja tudomást szerez róla. Sőt, sok minden másról is, amiről még magának Károlynak sincs sejtése... |     |                                                       |                                |                                |                                          |
| 270. | 2.  | Újra együtt                                           | Kolos István                   | Vajda Anikó                    | 1997. január 11. szombat 19:05, MTV2     |
| Ági és Károly kettesben maradnak este, mert az összes fiatalnak programja van. Nagypapa elutazott, Nagymama a kávézóban kiszolgál. Ez a ritka alkalom felkavarja őket, és ettől kezdve a család meglepve veszi észre, hogy mind a ketten el-eltünedeznek esténként. Hogy merre járnak, és kivel találkoznak, azt nem sejti senki... |     |                                                       |                                |                                |                                          |
| 271. | 3.  | Téli túra – 1. rész                                   | Szurdi Miklós                  | Pertics Róbert                 | 1997. január 18. szombat 19:05, MTV2     |
| Csibi kéthetes jutalomutazást kap egy osztrák síparadicsomba, magától az osztrák rendőrségtől, mert elfogott egy körözött gazfickót, aki hónapokkal ezelőtt egy ottani börtönből szökött meg. Természetesen Mónika is vele tart, ahogy a Szép család és a barátok is. De milyen kalandok várnak rájuk? Pláne akkor, ha Péter is pont ott síoktató... |     |                                                       |                                |                                |                                          |
| 272. | 4.  | Téli túra – 2. rész                                   | Kolos István, Szurdi Miklós    | Pertics Róbert                 | 1997. január 25. szombat 19:05, MTV2     |
| Az ausztriai kirándulás kicsit szomorúan indul, de miután Károly megtelefonálja Ágicának, hogy úton vannak Ádámmal, Krisztával és a kis Benjikével, még Nagymama is felönt a garatra egy kis rumos teával a jó hírre. Egyedül Csibi érzi magát pocsékul, mert minden meleg ruhája otthon maradt, no meg a pénz is. Kriszta fogadalma, hogy egész úton franciául fog beszélni a nyelvvizsga miatt, rengeteg bonyodalomhoz vezet...                                                                                     |     |                                                       |                                |                                |                                          |
| 273. | 5.  | Téli túra – 3. rész                                   | Kolos István, Szurdi Miklós    | Pertics Róbert                 | 1997. február 1. szombat 19:05, MTV2     |
| A Szép család ausztriai kirándulása folytatódik, egy váratlan esemény azonban teljesen megdöbbenti a famíliát, de nagy az öröm, végre mindenki együtt. Csak Hajnalka szomorú egy kicsit Lajos miatt. A Nagypapa elveszett szemüvegét az egész család keresi, Csibinek lesz meleg ruhája, egy lassúsági síversenyre is sor kerül, csak Kriszta olyan furcsa... |     |                                                       |                                |                                |                                          |
| 274. | 6.  | Csendélet őzsülttel                                   | Vas-Zoltán Iván                | Lengyel Gabriella              | 1997. február 8. szombat 19:05, MTV2     |
| Ági szeretné meglepni Károlyt. Azt tervezi, hogy újra elkészíti első közös báljuk ünnepi menüjét, egy speciális őzsültet. Károly mit sem sejt minderről, beviszi hát a napok óta a kamrában pácolódó őzhúst az intézetbe, és megeteti egy húsevő virággal. Ági sírva rohan el otthonról. A Nagypapa – talán életében először – nyer a lóversenyen. Szivaros Frici, mert közösen játszottak, egy festménnyel fizeti ki őt. A kép hamarosan felbolygatja a család amúgy sem nyugodt életét...                           |     |                                                       |                                |                                |                                          |
| 275. | 7.  | Kísért a múlt                                         | Szurdi Miklós                  | Vajda Anikó                    | 1997. február 15. szombat 19:05, MTV2    |
| Pétert, Kriszta barátját telefonon keresi fel egykori szerelme, Kitti, és találkozót kér tőle. Péter attól tart, hogy régi fogadalmát akarja behajtani a lány, miszerint, ha bármikor jelentkezik, el fogja venni feleségül. Péter próbálja elmondani Krisztának lelki terhét, de Kriszta annyira dolgozik egy cikken, hogy nem ér rá. Kétségbeesésében Ricsit avatja be egy konyak mellett a történetbe, amit véletlenül azonban más is meghall...                                                                   |     |                                                       |                                |                                |                                          |
| 276. | 8.  | Mennyből a garzon                                     | Kalmár András                  | Sultz Sándor                   | 1997. február 22. szombat 19:05, MTV2    |
| Vili az ő Krisztájával saját, önálló életre vágyik. Lajos bár nehezen, de beleegyezik abba, hogy a fiatalok albérletet keressenek, és elköltözzenek. Igen ám, de ez nem is olyan egyszerű. Közben kiderül, hogy Ágoston nagypapának is volt egy garzonlakása Bécsben, amiről Vilma, sőt még Debbie nem tudott... |     |                                                       |                                |                                |                                          |
| 277. | 9.  | Walter                                                | Vas-Zoltán Iván                | Lakatos György                 | 1997. március 1. szombat 19:05, MTV2     |
| Szépékhez minden előzetes bejelentés nélkül beállít egy amerikai fiatalember. Elmondása szerint Ádám régi barátja. A família legnagyobb meglepetésére rögtön be is költözik magyar barátja szobájába. Kiderül, hogy az egyik Las Vegas-i kaszinóban ismerkedtek meg. A gond csak az, hogy Ádám nagyon sok pénzzel tartozik neki. Sőt, nem is csak pénzzel... |     |                                                       |                                |                                |                                          |
| 278. | 10. | Kvíz iszony                                           | Vas-Zoltán Iván                | Zsila Ákos                     | 1997. március 8. szombat 19:05, MTV2     |
| Kövéréknél csőtörés van, a lakást és az üzletet is elárasztja a víz. Hajnalka kétségbeesetten újságolja, hogy Lajos bejutott a televízió egyik műveltségi vetélkedőjébe, de most majd nem ér rá készülni, mert a házat kell rendbe hoznia. Szépék elhatározzák, hogy segítenek. A fiatalok majd kiszárítják a lakást, Lajos pedig odaköltözik hozzájuk, hogy minden energiáját a felkészülésre fordíthassa. |     |                                                       |                                |                                |                                          |
| 279. | 11. | Ideg vacsora                                          | Szurdi Miklós                  | Sinkó Péter                    | 1997. március 15. szombat 19:05, MTV2    |
| Károly támogatást akar szerezni az intézetnek, ezért meghívja vacsorára az egyik nagy bank vezérigazgatóját. Úgy érzi, hogy egy ilyen fontos üzleti tárgyalást csak megzavarna a Nagymama és Nagypapa jelenléte, ezért megpróbálja őket eltávolítani. A nagyszülők mélyen megbántódnak. Ekkor azonban váratlanul mégis meghívást kapnak a vacsorára, igaz, valaki mástól. |     |                                                       |                                |                                |                                          |
| 280. | 12. | Boldizsár, a jó öreg Boldizsár – 1. rész              | Kolos István                   | Vajda Katalin                  | 1997. március 22. szombat 19:05, MTV2    |
| Vili egy hétre elutazik Krisztájával, megkéri Picit és Rózsikát, helyettesítsék őt az üzletben. Hajnalka és Rózsika egyik délelőtt az üzlet kirakatából kitekintve, ismerősöket fedeznek fel, két Boldizsár keresztnevű urat. Kiderül, hogy az idősebb Rózsika, a fiatalabb Hajnalka rajongója volt, jó néhány évvel ezelőtt. Aztán Lajosról is kiderül még valami... |     |                                                       |                                |                                |                                          |
| 281. | 13. | Boldizsár, a jó öreg Boldizsár – 2. rész              | Vas-Zoltán Iván                | Vajda Katalin                  | 1997. március 29. szombat 19:05, MTV2    |
| Mint kiderül, Kövér Lajosnak van egy huszonhét éves, ugyancsak Lajos nevű fia. De kitől? És mit fog szólni Hajnalka? És mi lesz a Boldizsárokkal? Vajon sikerül minden kérdésre választ kapni? |     |                                                       |                                |                                |                                          |
| 282. | 14. | Nagypapa eljegyzése                                   | Felvidéki Judit                | Vajda Anikó                    | 1997. április 5. szombat 19:05, MTV2     |
| A Nagypapa úgy gondolja, itt az ideje megkomolyodni, meg aztán Margitkát sem kellene már tovább hitegetni. Elhatározza, hogy eljegyzi a hölgyet. Mindenkit felkészületlenül ér a bejelentés, a család felbolydult méhkashoz hasonlít. Ki-ki a maga módján készülni kezd a jeles alkalomra. Az eljegyzést azonban régi szokás szerint még megelőzi egy legénybúcsú... |     |                                                       |                                |                                |                                          |
| 283. | 15. | Fessünk, fessünk valamit…                             | Kolos István                   | Pertics Róbert                 | 1997. április 12. szombat 19:05, MTV2    |
| Ági kétségbeesetten veszi észre, hogy a család elfoglaltsága miatt Benji állandóan a tévét nézi, és már-már függőségi helyzetben van tőle. Lelkiismeret-furdalástól áthatva mozgósítja az egész családot, hogy értelmes, korának megfelelő játékokkal próbálják a kisfiút elhódítani a tévékészülék elől. Az igazi megoldást mégsem ők találják meg. |     |                                                       |                                |                                |                                          |
| 284. | 16. | Skandináv statisztika                                 | Kalmár András                  | Sinkó Péter                    | 1997. április 19. szombat 19:05, MTV2    |
| Ádám elmélyülten olvas, miközben Jojó megpróbálja őt valamilyen állásfoglalásra bírni. Csak amikor a lány elrohan, jön rá, hogy nem is emlékszik pontosan, mi volt a kérdés, illetve... Jojó biztos, hogy házassági ügyben várt tőle határozott választ. De mit is tegyen valójában? A családhoz fordul tanácsért, aztán jönnek a barátok, sőt, még valaki más is... |     |                                                       |                                |                                |                                          |
| 285. | 17. | Diszkréció és elegancia                               | Szurdi Miklós                  | Lengyel Gabriella              | 1997. április 26. szombat 19:05, MTV2    |
| Pici fontos megbízást kap. Egy nagyvállalat igazgatója mellé kell titkárnőt szereznie. Hirdetést ad fel, hogy fényképes jelentkezés alapján kiválassza a megfelelőt. A válogatás helyszínéül a Szép Kávéházat jelölte meg. A hirdetésre sokan válaszolnak, így a válogatás előtt Ádámot is be kell avatnia a dologba. Hamarosan azonban mások is tudomást szereznek a titokzatos akcióról. |     |                                                       |                                |                                |                                          |
| 286. | 18. | Lili                                                  | Vas-Zoltán Iván                | Sultz Sándor                   | 1997. május 3. szombat 19:05, MTV2       |
| Alföldi kétségbeesve zuhan be Szépékhez: életveszélyes helyzetbe került. Egy nagyvállalkozó megbízásából százötvenezer forintot érő gyűrűt vásárolt, amelyet elveszített. Félő, hogy az üzletember nem hagyja annyiban az esetet. Szépék elhatározzák, hogy megpróbálnak segíteni. Ekkor bombaként robban Ricsi bejelentése: Misi üzeni, megnősül, és ma este a menyasszonya is ott alszik. |     |                                                       |                                |                                |                                          |
| 287. | 19. | Mindennek lelke van                                   | Felvidéki Judit                | Vajda Anikó                    | 1997. május 10. szombat 19:05, MTV2      |
| Ádám váratlanul, és teljesen megmagyarázhatatlan módon depresszióba esik. Nem megy be a kórházba, csak fekszik a szobájában, senkit nem akar látni, még Jojót sem. Vili először Krisztának segít egy bonyolult újságírói feladat elvégzésében, majd rábukkan Ádám búskomorságának titkára, és hirtelen saját életében is döntő változás következik be. |     |                                                       |                                |                                |                                          |
| 288. | 20. | Vili, a bölcs                                         | Vas-Zoltán Iván                | Vajda Anikó                    | 1997. május 17. szombat 19:40, MTV2      |
| Vili szakít szerelmével, Gellért Krisztával. Hajnalka és Lajos teljesen kiborul, s noha titkolják Vili előtt, attól félnek, hogy a fiú összeroppan a csalódástól. Vilinek azonban esze ágában sincs összeroppanni, sőt... Egész különös változásokon megy keresztül. Kövérék és Szépék teljes értetlenséggel és egyre növekvő félelemmel szemlélik a fiú átalakulását, az ikrek azonban – egy különös eset kapcsán – megfejtik a rejtélyt.                                                                            |     |                                                       |                                |                                |                                          |
| 289. | 21. | Valami furcsa van                                     | Kolos István                   | Vajda Anikó                    | 1997. május 24. szombat 19:40, MTV2      |
| Krisztának sürgősen meg kéne írnia egy cikket a szülésre készülődő nők problémáiról, de hirtelen valami furcsa érzés keríti hatalmába. Egyszerre más dolgok tűnnek fontosabbnak, többet szeretne privát női dolgokkal foglalkozni. Telefonon olvassa be a cikket a főszerkesztőnek. Az ikrek kihallgatják, és félreértik a helyzetet. Azt hiszik, hogy Kriszta akar szülni. A családot lázba hozza a hamis információ. Ági világosítja fel őket, csak egy cikkről van szó. Az igazi meglepetés ezután következik.     |     |                                                       |                                |                                |                                          |
| 290. | 22. | A „csúcs” találkozó                                   | Vas-Zoltán Iván                | Pertics Róbert                 | 1997. május 31. szombat 19:40, MTV2      |
| Csibi annak idején katonai középiskolában érettségizett. Egykori osztálytársa többéves tanulmányait befejezve most tér haza Amerikából, az egyik legelitebb katonai kiképzőközpontból. A tiszteletére Csibi igazi „gyakorlótéri” osztálybulit szervez az átépítés alatt álló Szép Kávéházban. Ági határozottan elutasítja a derék rendőr kérését, a férfiszolidaritás azonban ezúttal győzedelmeskedik: elhatározzák, hogy Károly segítségével eltávolítják a ház asszonyát. A terv nem az elképzelés szerint alakul. |     |                                                       |                                |                                |                                          |
| 291. | 23. | Sztrofantusz, avagy épül az Internet kávézó – 1. rész | Szurdi Miklós                  | Sinkó Péter                    | 1997. június 7. szombat 19:40, MTV2      |
| Polgár úr, aki építési nagyvállalkozó, és szabadidejében egzotikus növényeket gyűjt, egy különleges példány reményében elvállalja a kávéház átépítését, sőt, egymillió forint kedvezményt is ad, ha megkapja a hihetetlenül ritka botanikai csodát, a sztrofantuszt. Az átépítés során kiderül, hogy Polgár úr az üzletben nem ismer tréfát. Az alvilági megtorlás módszerétől sem riad vissza. |     |                                                       |                                |                                |                                          |
| 292. | 24. | Sztrofantusz, avagy épül az Internet kávézó – 2. rész | Vas-Zoltán Iván                | Sinkó Péter                    | 1997. június 14. szombat 19:40, MTV2     |
| Az átépítés befejezése előtt, a Károly intézetében féltve őrzött szrofantusz megsemmisül. Pedig a megállapodás szerint ezt a növényt a vállalkozó kapta volna, s cserébe egymillió forinttal kevesebbet kért volna a kávézó átépítéséért. Szépéknek azonban nincs elfekvő egymillió forintjuk, a sztrofantusz pedig Afrikában terem. Az építési vállalkozó – aki üzleti érdekeit akár alvilági módszerekkel is érvényesíti – másnap akarja megkapni az egzotikus növényt.                                             |     |                                                       |                                |                                |                                          |
| 293. | 25. | Szerelem, szerelem – 1. rész                          | Szurdi Miklós, Kalmár András   | Sultz Sándor                   | 1997. június 21. szombat 19:40, MTV2     |
| Jojó és Ádám keményen összerúgják a port. A vita nagyon elmérgesedik, végül Jojó elrohan a butikba. A Nagypapa Kardos századossal katonai látcsövet megy vásárolni – egyelőre ismeretlen okokból. Hamarosan Ádám is megjelenik a bevásárlóközpontba, és titkolózik. A százados váratlanul megpillantja egyik ismerősét. |     |                                                       |                                |                                |                                          |
| 294. | 26. | Szerelem, szerelem – 2. rész                          | Szurdi Miklós                  | Sultz Sándor                   | 1997. június 28. szombat 19:40, MTV2     |
| A szerelmi kergetőzés folytatódik. Jojó és Ádám annyira megorrolt egymásra, hogy semmi esélyük nincs a kibékülésre. Változatlanul egymást okolják a történtekért. Kardos százados tovább keresi az ismerős ismeretlent. A Nagypapa lumbágója pedig makacsnak látszik... |     |                                                       |                                |                                |                                          |
| 295. | 27. | Károly nem olyan                                      | Kolos István                   | Vajda Anikó                    | 1997. július 5. szombat 19:40, MTV2      |
| Váratlanul kiürül a ház, csak Ágnes és Károly marad otthon. Ágnes nagyon megörül ennek, mert éppen az előző napon kerekedett heves szóváltásba Mónikával és Debbie-vel. Azon vitatkoztak hogy törvényszerű-e az unalom, ha néhány év együttélés után az ember lánya kettesben marad férjével. Ági szerint Károly mellett nem lehet unatkozni. A gyakorlat azonban azt igazolja, talán mégis... Mónika tanácsa talán még segíthet.                                                                                     |     |                                                       |                                |                                |                                          |
| 296. | 28. | Uccu neki, szaladjunk!                                | Felvidéki Judit                | Pertics Róbert                 | 1997. július 12. szombat 19:40, MTV2     |
| Csibi, aki az elmúlt hónapokban lefogyott, most attól retteg, hogy felszedi, amit nagy nehezen leadott. Márpedig a főnök hallani sem akar arról, hogy újra kihízza a nadrágját. A hadnagy kétségbeesetten szenved a szaunában. Ennek kétségkívül van némi eredménye, viszont rendkívül káros a szívének. Kardos százados az általa favorizált futást javasolja. Felajánlja, hogy együtt fut vele. |     |                                                       |                                |                                |                                          |
| 297. | 29. | Tiszaparti party – 1. rész                            | Szurdi Miklós, Kolos István    | Vajda Anikó                    | 1997. július 19. szombat 19:40, MTV2     |
| Szépék levelet és csomagot kapnak egy Szeged melletti tanyáról. A csomagban jóféle „házi disznóság”, a levélben pedig meghívás a Szép család és barátai részére. A feladók pedig nem mások, mint Kőrösi Jolán szülei. Szépék azonnal elhatározzák, hogy az idei nyaralás Szegeden és környékén lesz. |     |                                                       |                                |                                |                                          |
| 298. | 30. | Tiszaparti party – 2. rész                            | Szurdi Miklós, Kolos István    | Vajda Anikó                    | 1997. július 26. szombat 19:40, MTV2     |
| Szépék és barátaik hiába érkeznek a megadott időpontra Szegedre, Jojó szülei sehol sincsenek. Jojó magyarázatai is egyre zavarosabbak, míg végül Ági el nem határozza, végére jár a dolognak... |     |                                                       |                                |                                |                                          |
| 299. | 31. | Tiszaparti party – 3. rész                            | Szurdi Miklós, Kolos István    | Pertics Róbert                 | 1997. augusztus 2. szombat 19:40, MTV2   |
| Az egész család, de leginkább Ádám magyarázatot vár Jojótól. Ki Géza? Kik valójában a szülei, s miért menekül? És ki is akar eljegyzést? |     |                                                       |                                |                                |                                          |
| 300. | 32. | Gyereknap avagy Tempus Belli                          | Vas-Zoltán Iván                | Sinkó Péter                    | 1997. augusztus 9. szombat 19:40, MTV2   |
| Károly Londonba készül, ezért legújabb kedvencét a Tempus Belli nevű növényt Ágnes gondjaira szeretné bízni. Áginál azonban elszakad a cérna. Rádöbben, hogy a családban mindenki éli a maga életét, és semmi mással nem törődik, így minden fontos döntés rá hárul. Úgy érzi, itt az ideje, hogy a családban végre mindenki a maga lábára álljon, méghozzá az ő közreműködése nélkül. |     |                                                       |                                |                                |                                          |
| 301. | 33. | Fűben, fában orvosság                                 | Szurdi Miklós                  | Lengyel Gabriella              | 1997. augusztus 16. szombat 19:40, MTV2  |
| Károlynak se éjjele, se nappala. Állandó fogfájás gyötri. Mégis hősiesen tűri a fájdalmat, azon egyszerű oknál fogva, hogy retteg a fogorvostól. Igyekszik is eltitkolni fájdalmát a többiek elől. Természetesen nem sokáig tartható ez a helyzet. A család hamar rájön a titokra, és összefognak, hogy valamilyen csellel elcipeljék a doktorhoz. |     |                                                       |                                |                                |                                          |
| 302. | 34. | Ábrándok napja                                        | Vas-Zoltán Iván                | Sultz Sándor                   | 1997. augusztus 23. szombat 19:40, MTV2  |
| Károly kétségbeesetten javítja egyetemi tanítványai szakdolgozatait, Lajos pedig azon morfondírozik, hogy eladja az állatkereskedést, mert Vili sohasem ér rá. Péter be akarja fejezni a síoktatói pályafutását, hogy születendő gyermeke és Kriszta mellett maradhasson. A férfiak úgy érzik, fokozatosan feladni kényszerülnek ifjúkori álmaikat, ambícióikat. |     |                                                       |                                |                                |                                          |
| 303. | 35. | Ha megáll az ész...                                   | Kolos István                   | Kiss József                    | 1997. augusztus 30. szombat 19:30, MTV2  |
| Különös esemény történik egyik éjszaka. Károly féltve őrzött, különlegesen értékes virágát valaki leveri az asztalról. Áginak halaszthatatlanul szüksége lesz az előző napi bevételre, amit Nagypapa valami miatt nem adott le; egyébként a virág tönkretételével is őt gyanúsítják. Nagypapa viszont az egész tegnapi napra nem emlékszik... |     |                                                       |                                |                                |                                          |
| 304. | 36. | Control V                                             | Felvidéki Judit                | Lengyel Gabriella              | 1997. szeptember 6. szombat 19:30, MTV2  |
| Károly tanulmányát számítógéppel írja, de ehhez csendre és nyugalomra lenne szüksége. Lajos végig vele van, és segíti munkáját, de a család többi tagja felbolydult méhkasra hasonlít. Az ikrek jelmezbálba készülnek, Jojó kollekciót tervez, Kriszta, Ágica és Hajnalka sürög-forog. És ekkor elszáll a 150 oldalas dolgozat... |     |                                                       |                                |                                |                                          |
| 305. | 37. | Telefonházasság                                       | Vas-Zoltán Iván                | Vajda Katalin                  | 1997. szeptember 13. szombat 19:30, MTV2 |
| Péter szinte belebetegszik abba, hogy hamarosan megszületik a gyereke, és Kriszta mégsem akar hozzámenni feleségül. Kriszta teljesen depressziós attól, hogy mindjárt szül, de Péter újabban nem hajlandó megkérni a kezét. Ez így nem mehet tovább! Így gondolja ezt Misi és a többi fiú is Péter körül, így gondolja Rózsika Ágival és a barátnőivel, de Károly és Lajos is. Kell egy igazi meglepetés... |     |                                                       |                                |                                |                                          |
| 306. | 38. | Lajos, a mozgófényképész                              | Vas-Zoltán Iván                | Pertics Róbert                 | 1997. szeptember 20. szombat 19:30, MTV2 |
| Amíg Kriszta és Ágica a Balatonon vannak, addig a család meglepetéssel készül. Lajos rendezésében dokumentumfilmet forgatnak az érkező kis jövevénynek, hogy bemutassák a Szép család életét a Pitypang utca 27-ben... |     |                                                       |                                |                                |                                          |
| 307. | 39. | Agyő, cinkelt lapok!                                  | Felvidéki Judit                | Vajda Anikó                    | 1997. szeptember 27. szombat 19:30, MTV2 |
| Nagypapának születésnapja van, és miután szép kerek számról van szó, a család úgy határoz, hogy különleges dologgal lepi meg; a jeles napon az ünnepeltnek minden olyan dolgot szabad csinálni, amit eddig tiltottak neki, amitől eddig óvták: kimehet a lovira, elmehet kártyázni a Gödörbe, sőt, még a poharat is emelgetheti, ha kedve tartja. Nagypapa azonban váratlan módon fogadja a kínálkozó lehetőséget...                                                                                                  |     |                                                       |                                |                                |                                          |
| 308. | 40. | Hévíz, avagy jó a Nagyi a háznál – 1. rész            | Szurdi Miklós, Felvidéki Judit | Lakatos György, Pertics Róbert | 1997. október 4. szombat 19:30, MTV2     |
| Bár már elkezdődött az iskola, Ricsi és Misi Hévízre vágyik. Ott tudnának ugyanis találkozni Peggy-vel és Becky-vel, akiket londoni útjuk során ismertek meg. Ebben Nagymama és Rózsika is cinkosságot vállalnak... |     |                                                       |                                |                                |                                          |
| 309. | 41. | Hévíz, avagy jó a Nagyi a háznál – 2. rész            | Szurdi Miklós, Kolos István    | Lakatos György, Pertics Róbert | 1997. október 11. szombat 17:15, MTV2    |
| Beállít Szépékhez az egész Kövér család. Senki sem akar lemaradni a kedvenc tévéműsoráról. Lajos ugyanis elkezdte kifesteni a lakást, és elcsomagolták a tévét. Ágicának eszébe jut, hogy amíg az ikrek Hévízen vannak, kifesthetnék az ő szobájukat is. Lajos boldogan elvállalja a munkát, bár egy kicsit lassan halad. Hévízen közben korántsem idilli a helyzet. Bár a környezet gyönyörű, a nagynéni mindenkinek az életét megkeseríti.                                                                          |     |                                                       |                                |                                |                                          |
| 310. | 42. | Kőmisztika                                            | Szurdi Miklós                  | Lengyel Gabriella              | 1997. október 18. szombat 17:15, MTV2    |
| A gimnáziumba új, fiatal, gyönyörű tanárnő érkezik. Az ikrek teljesen a hatása alá kerülnek. Az új tanárnőnek különös szenvedélye van, az ásványok, kőzetek világa. Úgy véli, minden embernek meg kell találnia a maga saját kövét. Az ikrek teljesen a hatása alá kerülnek. Közben Mónika az ideális nő versenyre készül... |     |                                                       |                                |                                |                                          |
| 311. | 43. | Tízből tíz (uszkve)                                   | Vas-Zoltán Iván                | Sultz Sándor                   | 1997. október 25. szombat 17:15, MTV2    |
| Szép és Kövér nagy sakkcsatával akarja ünnepelni a Szép család első unokájának születését, az alkalomra Csibi saját serlegét ajánlja fel. Mielőtt azonban elkezdődne a küzdelem, csapás éri a Kövér házat... |     |                                                       |                                |                                |                                          |
| 312. | 44. | Szép kis család – 1. rész                             | Kalmár András                  | Vajda Anikó                    | 1997. november 1. szombat 19:30, MTV2    |
| Több tantárgyból is bukásra áll Ricsi és Misi. A két nebulónak semmi kedve sincs a tanuláshoz. Csak a színjátszókör érdekli őket. Pontosabban nem is a színészmesterség elsajátításán jár az eszük, hanem a társulatot vezető tanárnő köti le a figyelmüket. Anyjuk úgy dönt, hogy amíg nem javítanak a tanulmányi eredményükön, nem járhatnak a szakkörbe. Károlyt küldi be az iskolába, hogy közölje a döntést a szakkörvezetővel. A tanárnő varázsa Károlyt sem hagyja hidegen.                                    |     |                                                       |                                |                                |                                          |
| 313. | 45. | Szép kis család – 2. rész                             | Felvidéki Judit                | Vajda Anikó                    | 1997. november 8. szombat 19:30, MTV2    |
| Miután kiderült, hogy az iskolai színjátszókör vezetője Károly kamaszkori szerelme, Pirike, Ágnes őrülten féltékeny lesz, úgy érzi családja, házassága került veszélybe. Közben Misi is féltékeny Ricsi színjátszós sikereire, nem is akarja tovább folytatni a szakkört. Arról nem is beszélve, hogy se Misi, se Ricsi nem akar hallani sem a pályaválasztásról. És ekkor megérkezik Pirike... |     |                                                       |                                |                                |                                          |
| 314. | 46. | Gengszterek sofőrje                                   | Kolos István                   | Zsila Ákos                     | 1997. november 15. szombat 19:30, MTV2   |
| Miközben Alföldi szokatlan nagyvonalúsággal foglalja le az egész kávéházat Ágicánál, Mónika – besegítve Kövéréknek – véletlenségből eladja Lajos imádott varánuszát egy csokornyakkendős úrnak. Rádöbbenve a tévedésre, kétségbeesetten kér segítséget Szépéktől, Hajnalka pedig lelki sokkban van a következményként várható válástól. Jojónak mentő ötlete támad, egy fantomkép formájában, azzal azonban nem számol, hogy ezáltal az egész családot alvilági játszmák szövevényébe sodorja, akaratlanul.           |     |                                                       |                                |                                |                                          |
| 315. | 47. | Védelem bére                                          | Vas-Zoltán Iván                | Kiss József                    | 1997. november 22. szombat 19:30, MTV2   |
| A család hölgytagjai valamennyien Kriszta újszülött kislánya körül forgolódnak, ezalatt a háztartás és az üzlet gondja a férfiak nyakába szakad, épp ezért lázadni készülnek. Csak a Nagypapa teljesít szolgálatot a kávéházban. Ekkor váratlan látogatók érkeznek... |     |                                                       |                                |                                |                                          |
| 316. | 48. | Tejberizs                                             | Szurdi Miklós                  | Vajda Katalin                  | 1997. november 29. szombat 19:30, MTV2   |
| A Nagymama Ági régi kedvenc csemegéjét készíti a konyhában. Ismeretlen, fiatal női hang keresi Karit – azaz Károlyt – telefonon. A férfi megijed, magyarázkodni kezd, ám egyre jobban belebonyolódik. Lajos a segítségére siet. Azt mondja, Ági rosszul értette, nem Karit, hanem Kazit, vagyis Alföldit keresték. Ezek után villámgyorsan beavatja Alföldit a dologba, aki vállalja is a csábító férfi szerepét. Már csak azért is, mert éppen szerelmes. Csakhogy különös feltételekhez köti a segítséget.          |     |                                                       |                                |                                |                                          |
| 317. | 49. | Örökség                                               | Kalmár András                  | Sinkó Péter                    | 1997. december 6. szombat 19:30, MTV2    |
| Jutalomüdülésre mehetne Csibi, de nincsen hozzá kedve. Rábeszéli Ágikáékat, hogy menjenek el helyette az üdülőbe. A család nem szívesen hagyja el az otthon melegét, végül mégis hagyják magukat rábeszélni. Szépék Csibire és Mónikára hagyják a házat. Rövidesen kiderül, hogy a férfi amerikai rokonát várja. Csibi a Szép család házának és kávézójának fényképét küldte ki a bácsikájának. Ha ugyanis háza és üzleti vállalkozása van, nagy örökségre számíthat. Amikor az öregúr megérkezik, „hazakíséri”.      |     |                                                       |                                |                                |                                          |
| 318. | 50. | Szerenád, romantika                                   | Vas-Zoltán Iván                | Lengyel Gabriella              | 1997. december 13. szombat 19:30, MTV2   |
| Egy békés este. Vacsora közben megjelenik Rózsika és Pici egy csomó bőrönddel. Náluk ugyanis festés van, és ebben a helyzetben természetesen a barátoknál szeretnének lakni néhány napig. Másnap Rózsika régi kottát talál. Kedves dalocskát, amit annak idején neki írt az egyik udvarlója. Vili újra szerelmes, de nem tudja, hogyan hódíthatná meg szíve választottját. A barátai tanácsára szerenádra készül. Kapóra jön az elfeledett kotta...                                                                   |     |                                                       |                                |                                |                                          |
| 319. | 51. | Mennyből egy angyal                                   | Szurdi Miklós                  | Kiss József                    | 1997. december 20. szombat 19:30, MTV2   |
| Ágica fáradt és dühös, még nem vásárolt senkinek ajándékot, s egyedül érzi magát ebben a nagy családban. Ádám dolgozik, az ikrek rövidesen kirepülnek, Krisztáék pedig el akarnak utazni a babával. Ágica aztán szerencsére rádöbben, hogy Benjikének és a kis árváknak is nagy szükségük van rá s a karácsonyi műsorra is, melyet az egész család nagy örömmel ad elő. És ekkor Krisztáék is megérkeznek... |     |                                                       |                                |                                |                                          |
| 320. | 52. | A vendég                                              | Szurdi Miklós                  | Bóka B. László                 | 1997. december 27. szombat 19:30, MTV2   |
| Meglepő bejelentést tesz Károly. Egy indiai botanikus érkezik az intézetbe, és kizárólag Szépéknél hajlandó csak megszállni. A vendégnek számos különleges szokása van. Állítólag csak hindi nyelven beszél, és csak hazai ételeket eszik. A család megpróbál felkészülni a váratlan vendéglátásra. |     |                                                       |                                |                                |                                          |

### Nyolcadik évad
| Sor. | Év. | Cím                                | Rendező                        | Író                                       | Premier                                 |
| --- | --- | ---------------------------------- | ------------------------------ | ----------------------------------------- | --------------------------------------- |
| 321. | 1.  | Pici, a sztár                      | Felvidéki Judit                | Vajda Anikó                               | 1998. január 3. szombat 19:30, MTV2     |
| Hosszú várakozás és sok sikertelen próbálkozás után úgy látszik, valóra válik Pici régi álma. Az egyik éjszakai rádióműsor szerkesztő-műsorvezetőjeként kap munkát. A bemutatkozó adás olyan jól sikerül, hogy a legközelebbi alkalomra fölajánlják neki a délelőtti műsor szerkesztését. Ettől kezdve Pici úgy érzi, senki és semmi nem állhat a siker útjába. Óriási önbizalommal lát a feladathoz. Hamarosan azonban alábbhagy kezdeti lelkesedése.                                                                       |     |                                    |                                |                                           |                                         |
| 322. | 2.  | A beképzelt beteg                  | Kolos István                   | Pertics Róbert                            | 1998. január 10. szombat 20:00, MTV2    |
| Ádámot napok óta zaklatja egy bizonyos Verpeléti úr a nyavalyáival. Miután minden vizsgálata negatív, Ádám nem bírja tovább, és beolvas az „álbetegnek”. Másnap telefonüzenetet kap a család, miszerint Verpeléti úr az intenzív osztályon fekszik, élet és halál között. Ádám teljesen összeomlik, és abba akarja hagyni az orvosi pályát. |     |                                    |                                |                                           |                                         |
| 323. | 3.  | Cseregyerek visszajár              | Szurdi Miklós                  | Lakatos György                            | 1998. január 17. szombat 20:00, MTV2    |
| A Szép családot különös hír rázza meg. Egy nő azt állítja, hogy szüléskor az ikreket elcserélték és valójában Misi és Ricsi az ő fiai, míg Ágica két lányt szült. Kriszta nyomozásba kezd... |     |                                    |                                |                                           |                                         |
| 324. | 4.  | Hószakadás                         | Vas-Zoltán Iván                | Sultz Sándor                              | 1998. január 24. szombat 20:00, MTV2    |
| Az egészségi állapotára hivatkozva, eltiltja a dohányzástól Nagypapát az orvos. Ebben csak az a különös, hogy Nagypapa soha nem is dohányzott. Misi újra reménytelenül szerelmes, másra sem tud gondolni, csak szíve választottjára. Pici teljesen kiborul kilátástalan anyagi helyzete miatt. Nem tudja, mit kell ilyenkor tenni. A család ugyancsak tehetetlennek és tanácstalan. Itt már csak a „haldokló” Nagypapa tuti tippje segíthet.                                                                                 |     |                                    |                                |                                           |                                         |
| 325. | 5.  | A buli                             | Kolos István                   | Vajda Anikó                               | 1998. január 31. szombat 20:00, MTV2    |
| Ricsi újra szerelmes, ezúttal reménytelenül. A hölgy ugyanis már foglalt. Szerelmi bánatában elmegy a kocsmába, és alaposan leissza magát, majd összeverekedik imádottja lovagjával. Végül néhány barátja támogatja haza. A szeme alatt hatalmas monokli éktelenkedik. Szépné a történtek miatt lefújja a hétvégi bulit, amit Misi kérésére szervezett. Senki sem sajnálja az elmaradt mulatságot, hiszen csak felborította volna az egész család programját. Egyedül Misi szomorkodik.                                      |     |                                    |                                |                                           |                                         |
| 326. | 6.  | Természeti katasztrófa             | Felvidéki Judit                | Lengyel Gabriella                         | 1998. február 7. szombat 20:00, MTV2    |
| 327. | 7.  | Kecskefej                          | Szurdi Miklós                  | Sinkó Péter                               | 1998. február 14. szombat 20:00, MTV2   |
| 328. | 8.  | Ágikám, te ezt nem tudhatod        | Vas-Zoltán Iván                | Vajda Anikó                               | 1998. február 21. szombat 20:00, MTV2   |
| Hajnalkánál, úgy tűnik, betelt a pohár. Végérvényesen összeveszni látszik Lajossal. Szépék vidékre utaznak, Ági régen látott nagynénjéhez, de az utazás előtt megpróbálják vigasztalni a válni készülő Kövér házaspárt. A Szép-lakás üresen marad, és az egymás elől menekülő Lajos és Hajnalka itt talál menedéket. |     |                                    |                                |                                           |                                         |
| 329. | 9.  | Ucca neki, szaladjunk              | Felvidéki Judit                | Sultz Sándor                              | 1998. február 28. szombat 20:00, MTV2   |
| 330. | 10. | Don Juan, de Kövér                 | ?                              | Sultz Sándor                              | 1998. március 7. szombat 20:00, MTV2    |
| Ricsi körül botrány tör ki az iskolában, a biológia szertárban rajtakapják csókolózás közben. Szépnét behívatja az osztályfőnök, ezalatt Kövér kétségbeesetten mutat meg Károlynak egy most érkezett levelet... |     |                                    |                                |                                           |                                         |
| 331. | 11. | Ha férfi vagy…                     | Szurdi Miklós                  | Kiss József                               | 1998. március 14. szombat 17:35, MTV2   |
| 332. | 12. | Akciós vásár                       | Felvidéki Judit                | Lengyel Gabriella                         | 1998. március 21. szombat 20:00, MTV2   |
| Hajnalkának elfogyott az utolsó tartalék pénze is. Ágitól kér kölcsön, de a Szép család is hasonló anyagi helyzetben van. Károly és Lajos meghallják feleségeik beszélgetését, és úgy döntenek, mostantól kezdve nem engedik az asszonyokat vásárolni, hanem ők maguk intézik a háztartási beszerzéseket, mondván, hogy a férfiak sokkal ügyesebbek... |     |                                    |                                |                                           |                                         |
| 333. | 13. | Holt szezon                        | Felvidéki Judit                | Sultz Sándor                              | 1998. március 28. szombat 20:00, MTV2   |
| Debbie-nek új hódolója akad, egyelőre csak virágcsokrokat küld, de várható, hogy merészebb ötlete is támad. Huszár minderről persze semmit nem sejt. A fiatalok csodálkozva tárgyalják Debbie föllángolását, mire Pici kijelenti, a legnagyobb hülyeség szerelmesnek lenni. Ádám és Péter nem ért vele egyet. |     |                                    |                                |                                           |                                         |
| 334. | 14. | A napló                            | Vas-Zoltán Iván                | Vajda Anikó                               | 1998. április 3. péntek 19:00, MTV1     |
| Ricsi már három hete nem jár iskolába, a nagypapa ötszázezer forintot vesztett a casinóban, Károlynak pedig új titkárnője van, aki egyben a szeretője is. Legalábbis ez áll Misi naplójában... |     |                                    |                                |                                           |                                         |
| 335. | 15. | Igazán örülünk – 1. rész           | Kolos István                   | Moravetz Levente                          | 1998. április 10. péntek 19:00, MTV1    |
| Szépékhez váratlanul bejelentkezik Károly régi barátja, egy világhírű bűvész. De még mielőtt személyesen is tiszteletét tenné, megkéri Károlyt, hogy néhány napig náluk tárolhassa műsorának kellékeit. A megérkező hatalmas csomagról hamarosan kiderül, hogy nemcsak tárgyakat rejt, hanem valódi állatokat is: például egy oroszlánt, sőt egy ártatlannak látszó nyulat is... |     |                                    |                                |                                           |                                         |
| 336. | 16. | Igazán örülünk – 2. rész           | Vas-Zoltán Iván                | Moravetz Levente                          | 1998. április 17. péntek 19:00, MTV1    |
| Károly kétségbeesetten próbálja titkolni Ági elől, hogy barátja nemcsak hatalmas dobozokkal és ládákkal pakolta tele a lakást, hanem ezekben különböző állatok is laknak. Az igazi botrány azonban nem a veszedelmesnek látszó oroszlán, hanem egy ártatlan kis nyúl miatt robban ki... |     |                                    |                                |                                           |                                         |
| 337. | 17. | Ostromállapot – 1. rész            | Kolos István                   | Zsila Ákos                                | 1998. április 24. péntek 19:00, MTV1    |
| Ágica és Károly egy botanikai konferenciára utazik, Ádám az üres lakásban jelmezes házibulit szeretne tartani. Pici végre összejön egy nagyon kedves lánnyal, akinek érdeklődése leginkább az állatokra irányul. És ekkor forgatja fel életüket Foltos Géza, aki éhségsztrájkba kezd a kávézóban... |     |                                    |                                |                                           |                                         |
| 338. | 18. | Ostromállapot – 2. rész            | Szurdi Miklós                  | Zsila Ákos                                | 1998. május 1. péntek 19:00, MTV1       |
| A kávéházban igazi ostromállapot uralkodik. A gazdátlan kutyák érdekében éhségsztrájkoló Foltos Géza sajtónyilatkozatai után a ház tele lesz kóbor ebekkel. A tisztiorvos bezárással fenyegeti a kávéházat, s eközben a Károly születésnapjára vásárolt téglákat is ellopják. Pici újdonsült barátnője felháborodva rohan el, mert azt hiszi, a fiúk drasztikus körülmények között akarnak megszabadulni a kutyáktól. Ennyi probléma megoldására a családban Ágica távollétében csakis Kriszta képes...                      |     |                                    |                                |                                           |                                         |
| 339. | 19. | Az albérlő – 1. rész               | Vas-Zoltán Iván                | Pertics Róbert                            | 1998. május 8. péntek 19:00, MTV1       |
| Károly és Ági kihurcolkodnak a telekre. A hazatérő Kriszta viszont döbbenten tapasztalja: a szobájában egy fürdőgatyás fiatalember lakik. Kétségbeesetten követel magyarázatot a kávéházban szolgálatban lévő Jojótól és Misitől. Az elbeszélésből egy bonyolult, veszedelmes történet bontakozik ki, amelyben bizony a Nagypapa is fontos szerepet játszik. |     |                                    |                                |                                           |                                         |
| 340. | 20. | Az albérlő – 2. rész               | Felvidéki Judit                | Pertics Róbert                            | 1998. május 15. péntek 19:00, MTV1      |
| Ádám csapattársa – aki beköltözött Kriszta szobájába és ezért cserébe Misit korrepetálja kémiából – folyamatosan rettegésben tartja a családot balul sikerült kísérleteivel. A jámbor, de kétbalkezes vegyészt azonban mégsem lehet csak úgy kitenni az utcára, hisz nincs hova mennie, mivel feleségének elege lett a sok kísérletből. Ráadásul Misi is megkedvelte a kísérletezést, még ha ez kémiaosztályzatain nem is látszik...                                                                                         |     |                                    |                                |                                           |                                         |
| 341. | 21. | Egy pohár víz                      | Kolos István                   | Felvidéki Judit                           | 1998. május 22. péntek 19:00, MTV1      |
| Károly hajnali háromkor felkel, hogy egy pohár vizet igyon. A mozgásra Ági is felriad. Károly állítja, hogy huszonegynéhány éve ez minden éjjel így van. Ági meg lehetetlennek tartja, hogy ő eddig soha nem ébredt fel. Már majdnem hajba kapnak, aztán abbahagyják a vitát. Mindketten meg vannak győződve arról, hogy a másik beteg. Ági és Károly titokban megkérik Ádámot, hogy vizsgálja meg a másikat. Eközben mindenki elfelejti, hogy az ikreknél az iskolában szülői értekezlet van...                             |     |                                    |                                |                                           |                                         |
| 342. | 22. | A régi család                      | Szurdi Miklós                  | Vajda Anikó                               | 1998. május 29. péntek 19:00, MTV1      |
| Ádám rengeteget ügyel, ezért kissé elhanyagolja Jojót, akinek egyszer csak elege lesz. Kriszta váratlan ajánlatot kap a lapjától, és amíg a cikket megírja, szeretné Annácskát Péter gondjaira bízni. Péter ellenzi, hogy Kriszta újra dolgozni kezdjen a gyerek mellett. Összevesznek. Kriszta hazaköltözik, és rögtön Ádámba botlik, akit meg Jojó hagyott faképnél. Természetesen Péter és Jojó is összefut hamarosan, és arra a következtetésre jutnak, ők talán feleslegesek a Szép famíliában...                       |     |                                    |                                |                                           |                                         |
| 343. | 23. | Amálka, az álommenedzser – 1. rész | Felvidéki Judit                | Lengyel Gabriella                         | 1998. június 5. péntek 19:00, MTV1      |
| Jojó súlyos válságba kerül. Elutasítják terveit egy divatpályázaton, és Ádám sem foglalkozik vele mostanában, csak munkájának él. Szépné és Kriszta megpróbálják visszaadni életkedvét, de ekkor beállít Dr. Tokaji, Ádám munkatársnője... |     |                                    |                                |                                           |                                         |
| 344. | 24. | Amálka, az álommenedzser – 2. rész | Felvidéki Judit                | Lengyel Gabriella                         | 1998. június 12. péntek 19:00, MTV1     |
| Jojó eltűnése teljes zavart idéz elő Szépéknél, ezt csak fokozza, hogy Kövéréknél meg Vili tűnt el és Amálka, a kecske. Miközben azonban Károly és Lajos az ajándék zsebkalkulátorokkal küszködnek, lassacskán fény derül a titokzatos esetekre... |     |                                    |                                |                                           |                                         |
| 345. | 25. | Animátörök – 1. rész               | Kolos István, Vas-Zoltán Iván  | Kiss József                               | 1998. június 19. szombat 16:55, MTV1    |
| Ricsi és Misi remek nyári munkát találnak nyárra, a török Riviérán dolgoznak egy klubszállodában animátorként. Ám a család is hamarosan befut, aminek a fiúk annyira most nem örülnek... |     |                                    |                                |                                           |                                         |
| 346. | 26. | Animátörök – 2. rész               | Kolos István, Vas-Zoltán Iván  | Kiss József                               | 1998. június 26. péntek 19:00, MTV1     |
| A török Riviérán nyaraló Szép család és persze barátaik igencsak aktívan nyaralnak, esetükben ez azt jelenti, hogy reggeltől estig meg sem állnak. A klubszállodában animátorként dolgozó ikrek alaposan megmozgatják őket „hálából”, amiért utánuk jöttek... |     |                                    |                                |                                           |                                         |
| 347. | 27. | Seperc, extra                      | Szurdi Miklós                  | Sultz Sándor                              | 1998. július 10. péntek 19:00, MTV1     |
| Mónika és Csibi kapcsolata úgy tűnik, végképp megfeneklik. Ági szeretne segíteni barátnőjének. Elhatározza, hogy meghívja magukhoz a kiborulás határán lévő Mónikát, költözzön hozzájuk egy időre, amíg egy kissé megnyugszik. A nyughatatlan természetű Alföldi új üzlettel kísérletezik. Ezúttal társkereső szolgálatot szeretne beindítani. A kezdetben értetlenkedő, sőt mereven elutasító magatartást tanúsító Szép család egy idő után érdeklődést mutat a vállalkozás iránt.                                          |     |                                    |                                |                                           |                                         |
| 348. | 28. | Amerikába, ha kimegy a zene        | Vas-Zoltán Iván                | Pertics Róbert                            | 1998. július 17. péntek 19:00, MTV1     |
| Az egyre nagyobb zenei sikereket arató Jojó fantasztikus ajánlatot kap: négy hónapos amerikai turnéra utazhat zenekarával. Ádám kétségbeesik, de úgy érzi, nincs joga a lányt egy ilyen lehetőségről lebeszélni. Szépné mindkét fiatallal együtt érez, és megpróbál valamilyen megoldást kieszelni, ám váratlanul minden a visszájára fordul... |     |                                    |                                |                                           |                                         |
| 349. | 29. | Aki átlátott a falon – 1. rész     | Kolos István                   | Lakatos György                            | 1998. július 24. péntek 19:00, MTV1     |
| Ádám tüzetes orvosi vizsgálat alá veti Vilit, aki nem hajlandó felvilágosítást adni, mi baja is van tulajdonképpen. Hosszas rábeszélésre bevallja hogy furcsa látomása volt minap. Lassacskán kibontakozik a történet. Vili valószínűleg egy visszajáró szellemet látott. A család megpróbál a dolgok végére járni. |     |                                    |                                |                                           |                                         |
| 350. | 30. | Aki átlátott a falon – 2. rész     | Kolos István                   | Lakatos György                            | 1998. július 31. péntek 19:00, MTV1     |
| Miután Ágit – Hajnalka társaságában – sikerrel eltávolították a házból, Szépék és Kövérék Rózsika szakszerű vezényletével megpróbálják a Vilinek korábban megjelenő szellemet megidézni. A bonyolult eljárás közben megdöbbentő dolgok derülnek ki, ráadásul Ági a vártnál korábban érkezik haza... |     |                                    |                                |                                           |                                         |
| 351. | 31. | A nörsz                            | Vas-Zoltán Iván                | Kiss József                               | 1998. augusztus 7. péntek 19:00, MTV1   |
| Kriszta remek állásajánlatot kap, ezért szeretne valakit, aki majd napközben vigyáz a gyerekre. Nem akarja Debbie-t terhelni, így is eleget segít neki. Debbie azonban hallani sem akar arról, hogy idegen babysitter vigyázzon Annácskára. Huszár úr elpanaszolja a Nagypapának, hogy Debbie elhanyagolja, csak Kriszta gyerekével foglalkozik. Megoldást kell találni... |     |                                    |                                |                                           |                                         |
| 352. | 32. | Eddig vagyok... – 1. rész          | Szurdi Miklós                  | Vajda Katalin, Vajda Anikó, Szurdi Miklós | 1998. augusztus 14. péntek 19:00, MTV1  |
| 1993 nyarán a Szép család kirándult a Fővárosi Operett Színházba: Ádám, Kriszta, Ricsi, Misi a szülői tiltás és féltés ellenére elindulnak felfedezni a világot. Ádám világkörüli útra, Kriszta Amerikába, az ikrek pedig biciklitúrára szeretnének eljutni... |     |                                    |                                |                                           |                                         |
| 353. | 33. | Eddig vagyok... – 2. rész          | Szurdi Miklós                  | Vajda Katalin, Vajda Anikó, Szurdi Miklós | 1998. augusztus 21. szombat 18:55, MTV1 |
| 1993 nyarán a Szép család kirándult a Fővárosi Operett Színházba: A nagy kalandból rémálom lesz. Ádám, Kriszta és az ikrek Bécsig jutnak el, mindannyian Ágoston nagypapától kérnek segítséget. Ám a megpróbáltatások még csak ezután jönnek igazán... |     |                                    |                                |                                           |                                         |
| 354. | 34. | Eddig vagyok... – 3. rész          | Szurdi Miklós                  | Vajda Katalin, Vajda Anikó, Szurdi Miklós | 1998. augusztus 28. péntek 19:00, MTV1  |
| 1993 nyarán a Szép család kirándult a Fővárosi Operett Színházba. Az „Eddig vagyok” című zenés darabbal nyolcvanszor lépett a nagyérdemű elé. Az elmúlt két részben ebből láthatott ízelítőt a néző. A harmadik epizódban Ágoston nagypapa és Rudi alaposan megdolgoztatja a fiatalokat a Hét Ördög mulatóban, nem véletlenül... |     |                                    |                                |                                           |                                         |
| 355. | 35. | Gondolj a varánuszra!              | Szurdi Miklós                  | Lengyel Gabriella                         | 1998. szeptember 4. péntek 19:00, MTV1  |
| Ricsi abbahagyja a középiskolát, és pizzafutárnak áll, hogy eltarthassa élettársát, Lucát. A két hajdani osztálytárs ugyanis együtt él. Misi azonnal átadja a helyét a szobában, és átmenne Kriszta volt szobájába, ha Kriszta haza nem költözne Annácskával. Misinek már mindegy, amúgy is lelki beteg. Rájött, hogy elrontotta az életét, mindenről lekésett, már elmúlt tizenhét éves, és még semmiben sem világhírű. Jobb híján beköltözik a Nagypapa mellé.                                                             |     |                                    |                                |                                           |                                         |
| 356. | 36. | Sárbogárd, végállomás!             | Kolos István                   | Lakatos György                            | 1998. szeptember 11. péntek 19:00, MTV1 |
| Ágnes elhatározza, hogy az otthon kialakult vadonatúj helyzetet megbeszéli Károllyal, ezért nagyon készül a hétvégére, hiszen Károly péntek estig Sárbogárdon dolgozik. A váratlanul beállító Péter segítségével sikerül megfejtenie azt is, miért költözött haza Kriszta Annácskával. Hajnalka kétségbeesetten ront be, és sírva támad Ágicára. A Szépéknél történt események hatására Vili el akar költözni otthonról, Picivel szeretne kivenni egy albérletet. Már mindenki Szépéknél van, csak Károly nem akar hazaérni. |     |                                    |                                |                                           |                                         |
| 357. | 37. | Ah, Kolumbia!                      | Vas-Zoltán Iván                | Sultz Sándor                              | 1998. szeptember 18. péntek 19:00, MTV1 |
| Puskaporos a levegő Szépéknél, nagy problémák halmozódnak. A Nagypapa és Misi nagyon nehezen jönnek ki egymással, ezért mindketten el akarnak költözni. Nagypapa Szivaros Frici anyósához, Misi pedig egyenesen Dél-Amerikába. Ágnes elhatározza, hogy a hétvégét mindenképpen kettesben tölti Károllyal. Nem szeretné, ha bárki megzavarná a programjukat. Károly azonban telefonál, később érkezik, mert vadászni megy. |     |                                    |                                |                                           |                                         |
| 358. | 38. | Idegenek az éjszakában             | Kolos István                   | Sinkó Péter                               | 1998. szeptember 25. péntek 19:00, MTV1 |
| Misi, miközben vadul keresi, sehogy sem találja magát az új helyzetben, képtelen zöld ágra vergődni önmagával. Sok minden nyomasztja, még Vili eltűnése is teherként nehezedik a vállára. Vili ugyanis összeszedte a cókmókját és eltűnt a Picivel közös albérletből. A Kövér család természetesen Szépéket hibáztatja a váratlan fejlemény miatt. Ágnes egyre nehezebben viseli a család szétszakadását, szeretné újra maga körül tudni szeretteit.                                                                         |     |                                    |                                |                                           |                                         |
| 359. | 39. | Regényes esetek                    | Vas-Zoltán Iván                | Kiss József                               | 1998. október 2. péntek 19:00, MTV1     |
| Péter egyre nehezebben viseli Kriszta és Annácska távollétét. Úgy dönt, segít Krisztának, hogy több ideje maradjon az írásra. Fölajánlja, hogy napközben vigyáz a kislányra. Így azonban éjszakai munkát kell vállalnia, azért mindig fáradt. Ráadásul napközben is ezernyi dolga akadna, de Annácska miatt semmit sem tud elintézni. Nyilvánvaló, hogy segítségre szorul. Kriszta háta mögött összefog a Szép család, s hamarosan újabb segítség érkezik.                                                                   |     |                                    |                                |                                           |                                         |
| 360. | 40. | Kefir, sport, újság, híradó        | Felvidéki Judit                | Rédey Tamás                               | 1998. október 9. péntek 19:00, MTV1     |
| Egyre több ellentétet szül Pici és Vili „együttélése”. Először Vili panaszkodik Ádámnak lakótársa különc szokásai miatt, majd Pici keresi fel derék orvos barátját siralmaival. Pici az „elviselhetetlen” Vili kispolgárságát emlegeti. Rózsika és Hajnalka már torkig van az áldatlan helyzettel. Valamit sürgősen tenni kell! De mit? Hosszas töprengés után megkérik Ádámot, segítsen megoldani a gondot. |     |                                    |                                |                                           |                                         |
| 361. | 41. | Az új lakótárs                     | Vas-Zoltán Iván                | Pertics Róbert                            | 1998. október 16. péntek 19:00, MTV1    |
| Az együttélés nem könnyű. Most épp Vili akar hazaköltözni az albérletből, mert az állataitól Pici nőismerősei sikoltozva menekülnek. Ez azonban Picinek is gond, hiszen egyedül nem tudja kifizetni az egész lakás bérleti díjat. Alföldi persze rögtön akcióba kezd, hogy némi jutalék ellenében megfelelő lakótársat szerezzen... |     |                                    |                                |                                           |                                         |
| 362. | 42. | Az igazi férfi                     | Felvidéki Judit                | Sultz Sándor                              | 1998. október 23. péntek 17:30, MTV1    |
| Péter egyre nehezebben viseli Krisztától való különélését. Ádám vigasztalni próbálja. A kávéházba érkezik egy ismeretlen férfi, akinek szavaiból arra lehet következtetni, hogy korábban bizalmas viszonyban lehetett Jojóval. A férfi most Ágica után érdeklődik. |     |                                    |                                |                                           |                                         |
| 363. | 43. | Élvezd a bioritmust!               | Vas-Zoltán Iván, Rédey Tamás   | Lengyel Gabriella                         | 1998. október 30. péntek 19:00, MTV1    |
| Néhány női magazin rendkívül megzavarja a Szép család amúgy sem nyugalmas életét. Fölborul Jojó és Luca bioritmusa. A zűrzavart csak fokozza, hogy Ádám és Ricsi sztriptíztáncost rendel Pici közelgő szülinapjára. Ricsi helyett az apja dolgozik. Szépnére marad a háztartás minden gondja-baja. |     |                                    |                                |                                           |                                         |
| 364. | 44. | Az év asszonya                     | Felvidéki Judit, Tasnádi Csaba | Lakatos György                            | 1998. november 6. péntek 19:00, MTV1    |
| Felfigyel az utcán Szépnére egy fotóművész. Mindenáron le akarja fotózni, annyira tetszik neki. Szépné belemegy. Nem gondol arra, hogy a fotózás tucatnyi buktatót rejt magában. Mire észbe kap, a Szép család háza máris fotóműteremmé alakul. Mozdulni sem lehet a temérdek díszlettől, képtől, lámpától. A nagy felfordulás közepette toppan be Károly és Luca szülei... |     |                                    |                                |                                           |                                         |
| 365. | 45. | Ki fog itt aggódni? – 1. rész      | Tasnádi Csaba                  | Vajda Anikó                               | 1998. november 13. péntek 19:00, MTV1   |
| Luca egy nagy veszekedés után elhagyja Ricsit. Sajnos Ricsi ezt nem tudja feldolgozni és elrohan otthonról, mindössze egy borotvát visz magával. Ráadásul Krisztáék is elutaznak hosszabb időre Olaszországba Pannácskával. Ágica idegösszeroppanást kap, végül Mónika biztatására felkeres egy pszichológust, és ettől hirtelen megváltozik... |     |                                    |                                |                                           |                                         |
| 366. | 46. | Ki fog itt aggódni? – 2. rész      | Felvidéki Judit                | Vajda Anikó                               | 1998. november 20. péntek 19:00, MTV1   |
| Ági a pszichológus hatására nem törődik se a házimunkával, se a gyerekeivel, csak önmagával és újdonsült barátnőjével, Zsuzsóval. A család szomorúan veszi tudomásul, hogy elveszítette a régi, aggódó édesanyát. Vagy mégse? |     |                                    |                                |                                           |                                         |
| 367. | 47. | Túlélő program                     | Rédey Tamás                    | Sinkó Péter                               | 1998. november 27. péntek 19:00, MTV1   |
| Károly megváltozik, hogy ezentúl felesége és gyermekei a példás családfőt lássák benne. Szépné eleinte repes a boldogságtól. A lakásban ugyanis rendre megjavulnak a húsz éve működésképtelen gépek, kilincsek, zárak. Aztán valahogy minden olyan zavaros lesz. Ágica elgondolkodik... |     |                                    |                                |                                           |                                         |
| 368. | 48. | Szerelem és ármány                 | Tasnádi Csaba                  | Lesnyei József                            | 1998. december 4. péntek 19:00, MTV1    |
| Misi, mint a diákszínjátszókör vezetője, tanárnője kérésére megrendezi Schiller Ármány és szerelem című darabját. A próbák túl jól sikerülnek, Misi beleszeret a tanárnőbe... |     |                                    |                                |                                           |                                         |
| 369. | 49. | Halálugrás a semmibe               | Zilahy Tamás                   | Pertics Róbert                            | 1998. december 11. péntek 19:00, MTV1   |
| Misi bánatos, szomorú, már-már szinte depressziós. Ágica aggódik érte, ezért aztán ráveszi Ricsit és Lucát, hogy törődjenek vele többet... |     |                                    |                                |                                           |                                         |
| 370. | 50. | Almáspite                          | Rédey Tamás                    | Vajda Anikó                               | 1998. december 18. péntek 19:00, MTV1   |
| Szépné határtalanul boldog, ugyanis Károly végleg hazatér Sárbogárdról, este pedig vendégségbe jön újdonsült barátnője, Zsuzsó a férjével, Alberttel. Nagy örömmel lát a sütés-főzéshez, azonban munkájában valaki megzavarja. |     |                                    |                                |                                           |                                         |
| 371. | 51. | Johnny visszatér                   | Vas-Zoltán Iván                | Vajda Katalin                             | 1998. december 25. péntek 15:45, MTV1   |
| Nagypapa és Margitka az esküvőjüket tervezik. Margitka szeretné, ha Nagypapa már a karácsonyt nála töltené, de ő nehezen szánja rá magát, hogy bevallja otthon: elköltözik. Végül a Nagymama siet segítségére, ekkor azonban váratlan vendég érkezik... |     |                                    |                                |                                           |                                         |

### Kilencedik évad
| Sor. | Év. | Cím                   | Rendező         | Író                       | Premier                              |
| --- | --- | --------------------- | --------------- | ------------------------- | ------------------------------------ |
| 372. | 1.  | Az új élet            | Felvidéki Judit | Vajda Anikó               | 1999. január 1. péntek 17:40, MTV1   |
| Miután Nagypapa elköltözött Margitkához, Nagymama elutazott Amerikába, Ádámot lehelyezték Győrbe, úgy tűnik, a Szép-villa kiürül. Ám ez csak a látszat... |     |                       |                 |                           |                                      |
| 373. | 2.  | Segítség! Telt ház!   | Verebes István  | Vajda Anikó               | 1999. január 13. szerda 21:00, MTV1  |
| Úgy tűnik, mintha Szép és Szépné egyedül maradna a házban. Alföldi már gyűjti is az albérlőket, amikor betoppannak Johnny éktelen rossz gyerekei, kisvártatva megérkezik Zsuzsó is kislányával, sőt, a férje, Albert is... |     |                       |                 |                           |                                      |
| 374. | 3.  | Szaturnusz kvadrát    | Verebes István  | Vajda Anikó               | 1999. január 27. szerda 21:00, MTV1  |
| Zsuzsó és Albert nem beszélnek egymással. Szép és Szépné azon fáradozik, hogy kibékítse őket, de mindhiába... |     |                       |                 |                           |                                      |
| 375. | 4.  | Nem megyünk iskolába! | Verebes István  | Vajda Anikó, Miller Péter | 1999. február 10. szerda 21:00, MTV1 |
| Szépné beíratja az iskolába a gyerekeket. Lili és David azonban becsapja, és nem megy el a suliba. Amikor kiderül a huncutság, összevesznek. A gyerekek azt vágják a fejéhez, hogy nem szeretik sem őt, sem a főztjét, sem az otthonát. Szépné elkeseredettségében a család minden spórolt pénzét a gyerekekre költi. Rengeteg ajándékot, játékot vesz. Közben Johnny csak annyit tud, hogy a gyerekei elmentek az iskolába, ezért elindul a kaszinóba Zsuzsóval, a szűzkézzel.           |     |                       |                 |                           |                                      |
| 376. | 5.  | Félpanzió             | Verebes István  | Vajda Katalin             | 1999. február 24. szerda 21:00, MTV1 |
| Rossz időpontban érkezik a rendelésre Szamosi doktor betege, Erdős úr. A doktor ugyanis még nem ért haza, helyette Ágikát találja a „rendelőben”. A nő beszédbe elegyedik vele. Úgy látszik, a kissé hosszúra nyúlt társalgás valódi terápiával ér fel, mert Erdős egyre jobban érzi magát. A legjobb gyógymód a számára, ha minden szabad percét Ágikával tölti a koncertig. Johnny segítségét kéri, hogy kivehessen egy szobát, és beköltözhessen a házba.                              |     |                       |                 |                           |                                      |
| 377. | 6.  | Az éneklecke          | Verebes István  | Lakatos György            | 1999. március 10. szerda 21:00, MTV1 |
| Remekül érzi magát a Szép-villában Erdős. Otthonosan jár-kel a házban. Csakhogy kissé hangosan készül a bécsi koncertre. A Bordal, amit órákon át megállás nélkül énekel, végképp felőrli Károly idegeit. Ági rábeszélésére mégis próbál tovább Erdőssel. Nemcsak zongorán kíséri, hanem énektanárként, hangról-hangra betanítja az áriát. Úgy tűnik, minden sínen van, amikor Erdős mégis bedobja a törölközőt.                                                                          |     |                       |                 |                           |                                      |
| 378. | 7.  | Tente Bandi, tente!   | Verebes István  | Pertics Róbert            | 1999. március 24. szerda 21:00, MTV1 |
| Sok munka árán Károlynak sikerül Erdőst felkészítenie a bécsi koncertre. Nem sokkal az indulás előtt derül ki, hogy Erdős sok babonája közül az egyik az, hogy koncertre kizárólag saját maga vezette autón érkezik. Jelenlegi idegállapota azonban ezt nem teszi lehetővé. Természetesen hallani sem akar arról, hogy más vezesse az autót, ezért Ági fondorlatot eszel ki. Johnny gyerekei azonban résen vannak, így a csapda nem váltja be a hozzá fűzött reményeket.                  |     |                       |                 |                           |                                      |
| 379. | 8.  | Csak lazíts!          | Verebes István  | Vajda Anikó               | 1999. április 14. szerda 21:00, MTV1 |
| Albert, a pszichiáter szomorúan konstatálja, hogy amióta elköltözött a Szép-villából, magánpacientúrája megcsappant. Ezért tárgyalásba kezd a villa bérleti díjáról az üzletre mindig kapható Johnny-val. Zsuzsó és Szépné éppen relaxál. Ebben az állapotban Szépné megígéri, hogy a rendelési időre odaadja a villát. Albert boldog, mert a relaxálás hatására Szépné nem kér pénzt a szívességért. Johnny viszont dühös, mert a bérleti díjból magának is le akart csípni valamicskét. |     |                       |                 |                           |                                      |
| 380. | 9.  | Johnny születésnapja  | Verebes István  | Vajda Anikó               | 1999. április 28. szerda 21:00, MTV1 |
| Johnny szomorúan ébred, ma van a születésnapja, és egyedül van. Szépné titokban ünnepséget szervez, ahova váratlanul Alföldi és a szerelem is betoppan. |     |                       |                 |                           |                                      |
| 381. | 10. | Régi szerelem         | Verebes István  | Vajda Anikó               | 1999. július 7. szerda 21:35, MTV1   |
| Ágica és Károly színházba készülődnek Zsuzsóval és Alberttel. Épp amikor indulnának, földúltan állít be Kövér Lajos, hogy mindennek vége... |     |                       |                 |                           |                                      |
| 382. | 11. | Albert, hol vagy?     | Zilahy Tamás    | Vajda Anikó               | 1999. július 27. kedd 21:00, MTV1    |
| Fancsali képpel jár-kel a Szép-villában Kövér Lajos. Nem tudja kiheverni, hogy Hajnalka hűtlen lett hozzá, és elhagyta. A Szép család mindent elkövet, hogy felvidítsa a búskomor férfit, de nem sokra mennek a dologgal. Már éppen felhagynának a kísérletezéssel, mikor megérkezik Erdős úr... |     |                       |                 |                           |                                      |
| 383. | 12. | Tűsarok és paróka     | Verebes István  | Sinkó Péter               | 1999. augusztus 10. kedd 21:25, MTV1 |
| Hatalmas virágcsokrot hoznak Szépék házába. Majd újabb és újabb csokor érkezik. Károlynak már az első is éppen elég ahhoz, hogy féltékenykedjen. Johnny gyerekei gondoskodnak róla, hogy máson se járjon az esze. Kiderül, hogy a virágokat egy bizonyos Berkes úr küldi egyenesen Amerikából. A férfi mindenáron találkozni akar Szépnével. A cél érdekében nagyobb összegű készpénzt is kilátásba helyez.                                                                               |     |                       |                 |                           |                                      |
| 384. | 13. | Váratlan vendég       | Felvidéki Judit | Vajda Anikó               | 1999. augusztus 17. kedd 21:30, MTV1 |
| Albert újra megnyitotta a Szép villában pszichiátriai rendelését. Egy napon – éppen a rendelés közepén – elhívják egy sürgős esethez. Albert megígéri, hogy siet vissza, megkéri Ágit, hogy addig tartsa a frontot helyette, bár már csak egyetlen beteget vár. Igaz azonban, hogy ez a beteg egy kicsit nehéz eset... |     |                       |                 |                           |                                      |
| 385. | 14. | Eljegyzés             | Zilahy Tamás    | Vajda Anikó               | 1999. augusztus 24. kedd 21:30, MTV1 |
| Szokatlanul mozgalmas az este a Szép-villában. Megérkezik ugyanis Jojó, és nem egyedül jön. Szemmel láthatóan bántja valami. Elárulja, azért lógatja az orrát, mert Ádám szakított vele. Ági próbálja vigasztalni őt, de szinte semmire nem megy az igyekezetével. Kisvártatva megérkezik Ádám, és szomorúan újságolja, hogy Jojó szakított vele... Nyilvánvalóan félreértésről van szó. De ki értett félre kit?                                                                          |     |                       |                 |                           |                                      |